# Audi 100 C3
Der Audi 100 Typ 44 (intern auch als C3 bezeichnet) ist ein Fahrzeugmodell der oberen Mittelklasse der Audi NSU Auto Union AG (ab 1985: Audi AG). Der Audi 100 C3 tat sich mit einer besonders strömungsgünstigen Karosserie hervor, war Vorreiter des permanenten „quattro“-Allradantriebs in der oberen Mittelklasse und brachte für den Volkswagen-Konzern erstmals den TDI-Motor mit Diesel-Direkteinspritzung und Turbolader in die Serie.
Bei der Entwicklung des C3 standen vor allem die Wirtschaftlichkeit, eine hohe Produktqualität und die Langlebigkeit des Fahrzeugs im Fokus. Federführend bei der technischen Entwicklung war Ferdinand Piëch. Das Design stammte von Hartmut Warkuß. Heute steht die dritte Generation des Audi 100 exemplarisch für den Beginn der Entwicklung von Audi zu einer technikbetonten Premiummarke.

## Modellgeschichte

### Entwicklung
Die Technik wurde weitgehend vom seit August 1976 gebauten Audi 100 C2 (Typ 43) übernommen, das stark nach aerodynamischen Parametern geprägte Exterieurdesign im neuen Audi war ein Schlüsselthema, um den anvisierten überdurchschnittlich guten cw-Wert zu erreichen. Die Entwickler nutzten dazu intensiv den VW-Windkanal in Wolfsburg.
Im Jahre 1979 wurde das C3-Design gemeinsam mit VW-Vorstand Toni Schmücker und Audi-Designchef Hartmut Warkuß endgültig festgelegt, danach wurden nur noch Details geändert: Dabei setzte sich ein hausinterner Entwurf von Peter Birtwhistle gegenüber zwei Alternativen durch, darunter einer von Giorgetto Giugiaro sowie dem damaligen Audi-Designer Martin Smith. Der alternative C3-Entwurf von Smith wurde im Jahre 1981 schließlich im Audi Forschungsauto realisiert.
Das auf der IAA 1981 zwischenzeitlich präsentierte Audi Forschungsauto trug dann bereits viele Merkmale des endgültigen C3 erstmals in die Öffentlichkeit.

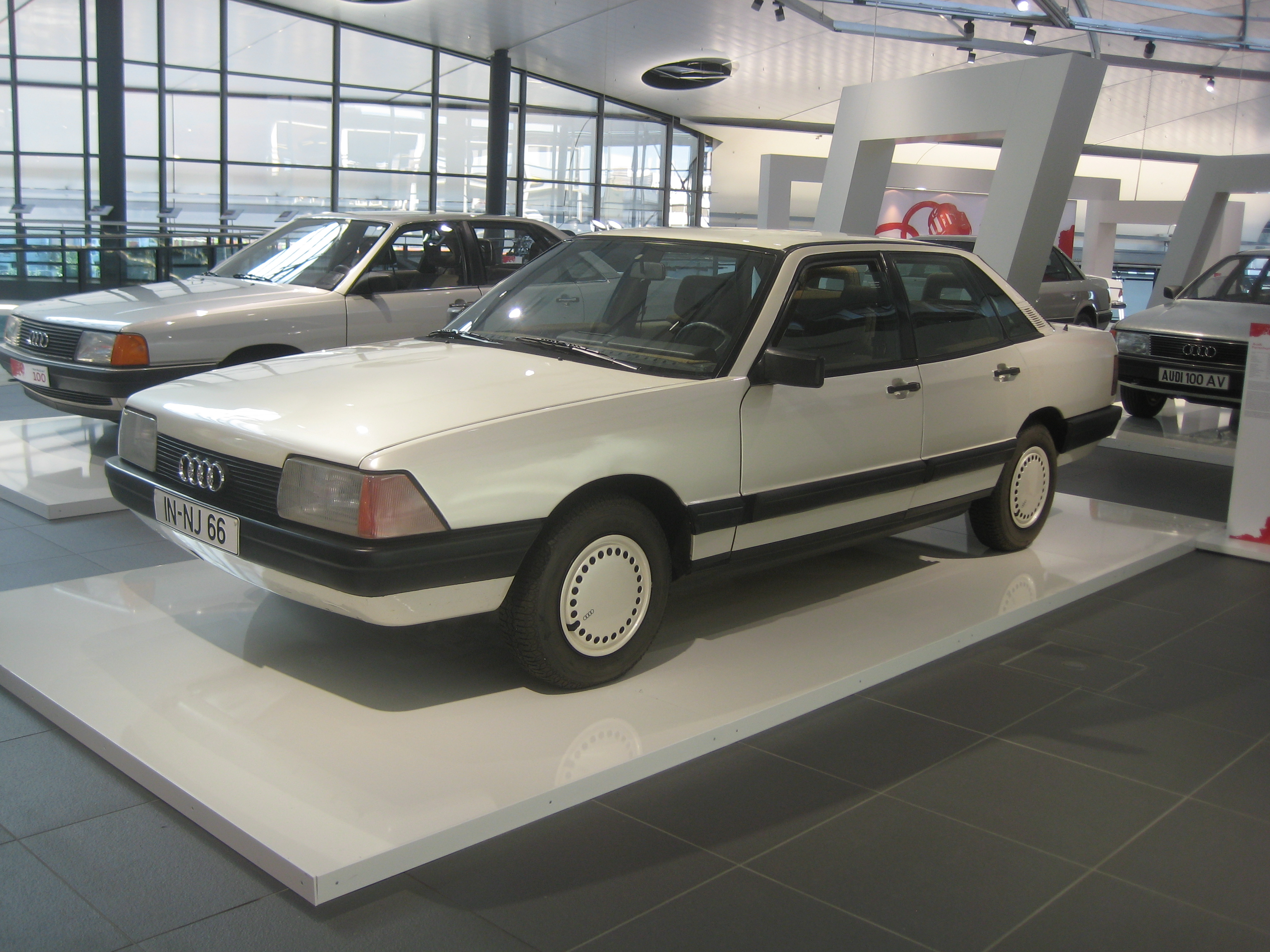
Audi Forschungsauto, Frontansicht
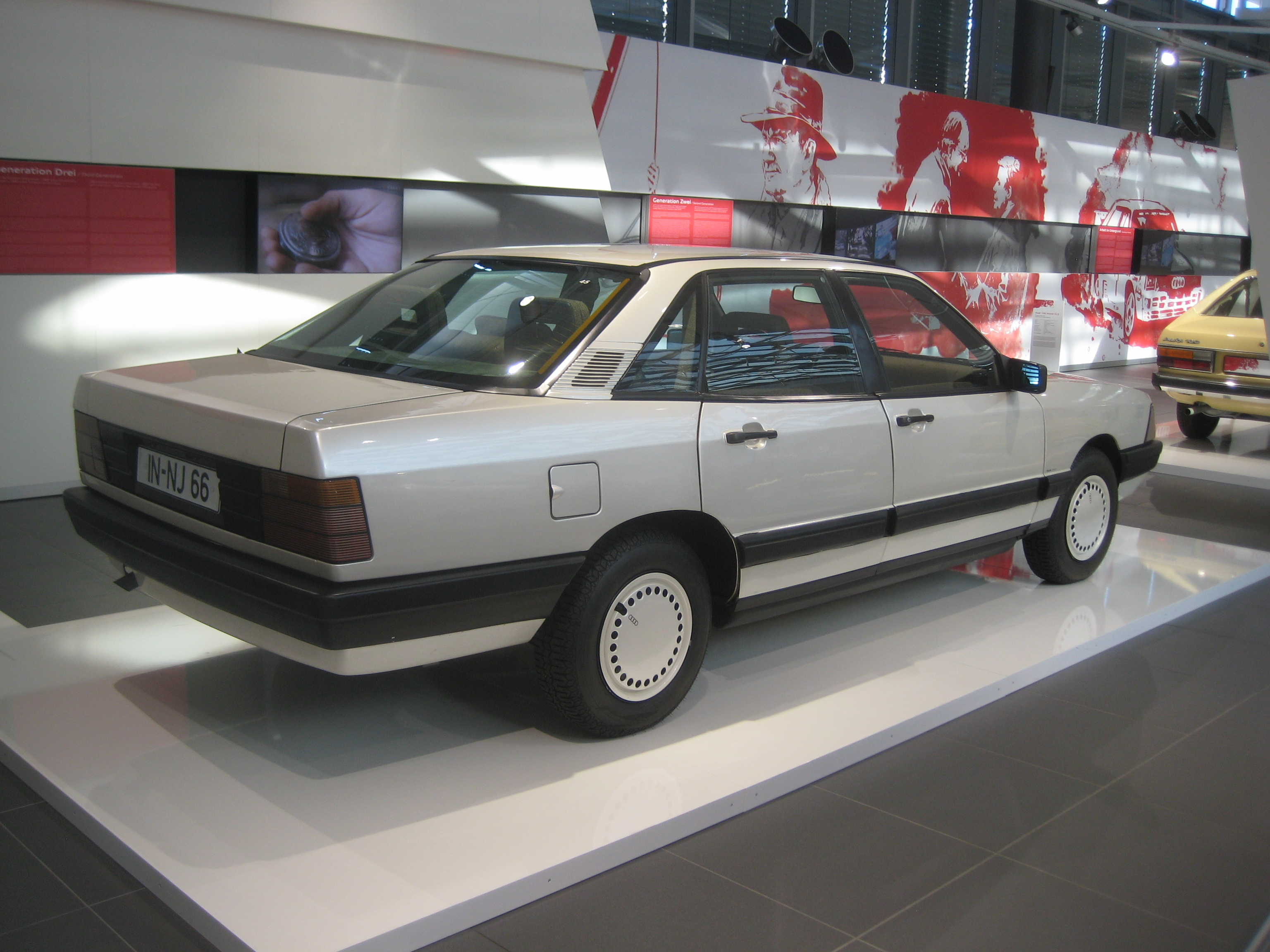
Heckansicht

### Markteinführung
Im August 1982 kam der Audi 100 C3 schließlich auf den Markt. Der Wagen mit den bündig eingebauten, hochgezogenen Fenstern und einem Strömungswiderstandskoeffizienten (cw) von 0,30 galt in den frühen 1980er-Jahren als strömungsgünstigstes Serienfahrzeug dieser Zeit und erhielt viele Auszeichnungen. Die innovative Designsprache und technische Details stellten einen prägenden Impuls für das Automobildesign der 80er Jahre dar. Wegen des Leichtbaus und des niedrigen Luftwiderstandes verbrauchte der Wagen weniger Kraftstoff als vergleichbare Fahrzeuge der Zeit. Im August 1983 folgten der „Avant“-Kombi mit Schrägheck und der Audi 200 mit Karosserie und Fahrwerk des Audi 100, aber stärkerem Motor und besserer Ausstattung. Gegenüber dem Vorgänger entfernte man sich von dem Schrägheck-Konzept des ersten Avant-Modells von 1977 zugunsten einer eher typischen Kombivariante.

### Technik und Innovation
Während Technik und Aggregate weitgehend vom Vorgänger übernommen wurden, kamen beim C3 zahlreiche Methoden zur konsequenten Einsparung von Fahrzeuggewicht zum Tragen. So wurden spezielle Hartglassorten verwendet, um deren Querschnitt verringern zu können. Im Karosseriebau kamen hochwertige Kunststoffe statt schwerer rostgefährdeter Metallteile zum Einsatz, so war die Reserveradmulde aus GFK. Kühler und Kondensatoren waren nun aus Aluminium gefertigt.
Mit dem Produktionsbeginn des C3 wurde seitens Audi erheblich in moderne Fertigungsanlagen investiert. So nahm bereits 1981 eine neue Lackieranlage ihre Arbeit auf. Der neue Audi 100 war zum Produktstart bereits teilverzinkt, später vollverzinkt. Die gesamte Bodengruppe war anders als beim Vorgänger aus einem tiefgezogenen Stück ohne Schweißnähte zur Korrosionsvorsorge gefertigt. Der Prozess, Karosserieteile manuell mittels Schweißlehren zusammenzufügen, wurden nun von vollautomatisierten Schweißstrassen mit Robotern übernommen. Fahrerlose Transportsysteme wurden erstmalig zum automatisierten Materialtransport von Karosserien im Rohbau eingesetzt. Durch sogenannte Schwenkgehänge wurden verbesserte Arbeitsplatzbedingungen in der Endmontage ermöglicht, dies diente der Reduktion von belastender Überkopfarbeit. Die Montage des Dachhimmels erfolgte nicht mehr manuell mittels arbeitsintensivem Einhaken und Verklebung, sondern durch Einbringen eines vorgefertigten Formteils durch die Öffnung der Frontscheibe. Dadurch wurden Taktzeiten und Kosten optimiert, aber auch eine bessere Wertigkeit und Akustik erzielt.
Wie von Audi Anfang der 80er Jahre angekündigt, wurden nach und nach alle Fahrzeuge mit Allradantrieb angeboten: Ab November 1984 waren die „quattro“-Versionen des C3 erhältlich. Der permanente Allradantrieb war mit einem Mitteldifferentialgetriebe versehen. In einem bekannten Werbespot der damaligen Zeit fährt ein solcher Wagen eine schneebedeckte Skisprungschanze hinauf. Später wurde der Spot mit dem Audi A6 wiederholt. Die Autos fuhren bei den Dreharbeiten der Werbefilme aus eigener Kraft die Schanze hinauf, wurden dabei nur mit einem Drahtseil gesichert.
Bereits Mitte der 1980er Jahre experimentierte man außerdem mit Aluminiumkarosserien, mit denen Audi-100-Prototypen ausgerüstet wurden. Der Schritt in die Serie wurde jedoch erst mit dem späteren Audi A8 und dessen sogenannter „Space-Frame“-Karosserie vollzogen.

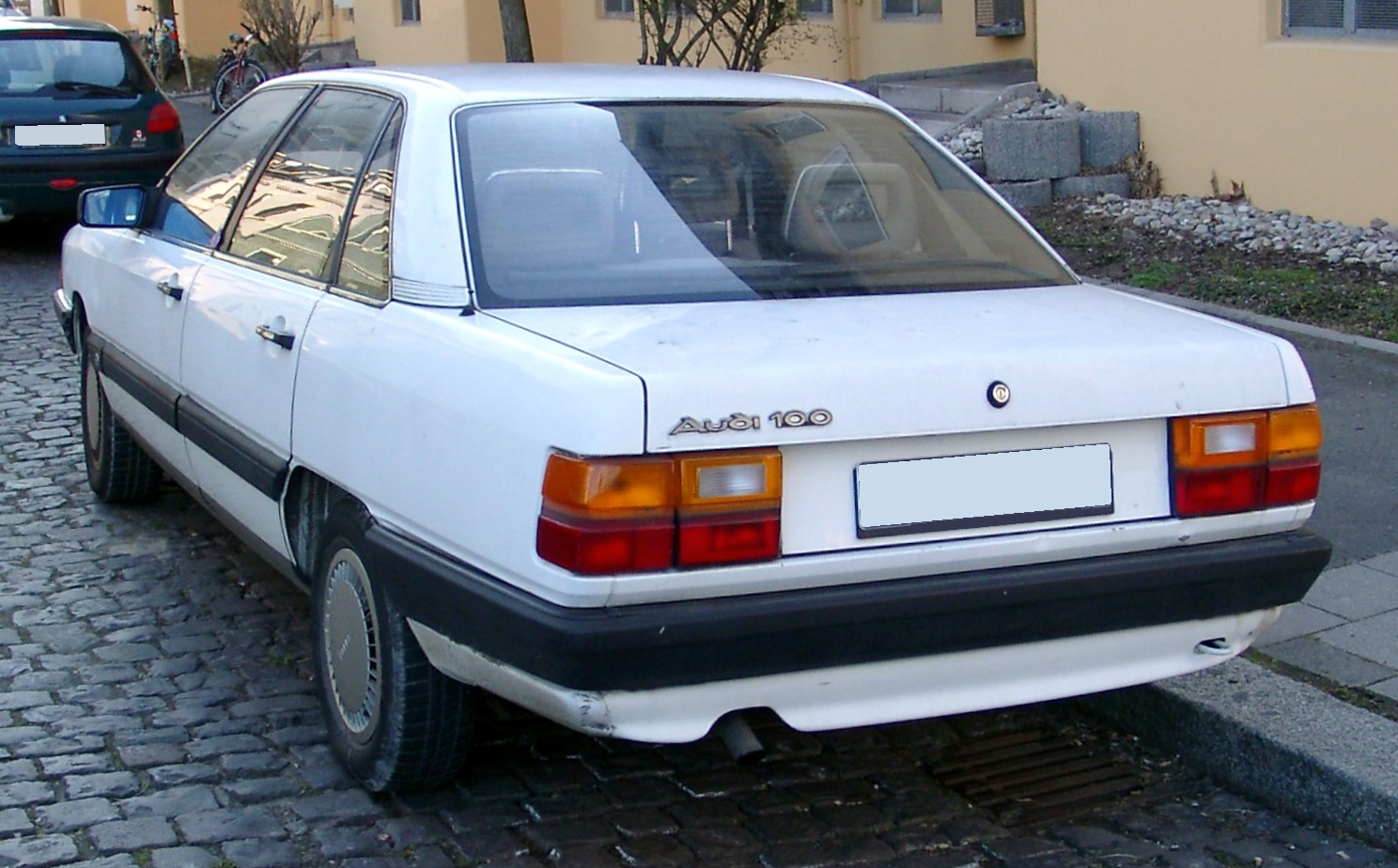
Audi 100 Heckansicht (1982–1985)
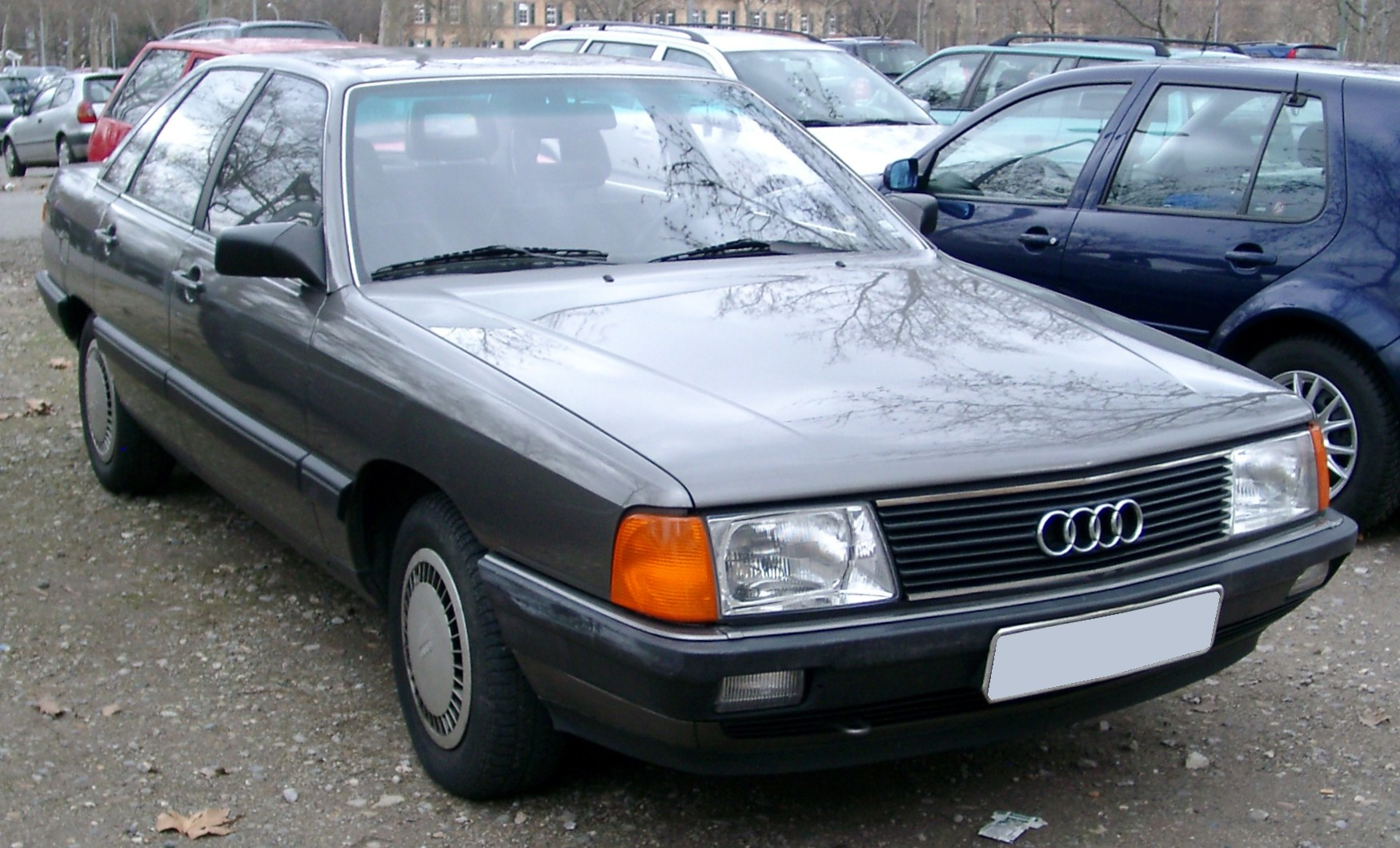
Audi 100 CC, (1982–1988)
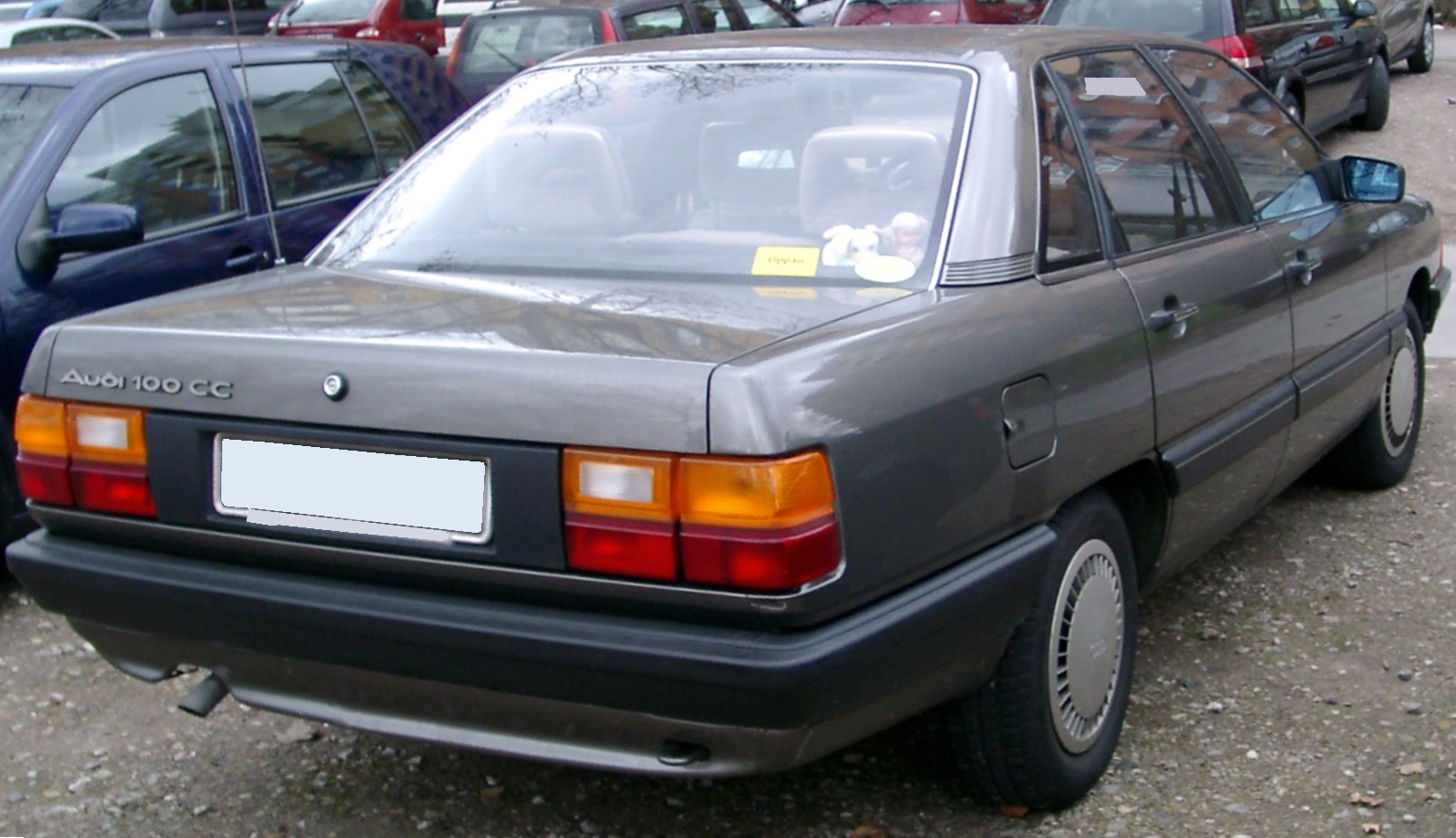
Audi 100 CC, Heckansicht (1982–1988)
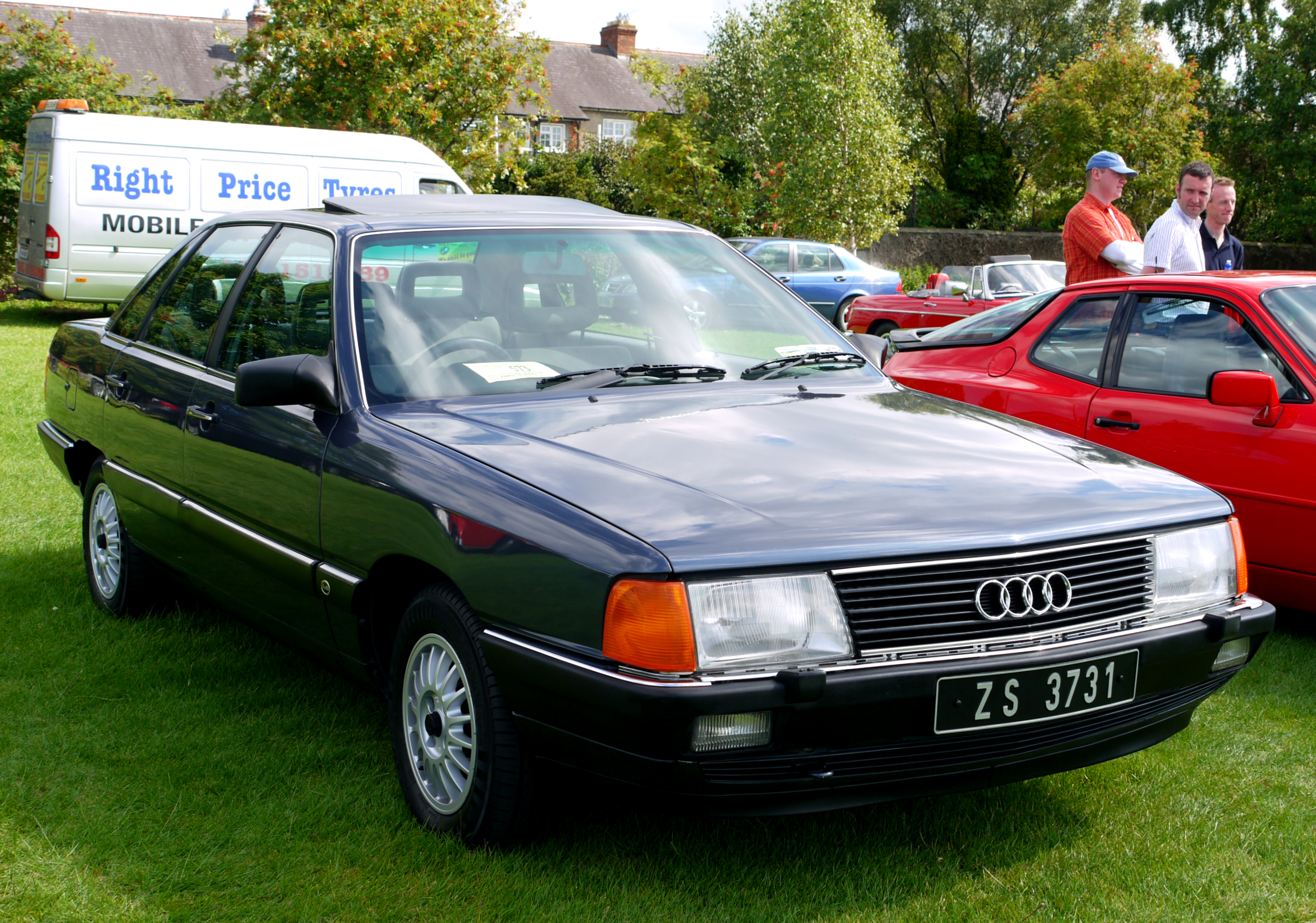
Audi 100 CS (1985–1988)
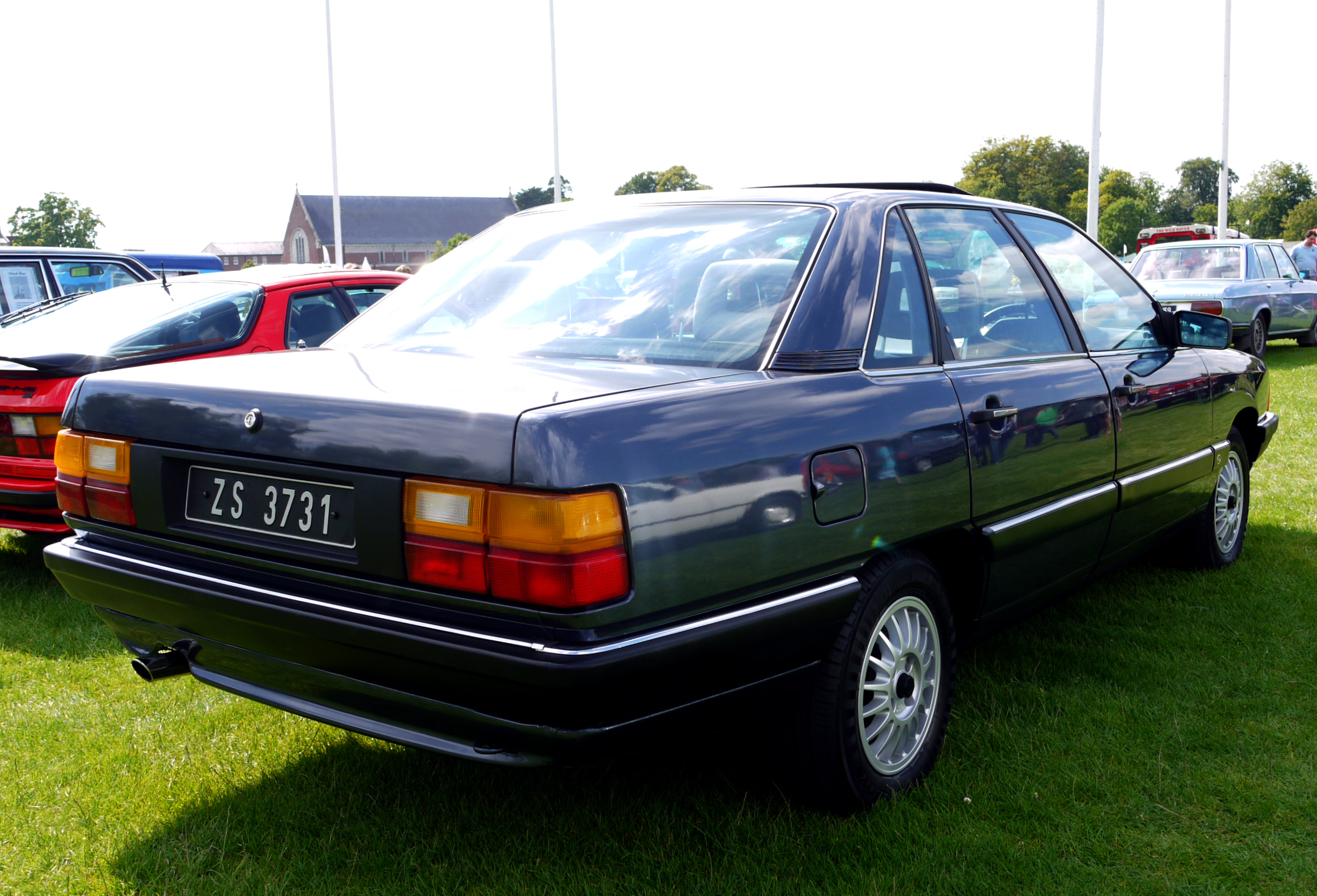
Audi 100 CS, Heckansicht (1985–1988)
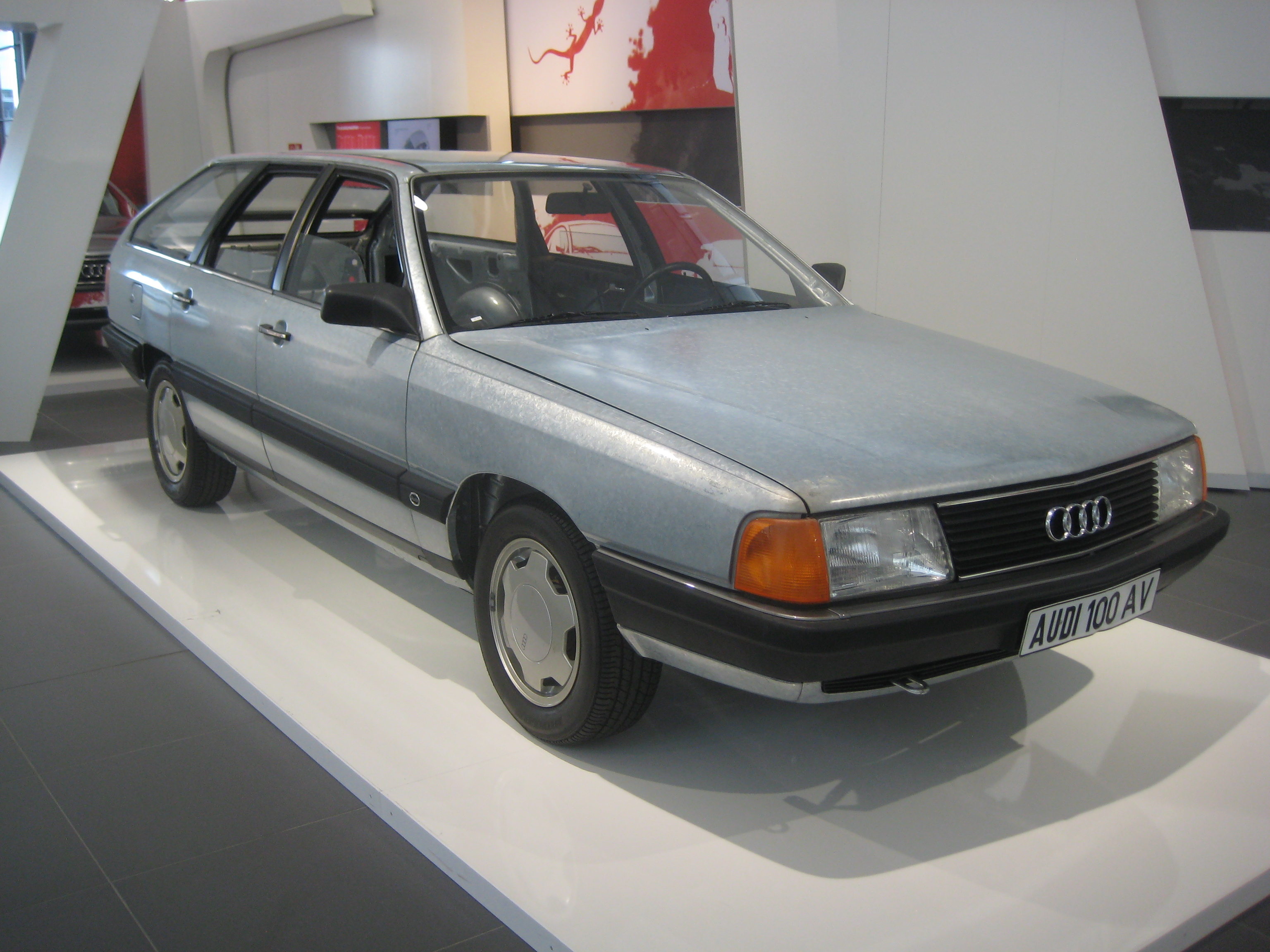
Audi 100 Avant (1983–1988): ohne Lackierung, die Karosserie ist nur verzinkt
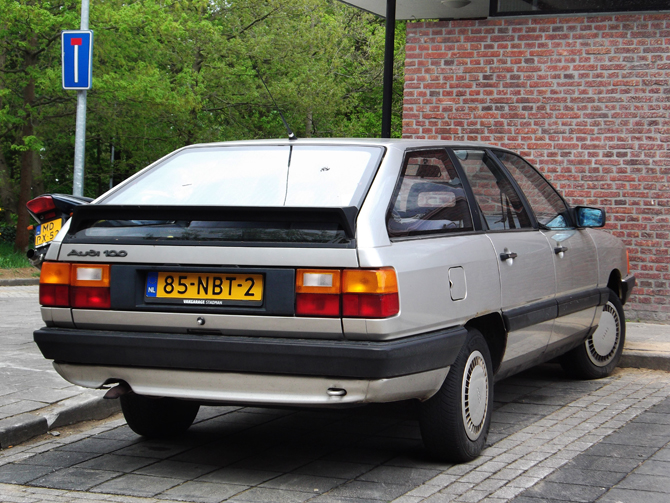
Audi 100 Avant (1983–1988)
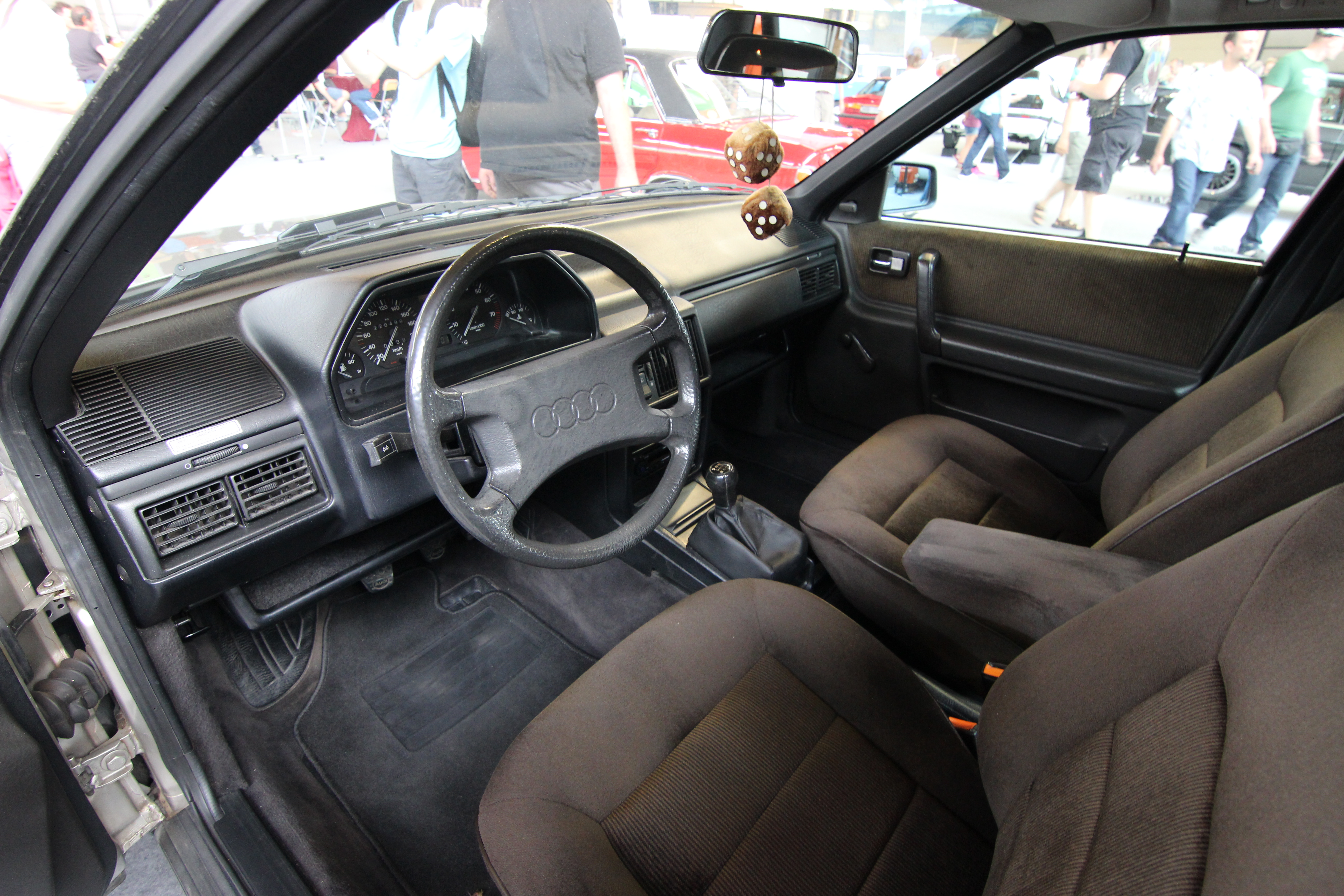
Interieur des Audi 100 (1982–1988)
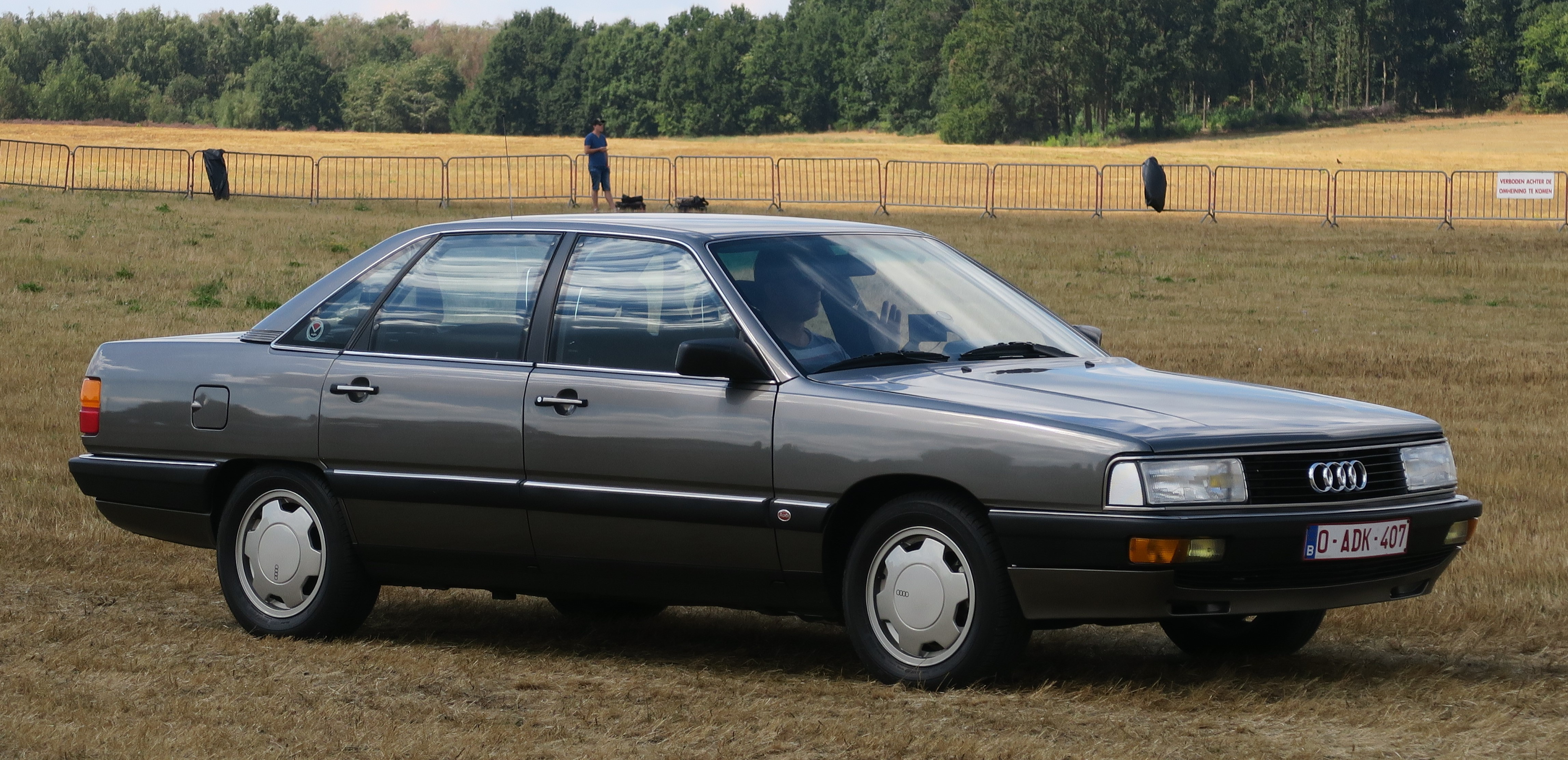
Audi 200 Turbo
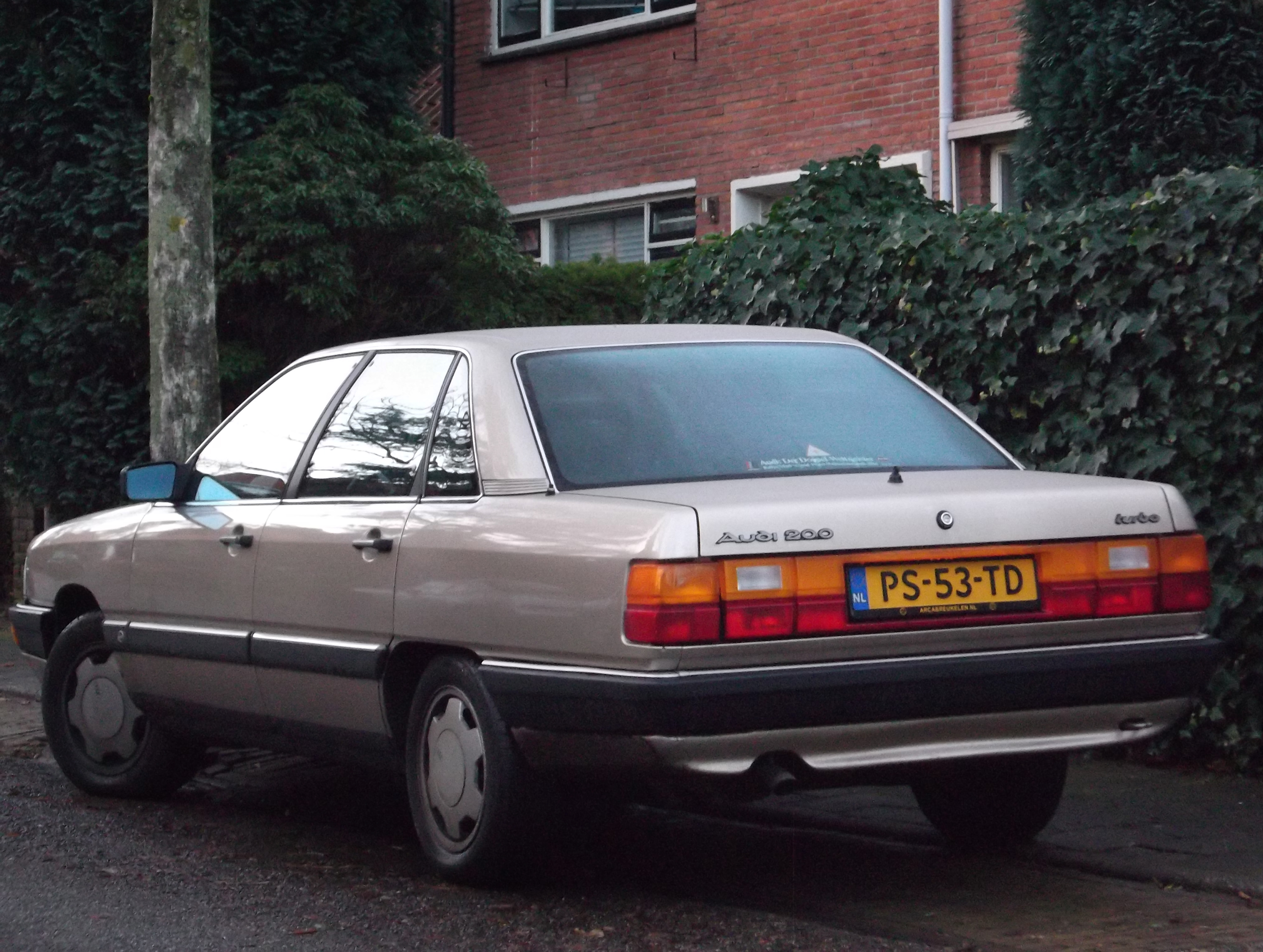
Audi 200 Turbo

### Modellpflege mit Premiere der TDI-Modelle
Im Januar 1988 erfolgte eine größere Modellpflege, wodurch der Audi 100 einen neu gestalteten Innenraum sowie in die Karosserie bündig eingepasste Türgriffe und weitere kleine Neuerungen erhielt. Neben dem Sicherheitsgurt-Straffungssystem procon-ten war nun ein Fahrer-Airbag verfügbar. Prägend für diese Generation des Audi 100 war der Fünfzylindermotor. Insgesamt wurden für das Fahrzeug über 20 verschiedene Motorvarianten zwischen 51 kW (69 PS) (Diesel) und 121 kW (165 PS) (Turbo) angeboten. Die unterschiedlichen Ausstattungsvarianten (Basis, CC, CS und CD) entfielen.
Im Januar 1990 wurde der Audi 100 2.5 TDI eingeführt. Nach dem Fiat Croma (1987) und dem Austin Montego (1988) war dies der dritte Serien-Diesel-Pkw mit Direkteinspritzung. Der Motor mit 120 PS (88 kW) hatte ein maximales Drehmoment von 265 Nm bei 2250/min und einen geringen Kraftstoffverbrauch. Audi gilt als Vorreiter dieser Technik, die dem Volkswagen-Konzern in den 1990er Jahren einen Wettbewerbsvorteil vor den Mitbewerbern bescherte. Im letzten Modelljahr gab es noch zahlreiche Sondermodelle, bis schließlich im Dezember 1990 der C3 durch den Audi 100 C4 abgelöst wurde. Mit dem 2,4-l-Diesel war der C3 noch bis Sommer 1991 in Produktion. Das Schwestermodell Audi 200 wurde ebenfalls bis Sommer 1991 weiterproduziert, der vom 200 abgeleitete Audi V8 noch bis Mitte 1994.
Viele Fahrzeuge sind heute in Liebhaber- oder Tunerhänden, es wurden auch viele Gebrauchtfahrzeuge exportiert, die noch in großer Anzahl im Ausland in Verwendung sind. Der C3 gilt als zuverlässiges und wartungsfreundliches Auto. Dank vollverzinkter Karosserie ab Modelljahr 1986 ist der Audi 100 C3 gegen Rostschäden beinahe immun. Die Motoren, besonders die Fünfzylindermotoren, gelten als haltbar, Laufleistungen über 500.000 km sind keine Seltenheit.

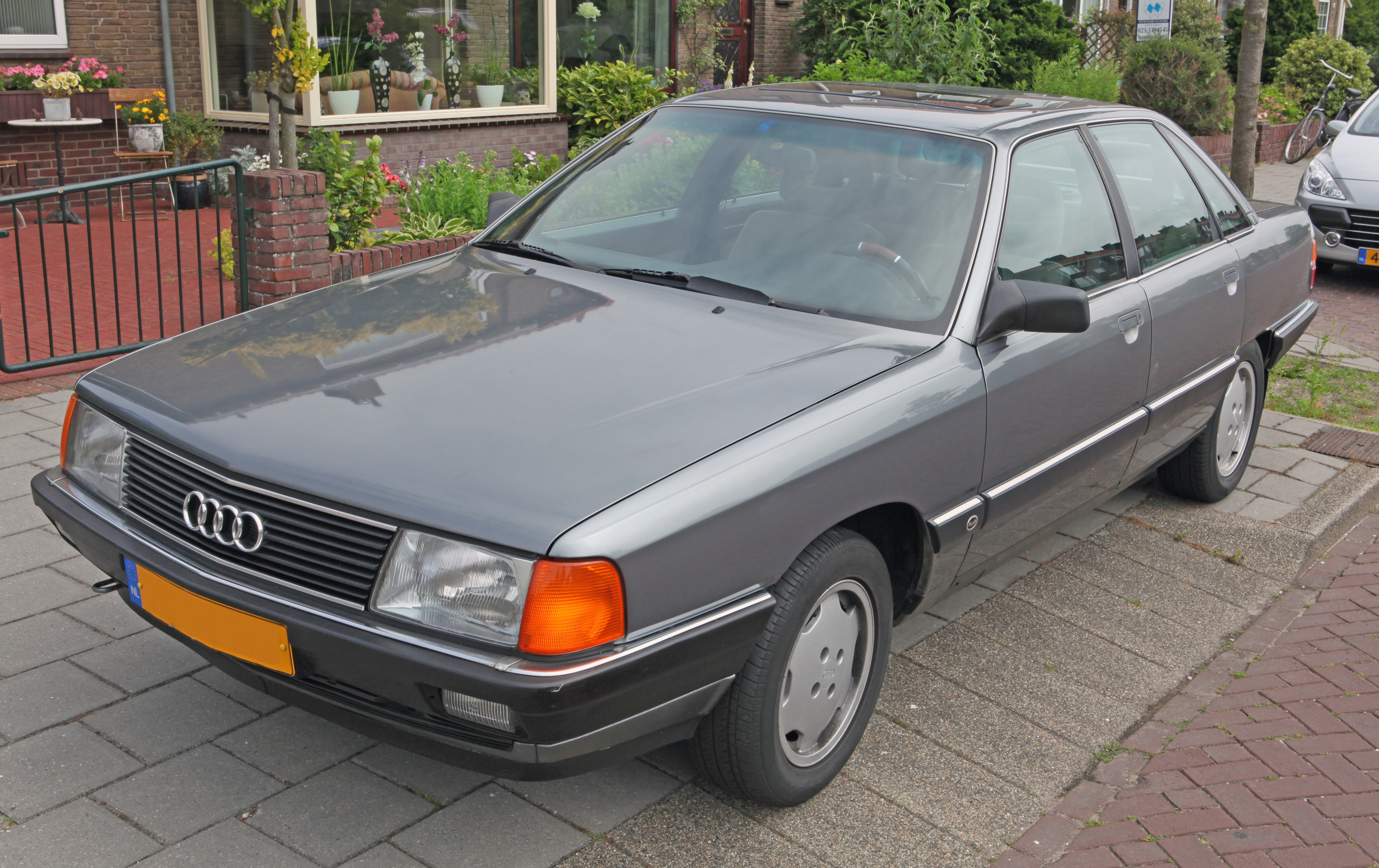
Audi 100 (1988–1991)
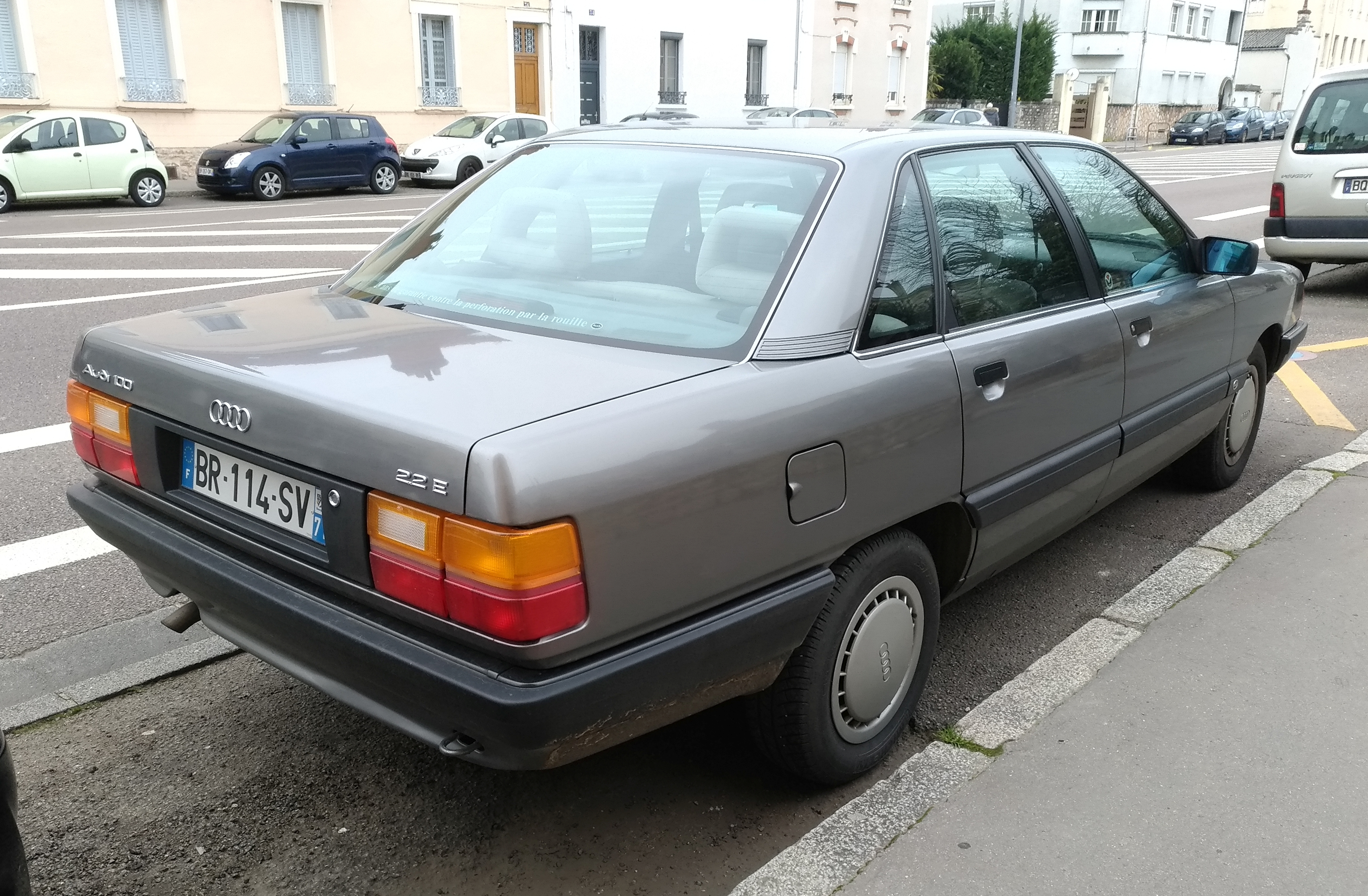
Audi 100 (1988–1991), Heckansicht
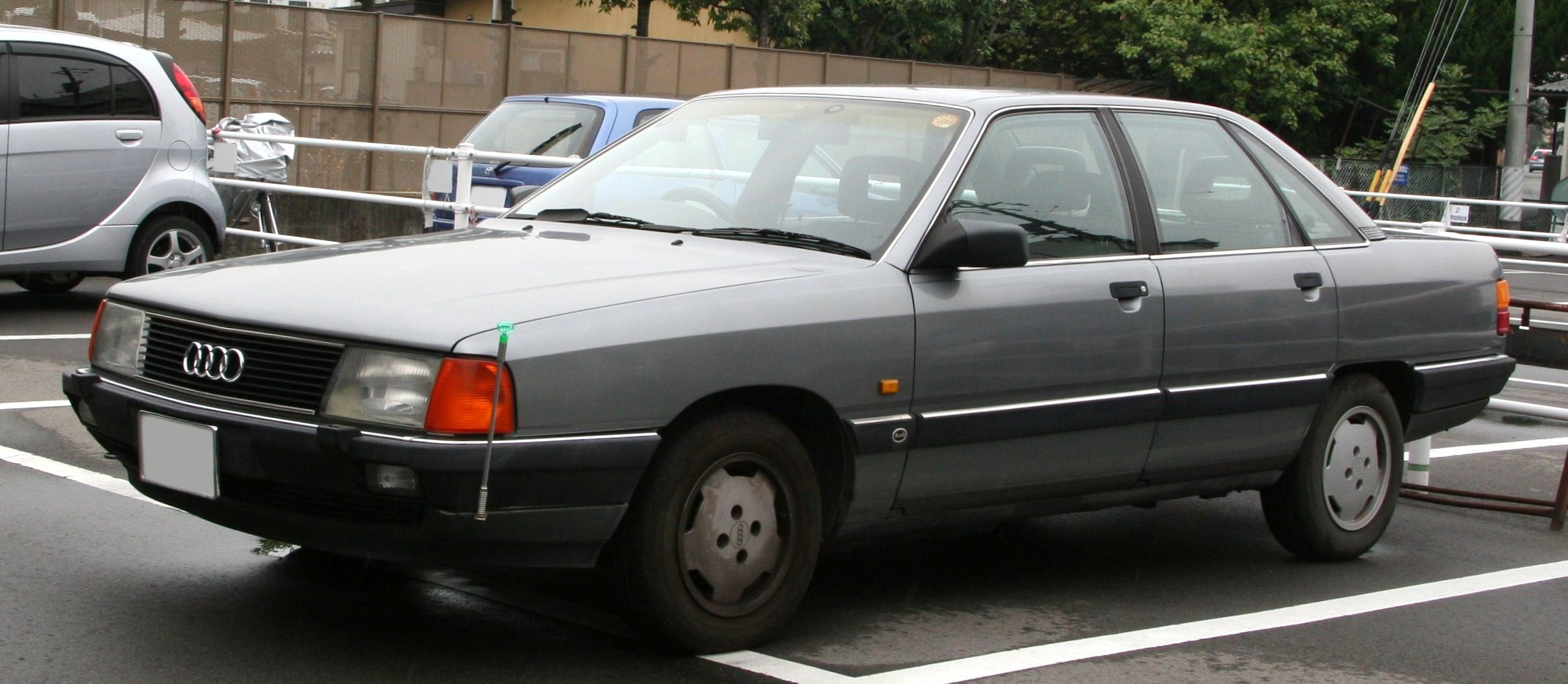
Audi 100 (1988–1991), Japan-Version
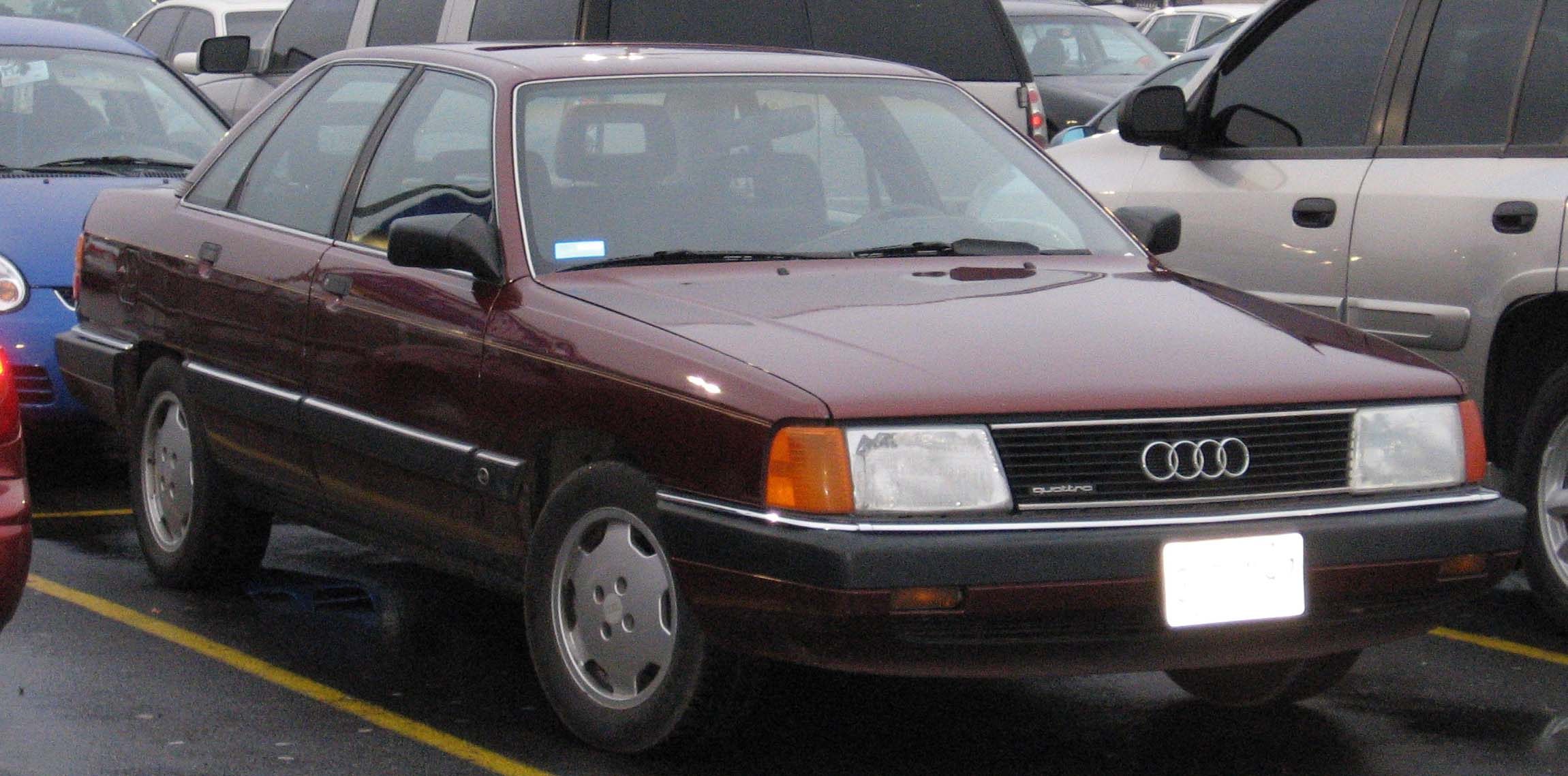
Audi 100 (1990–1991), US-Version
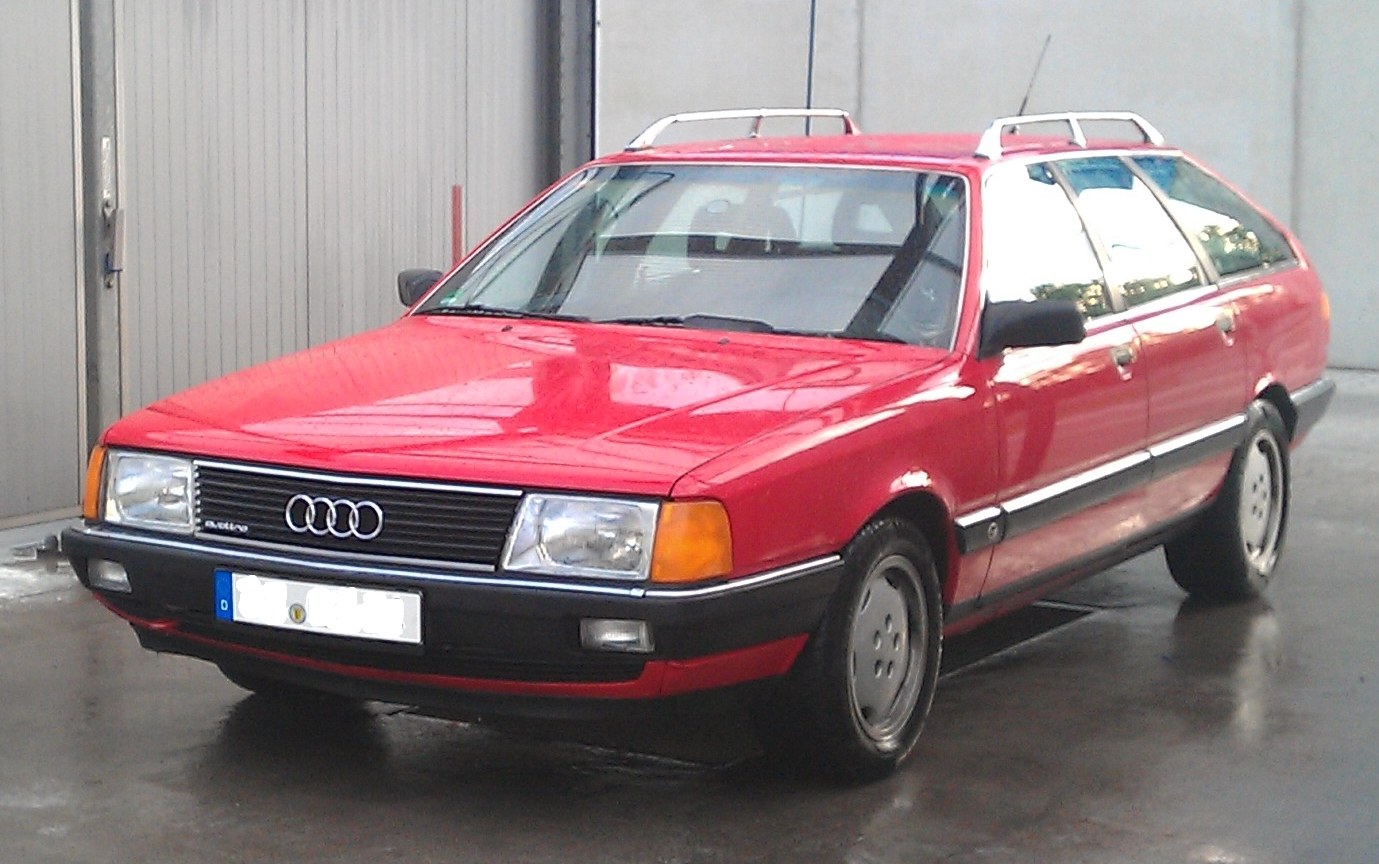
Audi 100 Avant (1988–1991)
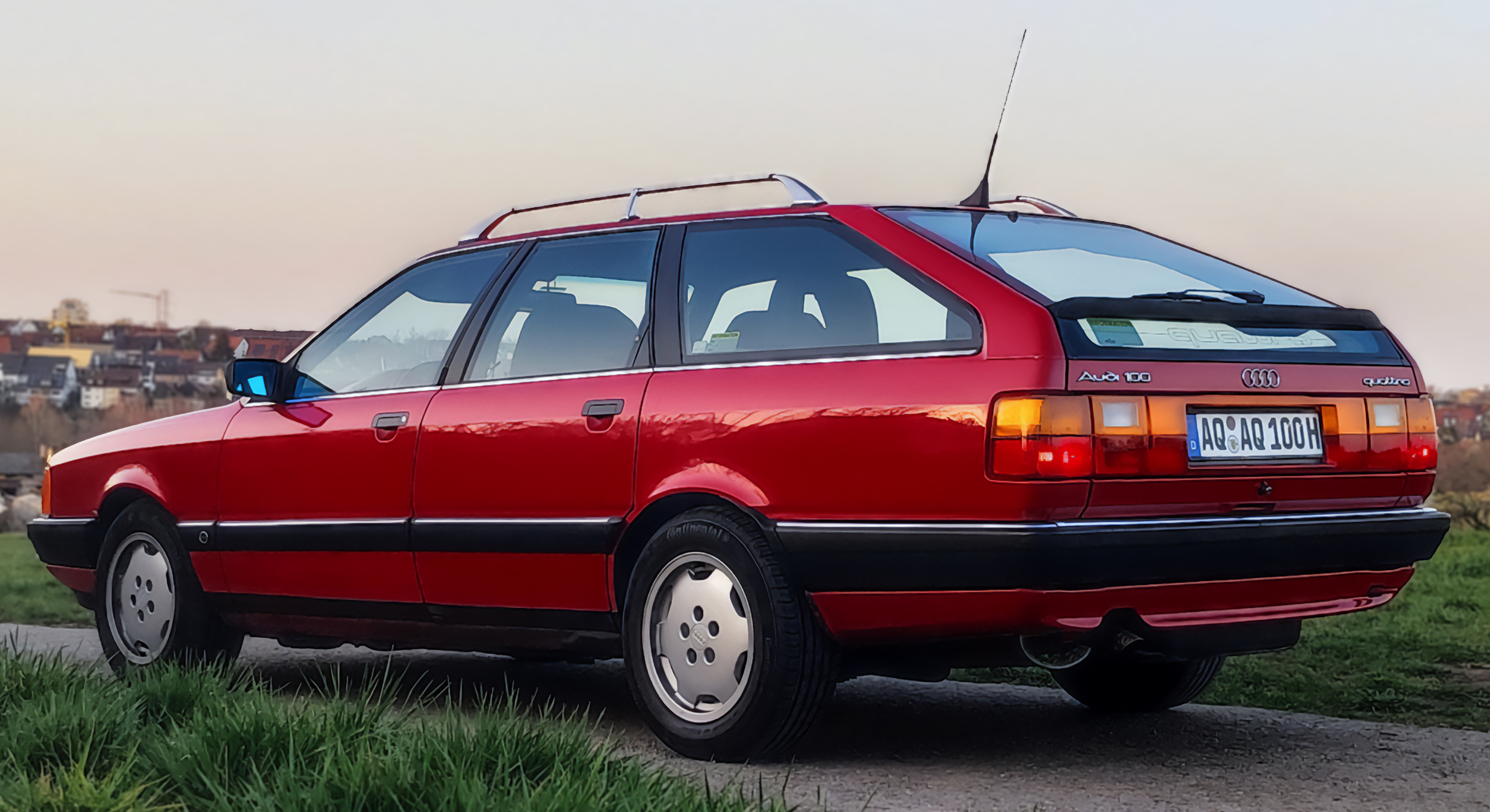
Audi 100 Avant (1988–1991)
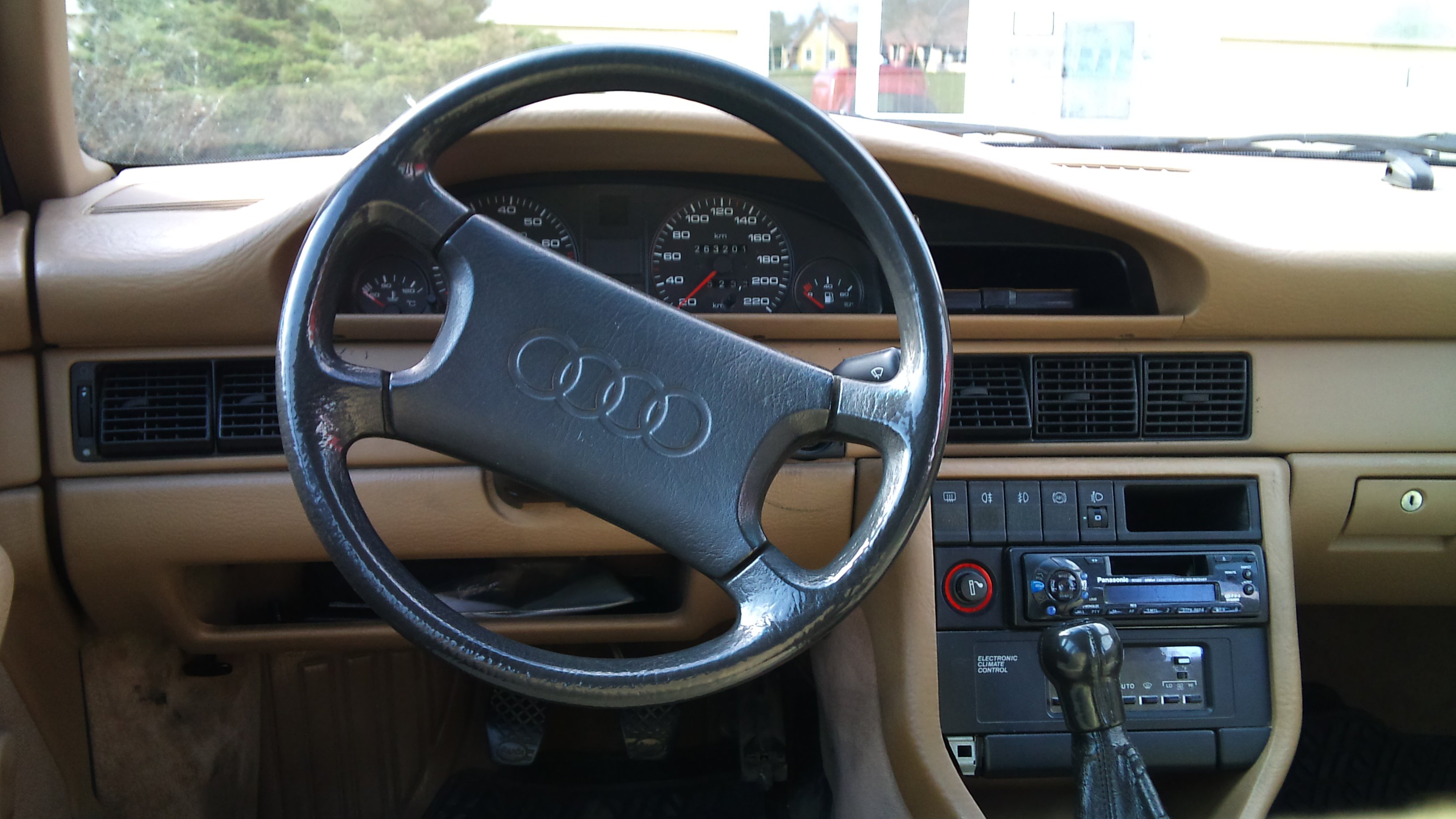
Audi 100 Interieur (hell)
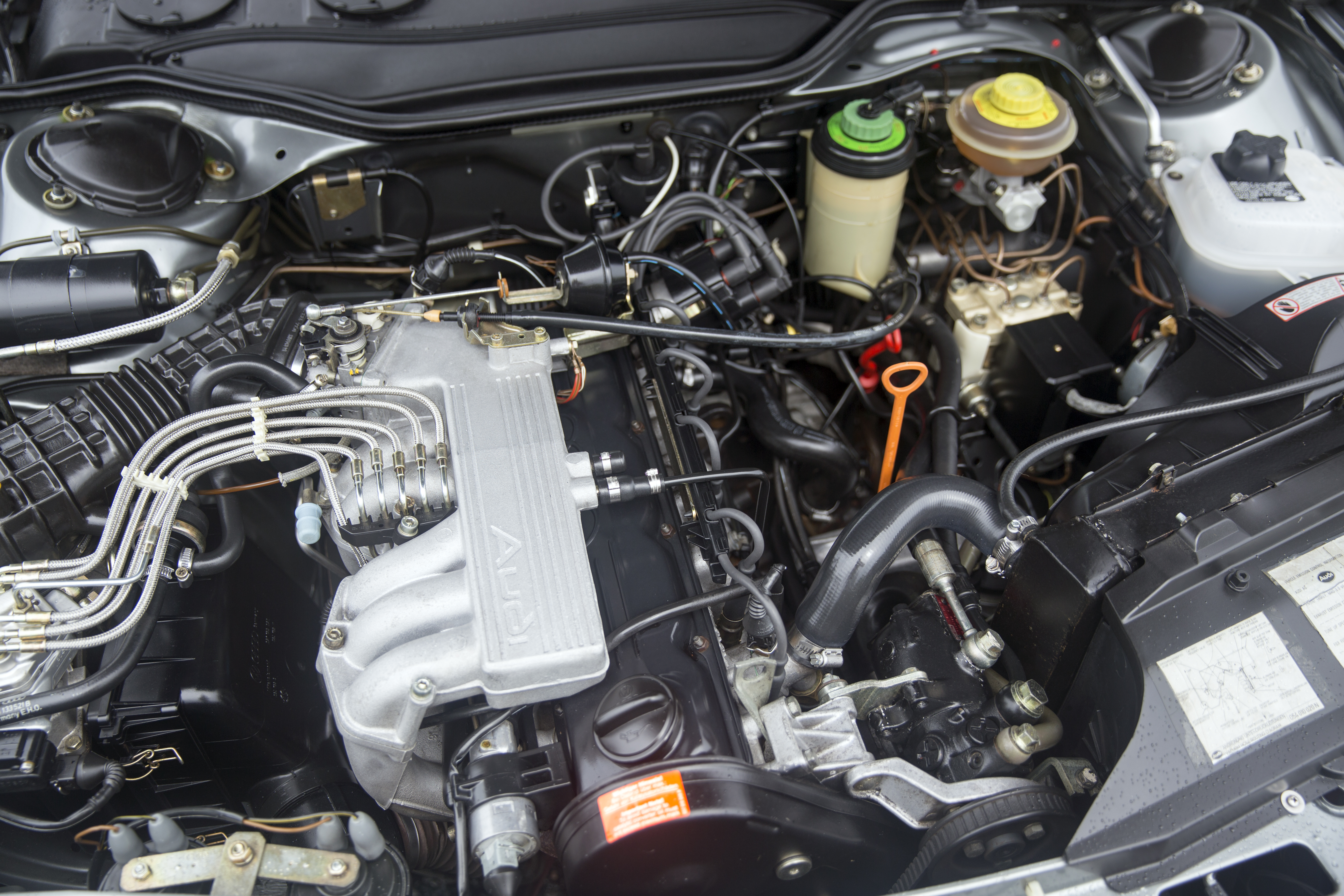
EA 828-Fünfzylinder mit KEIII-Jetronic (MBK NF)
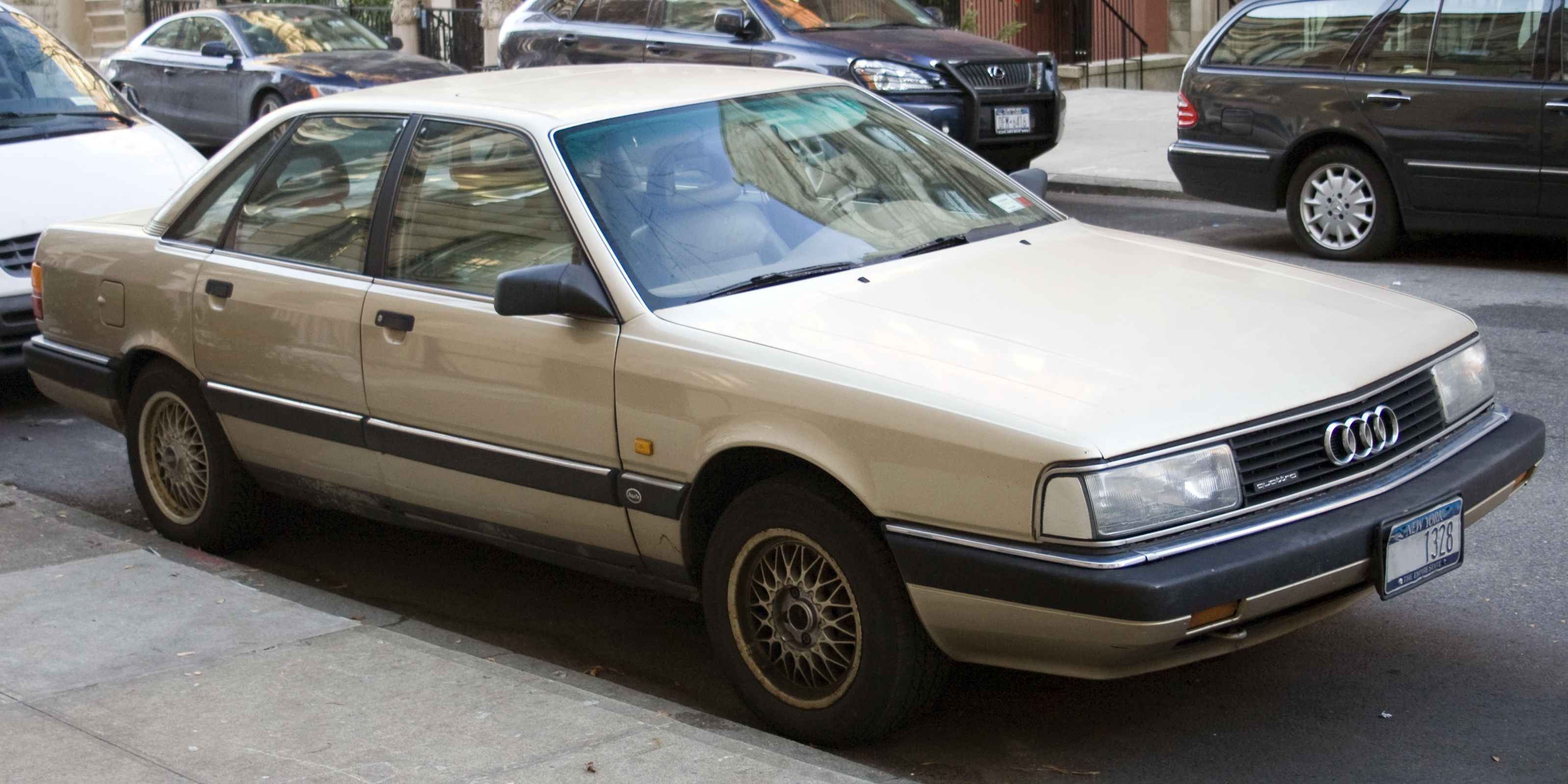
Audi 200 Quattro 20V Turbo
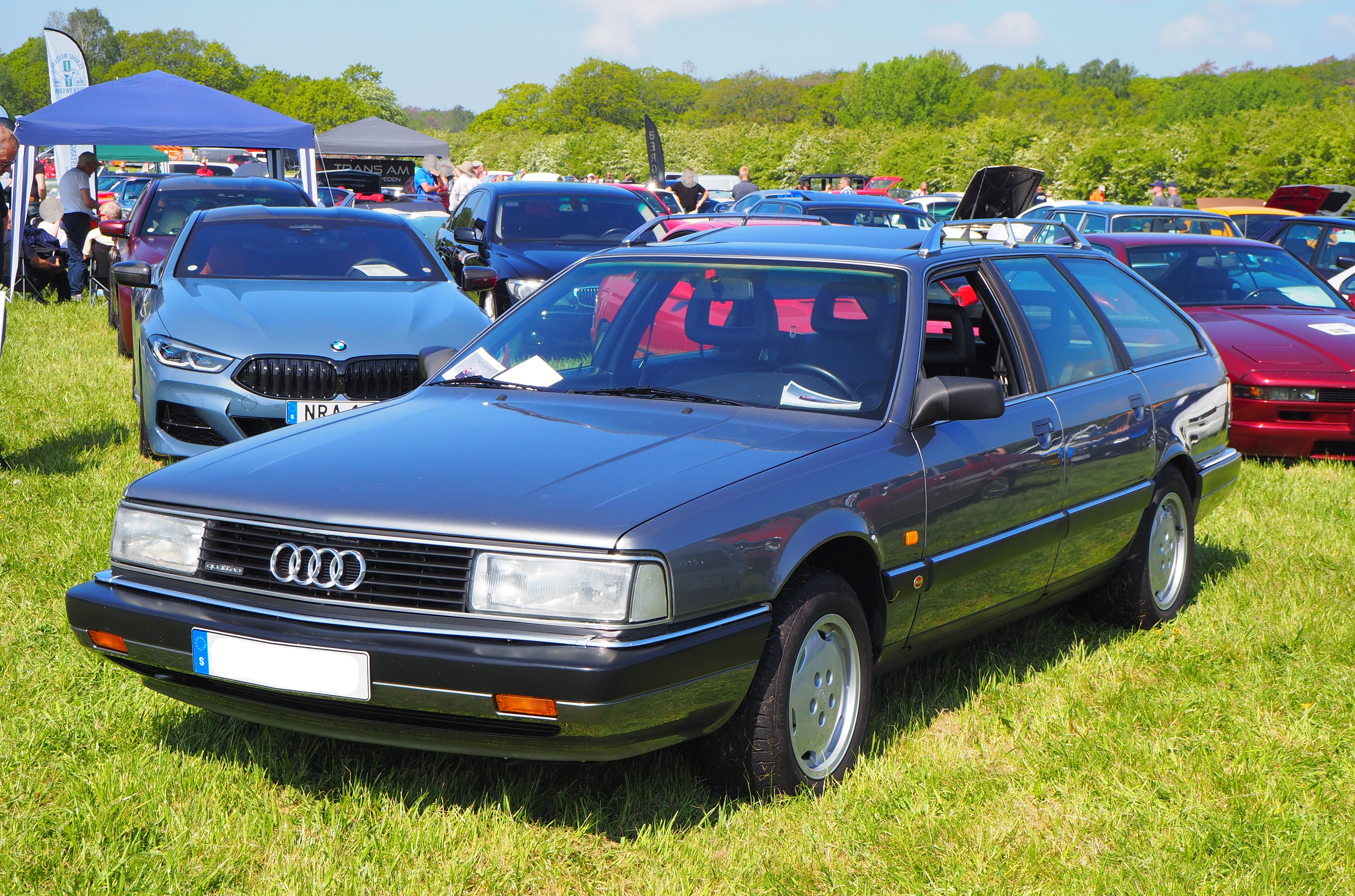
Audi 200 Avant Quattro 20V Turbo

### Hybridfahrzeug „Audi duo“

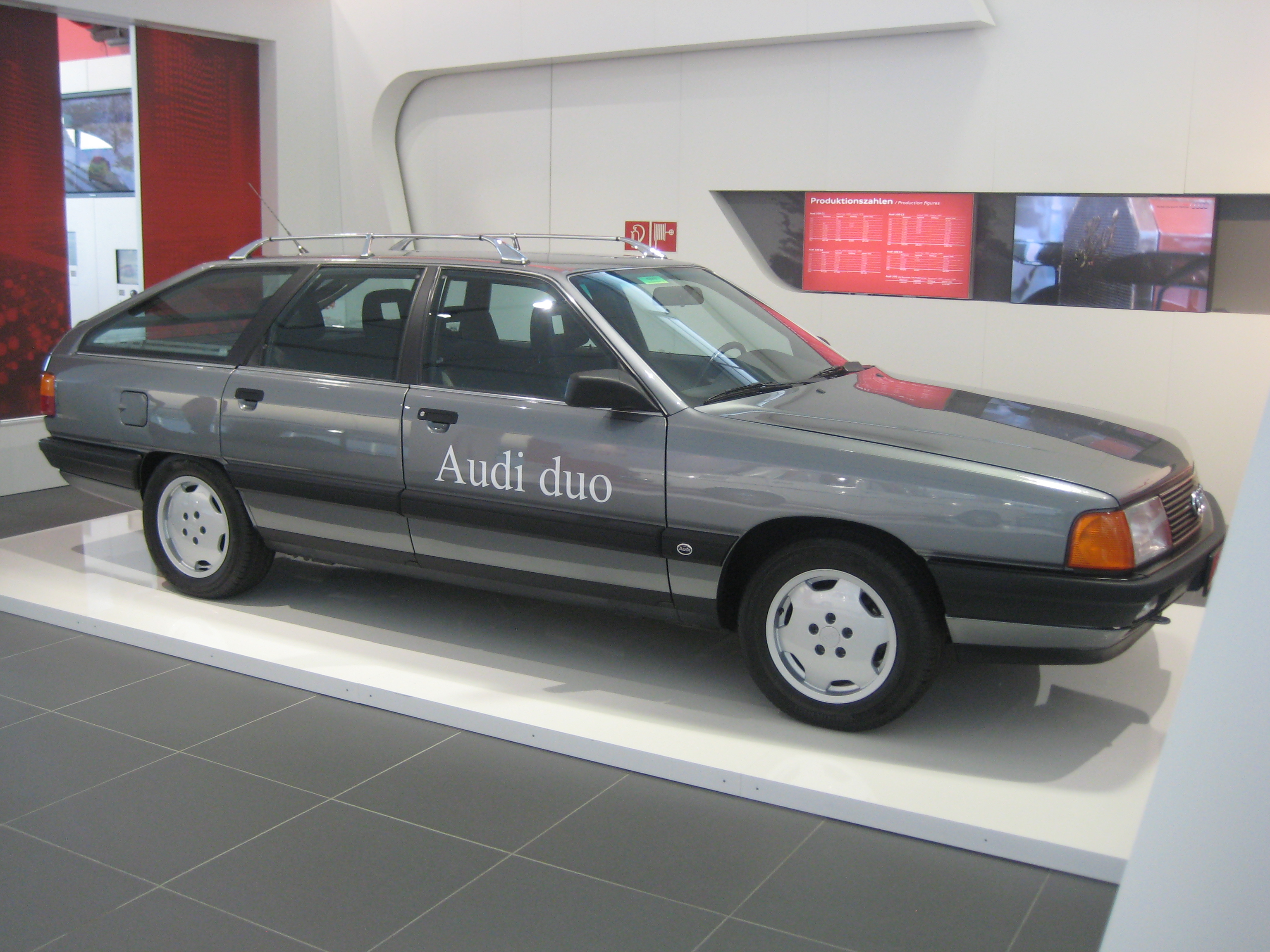
1989 Hybridfahrzeug Audi duo auf Basis Audi 100 C3 Typ 44

Auf Basis des Audi 100 Avant quattro (C3) präsentierte Audi im März 1990 auf dem Automobilsalon in Genf ein serienfähiges, in Zusammenarbeit mit der Pöhlmann KG (Kulmbach) entstandenes Fahrzeug mit Hybridantrieb, den Audi duo.
Die erste Generation des Hybridantriebes von Audi verfügte über einen konventionellen 2,3-l-Fünfzylinder-Verbrennungsmotor mit 100 kW (136 PS) für den Antrieb der Vorderräder über ein Automatikgetriebe, sowie einen 60 kg schweren, gebläsegekühlten Gleichstrommotor an Stelle der Kardanwelle, der je nach Bedarf für den Antrieb der Hinterräder zugeschaltet werden konnte. Der Elektromotor hatte eine Leistung von 9,3 kW (12,6 PS), die von einer 181 kg schweren Batterie aus 54 in Reihe geschalteten Nickel-Cadmium-Akkumulatoren samt Ladegerät versorgt wurde. Die Nickel-Cadmium-Hochleistungszellen hatten 1,2 Volt pro Zelle und boten eine Gesamtspannung von 58,8 Volt. Die Akkus wurden in der Reserveradmulde untergebracht und waren mit Schnellladung in 45 Minuten wieder betriebsbereit. Die Batterie konnte ebenfalls während der Fahrt wieder aufgeladen werden. Die Kapazität der Akkus verschaffte dem Audi duo eine Reichweite von rund 30 km. Die Höchstgeschwindigkeit im Elektrobetrieb lag bei 50 km/h. Mit dem Zündschlüssel konnte der Verbrennungsmotor gestartet oder, nachdem in den Leerlauf geschaltet worden war, durch Drücken einer „E“-Taste der Elektroantrieb aktiviert werden. Die Lenk- und Bremsunterstützung funktionierten mit einem weiteren Elektromotor. Eine benzinelektrische Warmwasserheizung sorgte bei Bedarf für Wärme im Innenraum.
Der Mehraufwand gegenüber einem konventionell angetriebenen Fahrzeug belief sich auf ca. 25.000 D-Mark. Zielgruppe des Audi duo waren Kommunen, Versorgungsunternehmen oder Fahrdienste mit Transportaufgaben in Ruhezonen oder bei Smog-Alarm. Letztlich blieb es bei drei Prototypen, da kaum Nachfrage nach einer Serienfertigung bestand.
Die zweite Generation des Hybridantriebes zeigte Audi im März 1992 auf dem Automobilsalon in Genf auf Basis eines Audi 100 Avant quattro (C4) mit Ottomotor und wassergekühltem, permanent erregtem Drehstrom-Synchronmotor und Natrium-Schwefel-Batterie. Nur wenige Fahrzeuge wurden für ausgesuchte Kunden und zu Forschungszwecken gebaut.
Die dritte, zur Serienreife entwickelte Generation des Hybridantriebes auf Basis eines ausschließlich frontgetriebenen Audi A4 Avant (B5) mit Diesel-TDI-Motor, wassergekühltem Drehstrom-Synchronmotor und Bleibatterien wurde im September 1996 auf der AAA in Berlin gezeigt. Vom Audi Duo der dritten Generation wurden 90 Fahrzeuge in Serie gebaut. Im April 1997 begann in Erlangen ein Flottenversuch.

## Vollverzinkung
Bereits zur Einführung des C3 wurden bei ca. 35 % der Karosserie ein- und beidseitig elektrolytisch verzinkte, beidseitig feuerverzinkte, galvanisch verzinkte sowie Zincrometal-beschichtete Stahlbleche verwendet. Ab September 1985, zum Modelljahr 1986, erhielt die Baureihe dann eine vollverzinkte Karosserie. Dabei wurden für die nicht sichtbaren Teile der Bodengruppe wie z. B. der gesamte Vorderwagen und das einteilige Bodenblech beidseitig feuerverzinkte Bleche und für die im Sichtbereich liegenden Anbauteile, wie zum Beispiel Frontklappe, Kotflügel, Türen und Heckklappe beidseitig elektrolytisch verzinkte Bleche verwendet. Da bei feuerverzinkten Blechen ein Orangenschalen-Effekt, eine bei der Lackierung sichtbar werdende Strukturbildung, entstehen kann, ist ihr Einsatz allen nicht sichtbaren Teilen vorbehalten, wie dem gesamten Vorderwagen, dem Bodenblech sowie dem Wasserkasten des Stahlkurbeldachs. 
Die auf der gesamten Karosserie vorhandene Zinkschicht hat ein Gewicht von ca. 5 kg. Die bisherigen Korrosionsschutzmaßnahmen wie zum Beispiel Zinkphosphatierung, kataphoretische Tauchgrundierung, PVC-Unterbodenschutz und Nahtabdichtung, Elastischer Steinschlag-Schutzfüller und Heiß-Flutwachs-Konservierung blieben im vollen Umfang erhalten. 
Bei der Fertigung vollverzinkter Karosserien konnte Audi unter anderem von Erfahrungen bei der Auftragsproduktion des Porsche 924 und 944 im Werk Neckarsulm profitieren und übernahm in der Großserienproduktion eine Vorreiterrolle. Die Einführung vollverzinkter Karosserien in der Großserienproduktion bei Audi resultierte aus langjährigen Fahrversuchen, die seit 1975 in korrosionskritischen Umgebungen wie zum Beispiel im Umkreis der Seenplatte im kanadisch-amerikanischen Grenzland mit saurem Regen, Minustemperaturen von 40 Grad und die damit verbundene Verwendung von aggressiven Auftausalzen oder in Florida mit besonders dünner Ozonschicht bzw. starker UV-Strahlung in Verbindung mit einer hoch salzhaltigen Seeluft durchgeführt wurden. Zusätzlich gab es Untersuchungen in der damals weltweit modernsten Prüfanlage, dem im Jahre 1982 mit einem Kostenaufwand von 12,5 Mio. DM in Betrieb genommenen Audi-Korrosionsschutz-Zentrum Ingolstadt. Kernstück der Untersuchungen war der damals sogenannte „30-Zyklen-Test“ (heute INKA-Test) der in einem Drei-Kammern-System durchgeführt wurde. Dadurch war es möglich innerhalb von 14 Wochen alle Korrosionsverhältnisse nachzuvollziehen, die einer Fahrzeuglaufzeit von sechs Jahren entsprachen. Dazu wurden bereits ein Jahr vor Serienfertigung werkzeuggefertigte Fahrzeuge vier Tage lang, 16 Stunden am Tag über eine Gesamtstrecke von 2000 km auf einem Testgelände in Ehra-Lessien auf Rüttel-, Schlacken-, Sand- und Schotterstrecken in Salzwasser- und Schlammdurchfahrten sowie mit künstlichen Beschädigungen wie Kratzern und Beulen vorkonditioniert um die Fahrzeuge dann in den Salzsprüh-, Klima- sowie Rüttel-Kältekammern korrosionskritischen Einflüssen auszusetzen.
Mitverantwortlich für die Einführung von verzinkten Stahlblechen war maßgeblich der damalige Audi-Technikvorstand Ferdinand Piëch, der es in seiner Zeit Anfang der 1970er Jahre bei Porsche schon als ärgerlich empfand, dass der Porsche 911 bereits nach drei oder vier Jahren im Bereich der Drehstäbe rostete.

„Als wir mit Porsche in Sachen 924 tatsächlich übereinkamen, den Sportwagen im Lohnauftrag in Neckarsulm zu produzieren, war es ein idealer Anlass für Audi, in die Vollverzinkung einzusteigen. Porsche bekam ein besseres Auto, wir gewannen das Know-how und konnten uns auf das Verzinken der eigenen Modelle vorbereiten. Logischer Beginn dafür sollte der >Stromlinienwagen< sein, also die dritte Audi-100-Generation (ab 1982), ebenfalls in Neckarsulm produziert.“

Ferdinand Piëch musste sich dabei gegen den Willen von VW-Vorstandsvorsitzenden Toni Schmücker durchsetzen, der es vermeiden wollte, in der Öffentlichkeit eine Debatte über den „Audi-Produktvorteil“ und das „Volkswagen-Manko“ beim neuen VW Golf zu führen.

„Wir mochten verzinken was wir wollten, es durfte bloß nicht der Reizbegriff >vollverzinkt< verwendet werden. Also produzierten wir Herrn Schmücker zu liebe den weitestgehend verzinkten Audi 100 mit normalen Schwarzblechdächern... ...Kurz nach Serienanlauf gab es einen neuen Vorstandsvorsitzenden - Dr. Carl Horst Hahn -, und wir konnten voller Begeisterung unsere Vollverzinkt-Garantie hinausposaunen“

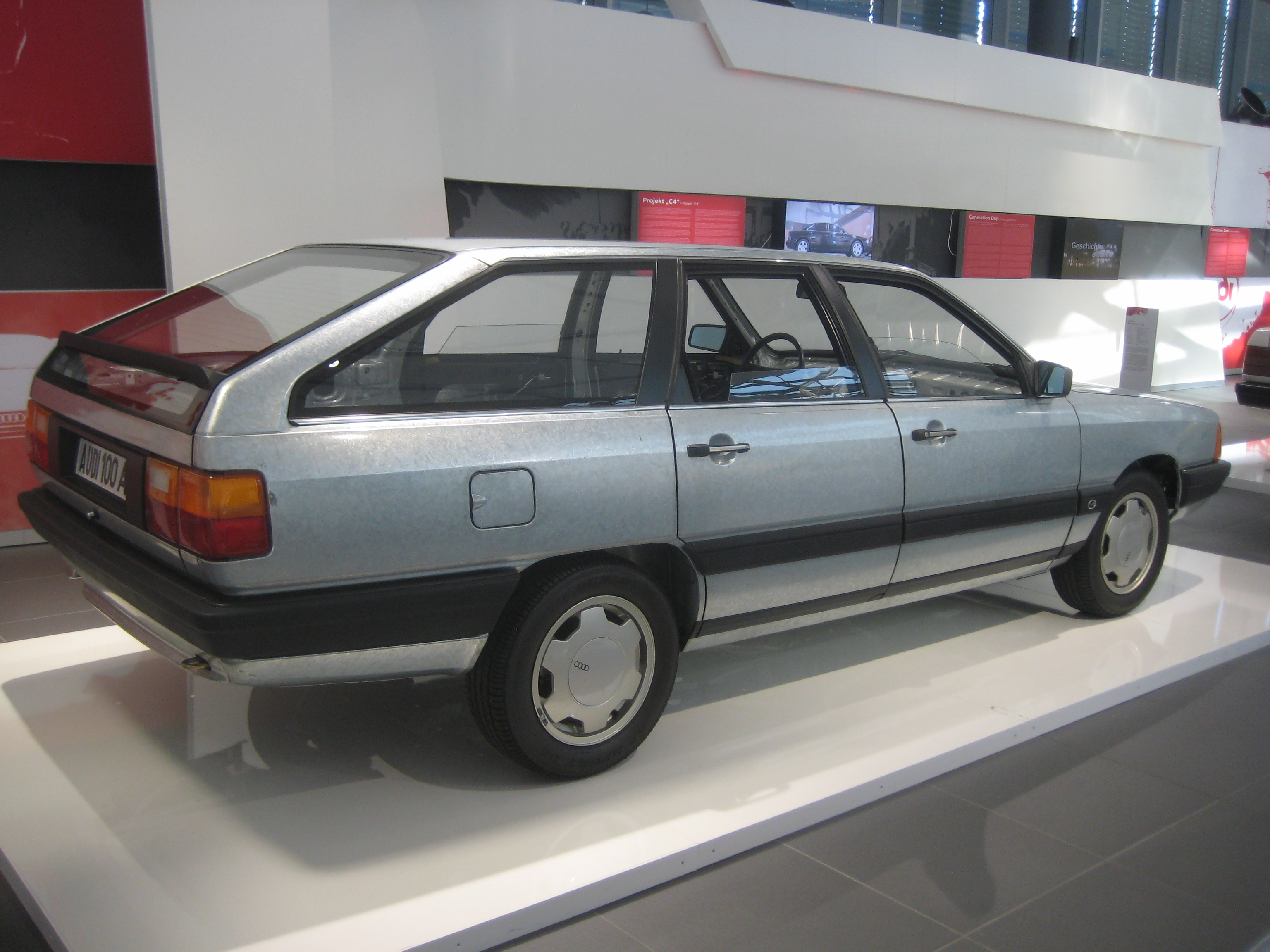
Vollverzinkung am Audi 100 Avant anlässlich Traditionsausstellung Von Null auf 100 im Audi Forum Neckarsulm
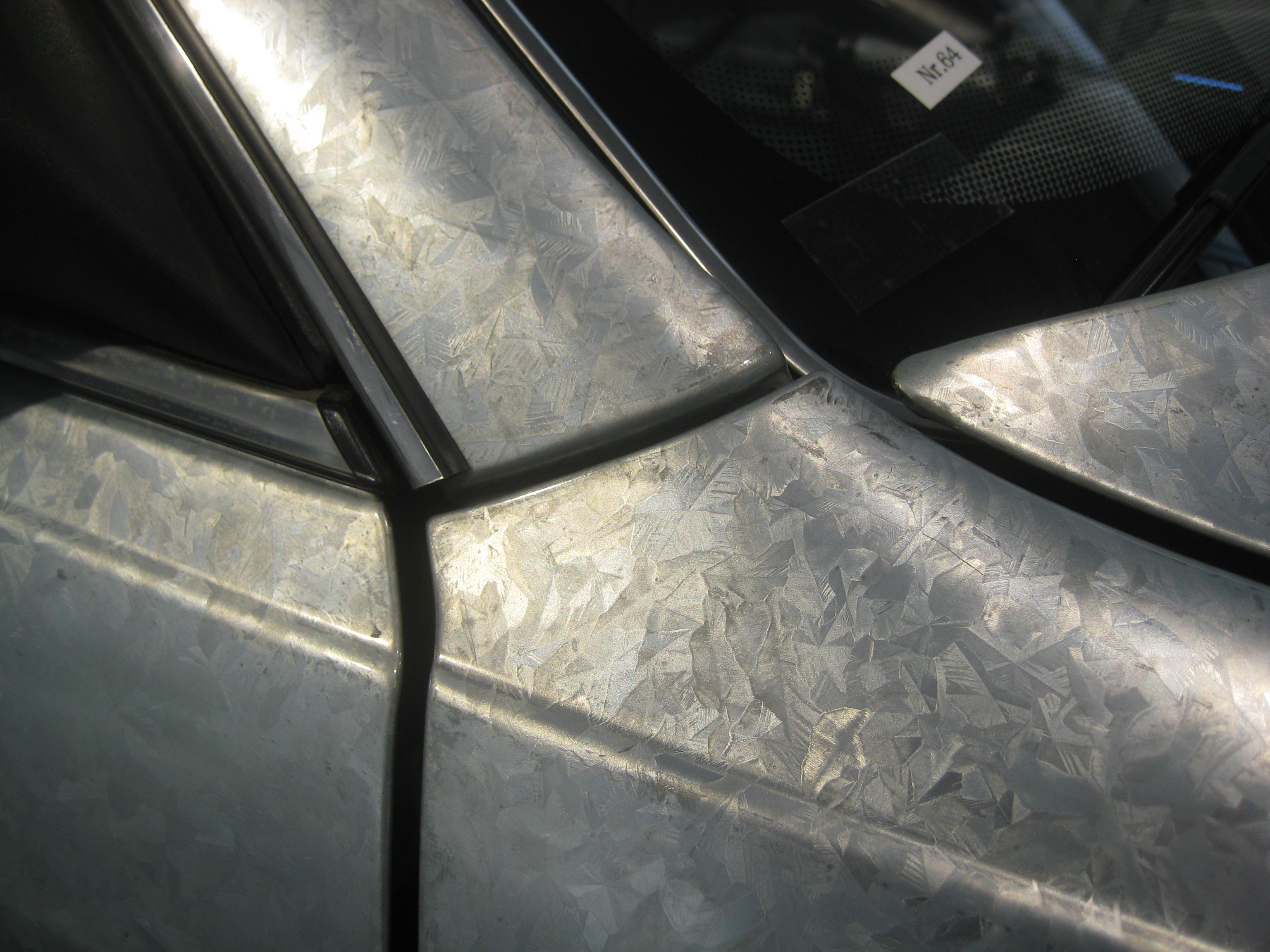
Elektrolytisch verzinkte Karosseriebleche im Sichtbereich
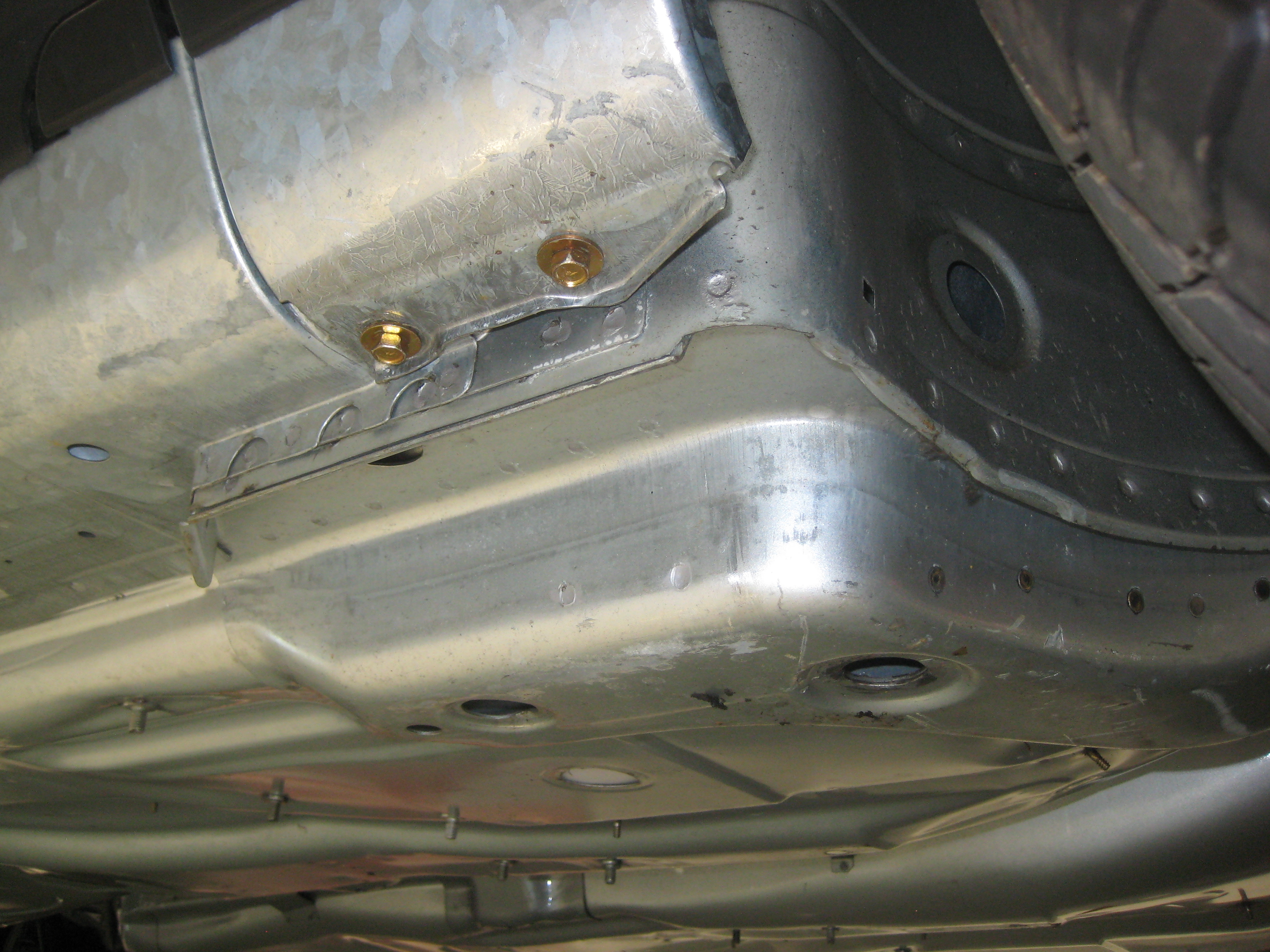
Elektrolytisch verzinkte Bleche im Sichtbereich (vorderer Kotflügel, äußeres Schwellerblech) und nicht sichtbare, feuerverzinkte Bleche (Bodenwanne) im Vergleich
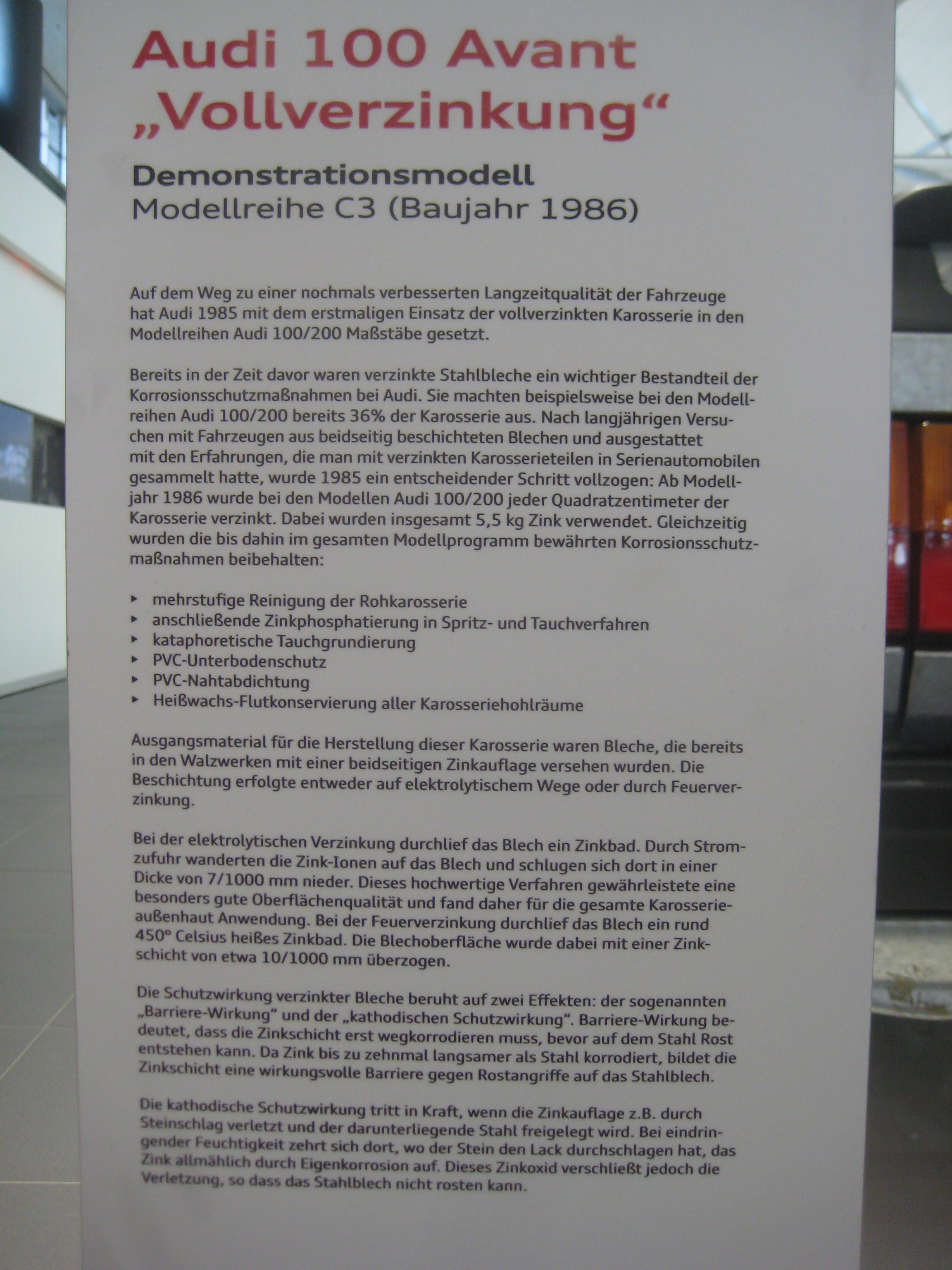
Infotext am Demonstrationsmodell Audi 100 Avant Vollverzinkung

## Aerodynamik-Weltmeister

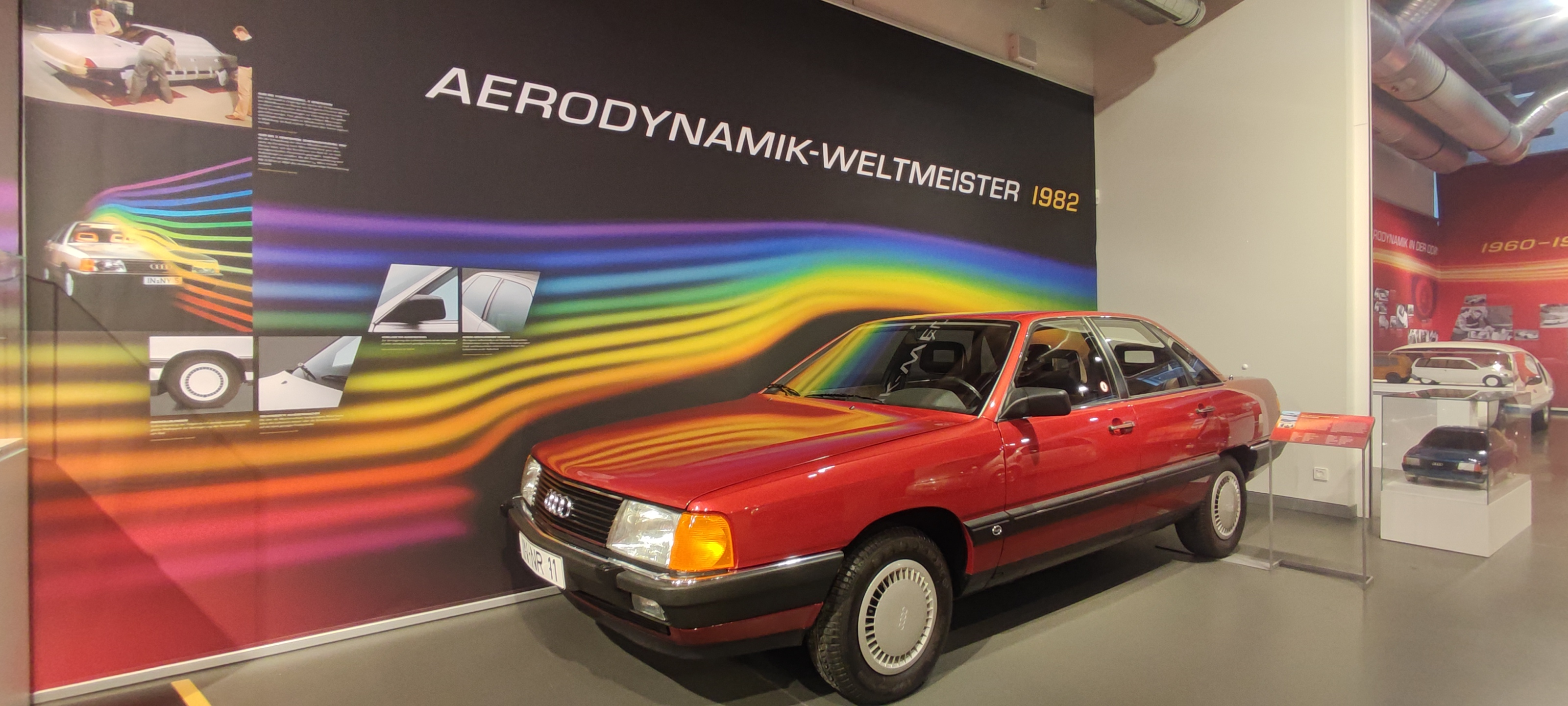
Audi 100 C3 im August Horch Museum Zwickau

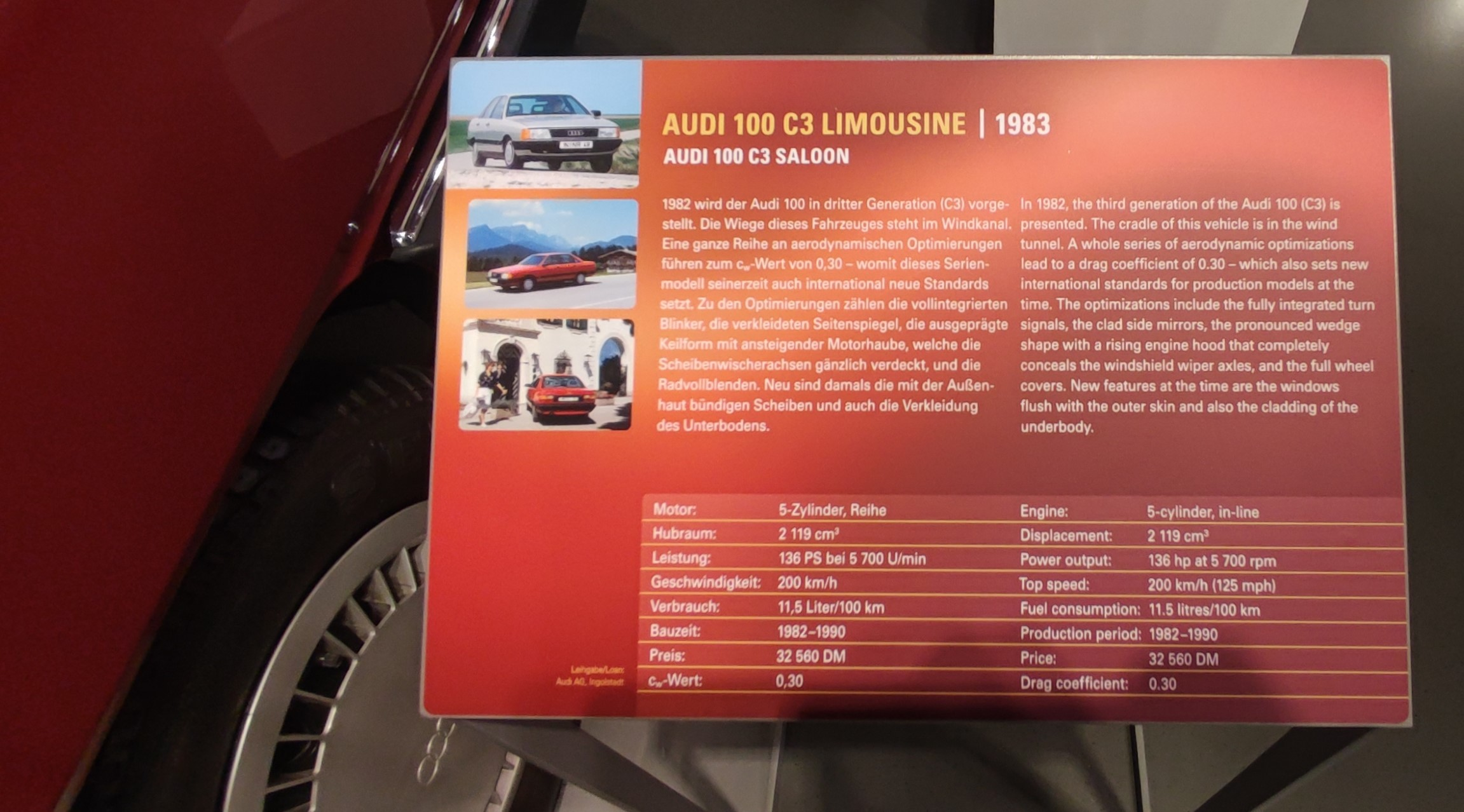
Informationsschild zum Audi 100 C3 im August Horch Museum Zwickau

Aerodynamik-Weltmeister (auch: cw-Weltmeister) ist eine anfangs von Motorjournalisten geprägte und später von Audi für deren Pressearbeit übernommene Bezeichnung für das Erreichen eines besonders niedrigen Luftwiderstandsbeiwertes (cw) für ein bestimmtes Fahrzeugmodell, die seit der Markteinführung des besonders strömungsgünstigen Fahrzeugmodells Audi 100 C3 im Jahr 1982 verwendet wird. Der Luftwiderstandsbeiwert liegt dabei im Fokus der Presse und Fahrzeughersteller, um eine besonders gute Wirtschaftlichkeit oder Akustik eines neu entwickelten Fahrzeugmodells zu belegen. Der Durchschnitts-cw-Wert aller in Europa gebauten Autos lag 1982 bei über 0,4. Eine Verbesserung des cw-Wertes um zehn Prozent bringt (bei gleicher Querschnittsfläche) eine Benzineinsparung von etwa vier Prozent. Zwischenzeitlich wurde die Bezeichnung von Motorjournalisten für den Opel Kadett E und Opel Calibra verwendet. Seit 2012 wird die Bezeichnung von Mercedes für die Modelle Mercedes CLA und Mercedes A-Klasse verwendet. Von Dezember 2023 bis Juni 2024 wurde ein Audi 100 C3 im Rahmen der Sonderausstellung „Form vollendet“ im August Horch Museum in Zwickau ausgestellt.
| Modell            | Jahr | cw    |
| ----------------- | ---- | ----- |
| Audi 100 C3       | 1982 | 0,30  |
| Opel Kadett E     | 1984 | 0,30  |
| Opel Calibra      | 1989 | 0,26  |
| Mercedes CLA      | 2013 | 0,23  |
| Mercedes A-Klasse | 2018 | 0,22  |
| Mercedes EQS      | 2021 | 0,202 |
| Lightyear 0       | 2023 | 0,175 |

## Ganzaluminiumkarosserie
Nachdem beim ab 1978 entwickelten Audi Forschungsauto der Einsatz einiger sogenannter Hang on-Karosserieteile wie zum Beispiel Fronthaube, Kotflügel, Türen sowie Tür-Aggregateträger aus Aluminium oder Aluminium-Verbundwerkstoffen erprobt wurde und Porsche bereits im September 1981 auf der Internationalen Automobil-Ausstellung IAA eine, im Rahmen des Forschungsprojektes „Langzeitauto“ und in Zusammenarbeit mit dem Aluminiumhersteller und -verarbeiter Alusuisse entwickelte, nur 161 kg schwere Ganzaluminiumkarosserie des Porsche 928 gezeigt wurde, entschloss sich Audi Ende 1981 in einer vorerst geheim gehaltenen Zusammenarbeit mit Alcoa eine Ganzaluminiumkarosserie für die Großserie zu entwickeln. Die eigentliche Projektarbeit startete Mitte 1982 und die Phase der Vorentwicklung endete Ende 1984 mit der Vollendung von jeweils einer Prototyp-Karosserie des Audi 100 C3 und des Audi 80 B3 in herkömmlicher Schalenbauweise. Im Mai 1985, also 4 1/2 Jahre nach Porsche, wurde die ca. 149 kg schwere Prototyp-Karosserie des C3 in Aluminium-Schalenbauweise von Alcoa auf der Hannover-Messe ausgestellt. Die Erprobung der Karosserien bestätigte die Befürchtung, dass der alleinige Austausch des Werkstoffs zwar eine Gewichtsreduktion erziele, aber Nachteile in Bezug auf Materialermüdung, Korrosionsverhalten sowie Akustik bringe und die Entwicklung einer völlig neuen Technologie, die auch dem Anspruch des Slogans Vorsprung durch Technik gerecht wird, notwendig sei. Bereits während der Hannover Messe 1985 arbeitete Audi in Ingolstadt an Karosserien in der innovativeren Aluminium-Rahmenstrukturbauweise, konnte aber erst im Frühjahr 1989 die Entscheidung treffen, die neu entwickelte Technologie in einem Fahrzeug der Oberklasse, dem Audi A8 D2 ab 1994, in Großserie zu bringen.

## Werbung und Presse

### Werbespot „Schanze“
Ende des Jahres 1985 wurde der inzwischen legendär gewordene und unter anderem bei den Internationalen Werbefilmfestspielen in Cannes mit einem Goldenen Löwen ausgezeichnete Werbespot „Schanze“ von der Düsseldorfer Werbeagentur team/BBDO in Zusammenarbeit mit deren Produktionsfirma TV-Company produziert.
Dazu fuhr ein tornadoroter, gewichtsreduzierter und mit Spikes-Reifen ausgestatteter Audi 100 CS quattro mit 136 PS die Pitkävuori-Schanze im finnischen Kaipola hinauf. Das Fahrzeug wurde dabei von einer Seilbremse gegen Zurückrutschen und den dadurch unvermeidlichen Absturz gesichert.
Der Werbespot wurde im Frühjahr 1986 in einer 66 Sekunden langen Version im Vorprogramm deutscher Kinos und in einer auf 30 Sekunden gekürzten Version im deutschen Werbefernsehen veröffentlicht.
Bis heute wird darüber diskutiert, ob das in einer kurzen Szene des Werbespots sichtbare Sicherungsseil nicht nur der Sicherung, sondern auch dem Hinaufziehen des Fahrzeuges diente. Dies kann aber durch die vorliegende Faktenlage, unter anderem das „Making of“ des Werbespots und die darin enthaltene Aussage des Fahrers Harald Demuth, widerlegt werden.
Im Januar 2005, anlässlich des 25-jährigen Jubiläums der „quattro“-Antriebstechnik, wurde die Idee erneut aufgegriffen und mit dramaturgischen Anleihen vom Original von 1985 ein neuer Werbespot „Schanze 2005“ von Audi selbst, ohne Unterstützung durch eine Agentur, auf der inzwischen stillgelegten und renovierungsbedürftigen Skisprungschanze Pitkävuori in Kaipola produziert. Diesmal fuhr ein atlasgrauer Audi A6 4.2 quattro vom Typ 4F (C6) mit 246 kW (335 PS) die Schanze hinauf.
Im Jahr 2019 wurden Szenen des Werbespots von 1986 für einen Videoclip zum vollelektrischen Technikträger „Audi e-tron extreme“ verwendet.

### Sparfahrt Audi 100 TDI und Motorenkonzept TDI
Im August 1989 wurden mit einem auf möglichst geringen Kraftstoffverbrauch optimierten, aber weitestgehend serienmäßigen Fahrzeug Audi 100 C3 auf einer von Audi durchgeführten, notariell beaufsichtigten und vom TÜV Heilbronn begleiteten Sparfahrt insgesamt 4818,4 Kilometer durch mehrere Länder Europas zurückgelegt. Ziel war es, eine maximale Fahrstrecke des Fahrzeugs mit einer Tankfüllung zu erreichen. Dabei wurden 84,667 Liter Dieselkraftstoff verbraucht. Das ergibt einen Durchschnittsverbrauch von 1,76 Litern auf 100 Kilometer. Der Versuch dauerte 80,05 Stunden. Das ergibt eine Durchschnittsgeschwindigkeit von 60,2 Kilometern pro Stunde.
Die Optimierungen auf möglichst geringen Verbrauch am Fahrzeug waren ein auf 4 bar erhöhter Reifenluftdruck, die Demontage des rechten Außenspiegels für einen geringeren Luftwiderstand und eine um 20 % verlängerte Getriebeübersetzung für eine gerade noch akzeptable Reisegeschwindigkeit von 60 km/h bei einer Motordrehzahl von 1100 min−1. Der Rekord wurde nach eigener Aussage Audis jedoch vorrangig durch die Wahl einer verbrauchsgünstigen Strecke auf Autobahnen mit wenig Bergen und einer sehr stark verbrauchsoptimierten Fahrweise mit abgeschalteter Klimaanlage und geschlossenen Fenstern durch einen trainierten Fahrer erreicht. Teilweise wurde der Motor bei Bergabfahrten abgeschaltet.
Als Antrieb diente ein neuer, in 13 Jahren Entwicklungszeit entstandener, 2,5 Liter (Hubraum) großer Fünfzylinder-Diesel-Motor mit vollelektronisch geregelter Diesel-Direkteinspritzung, Turbolader mit Kennfeld-gesteuerter Ladedruckregelung, Ladelufttemperatur-abhängiger Ladeluftkühlung, elektronischem Gaspedal bzw. Pedalwertgeber und elektronisch gesteuertem Hydro-Motorlager der für Audi eine der wichtigsten Entwicklungen auf dem Motorensektor der letzten Jahre und eine mögliche Antwort auf einige Probleme der Zukunft darstellte. Der Motor im Rekordfahrzeug hatte eine Leistung von 120 PS (88 kW) bei 4250 min−1 und ein Drehmoment von 265 Nm bei 2250 min−1. Der Verbrauch des Fahrzeugs wurde im sogenannten Drittelmix nach DIN 70030 mit 5,7 Liter auf 100 Kilometer angegeben. Das Beschleunigungsvermögen wurde mit 10 Sekunden für die Erreichung von 100 km/h und die erreichbare Endgeschwindigkeit mit 200 km/h angegeben.
Dieser Rekord diente auf der 53. Internationalen Automobil-Ausstellung 14. bis 24. September 1989 in Frankfurt am Main als werbewirksame Unterstützung bei der Einführung des neuen Dieselmotorenkonzeptes TDI von Audi, nach eigener Aussage des „ersten PKW-Turbo-Diesel-Direkteinspritzer der zweiten Generation“ und „Weltmeister seiner Klasse“.
Vertreter der Presse stellten im Winter 1990 bei einer von Audi veranstalteten Testfahrt auf dem Hockenheimring am Fahrzeug weitere Verbrauchsoptimierungen fest. Diese waren ein mit geringem Gesamt-Rollwiderstand ausgesuchtes Fahrzeugmodell (mutmaßlich), eine mäßige Tieferlegung des Fahrzeugs, eine partielle Abdeckung des Kühlergrills, eine optimierte Radspureinstellung, die Entfernung von ca. 20 kg Dämmmaterial aus dem Fahrzeug, eine elektrische statt hydraulische Bremskraftunterstützung und ein Generator mit geringer Leistung. Am Motor selbst wurden eine reduzierte Verdichtung, ein veränderter Einspritzpunkt, kleinere Einspritzdüsen, ein erhöhter Ladedruck, die Verwendung eines besonders leichtlaufenden Winter-Motorenöls, eine spezielle Nachbearbeitung der Kurbelwelle und der Pleuel sowie des Ansaugrohres zur Verbrauchsoptimierung vorgenommen. Auf der Testfahrt auf dem Hockenheimring wurde durch die Pressevertreter ein Verbrauch von 3,52 Litern Dieselkraftstoff auf 100 Kilometern ermittelt. Das Fahrzeug wurde dabei auf 10 Runden, circa 60 km weit mit einer möglichst konstanten Geschwindigkeit von 90 km/h in 42 Minuten bewegt.
Markteinführung des neuen Dieselmotorenkonzeptes war im Februar 1990 als Audi 100 TDI im Audi 100 C3. Der Audi 100/100 Avant TDI (C3) wurde in den Jahren 1989 bis 1991 insgesamt 4.764-mal produziert. Im Nachfolgemodell Audi 100/100 Avant (C4) wurde das neue Dieselmotorenkonzept bis zum Jahr 1994 insgesamt 51.464-mal produziert.

## Exportmodelle und Lizenzfertigung

### Nordamerika, Südafrika und Japan
In Nordamerika wurde der Audi 100 C3 von 1983 bis 1988 unter der beim Vorgängermodell eingeführten Bezeichnung Audi 5000 angeboten; ab 1988 griff man wieder auf die in Europa gebräuchlichen Bezeichnungen Audi 100 und 200 zurück.
In Südafrika montierte Volkswagen South Africa den Audi 100 aus angelieferten Teilesätzen (Completely Knocked Down, CKD) und bot ihn unter der Bezeichnung Audi 500 an.
In Tokio wurde der C3 noch bis November 1991 montiert, als Audi 200 bis Juli 1992.

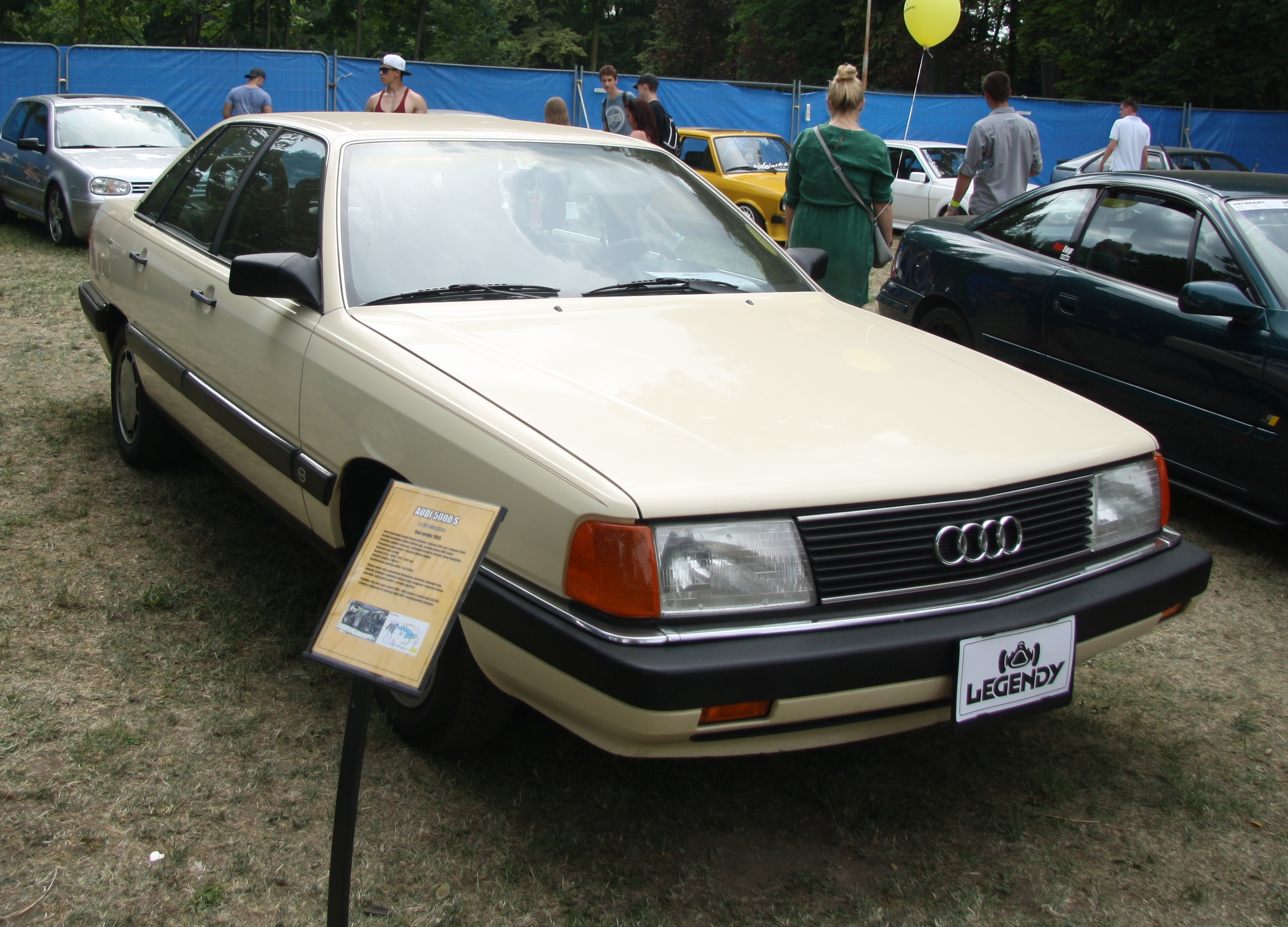
Audi 5000 (1983–1988)
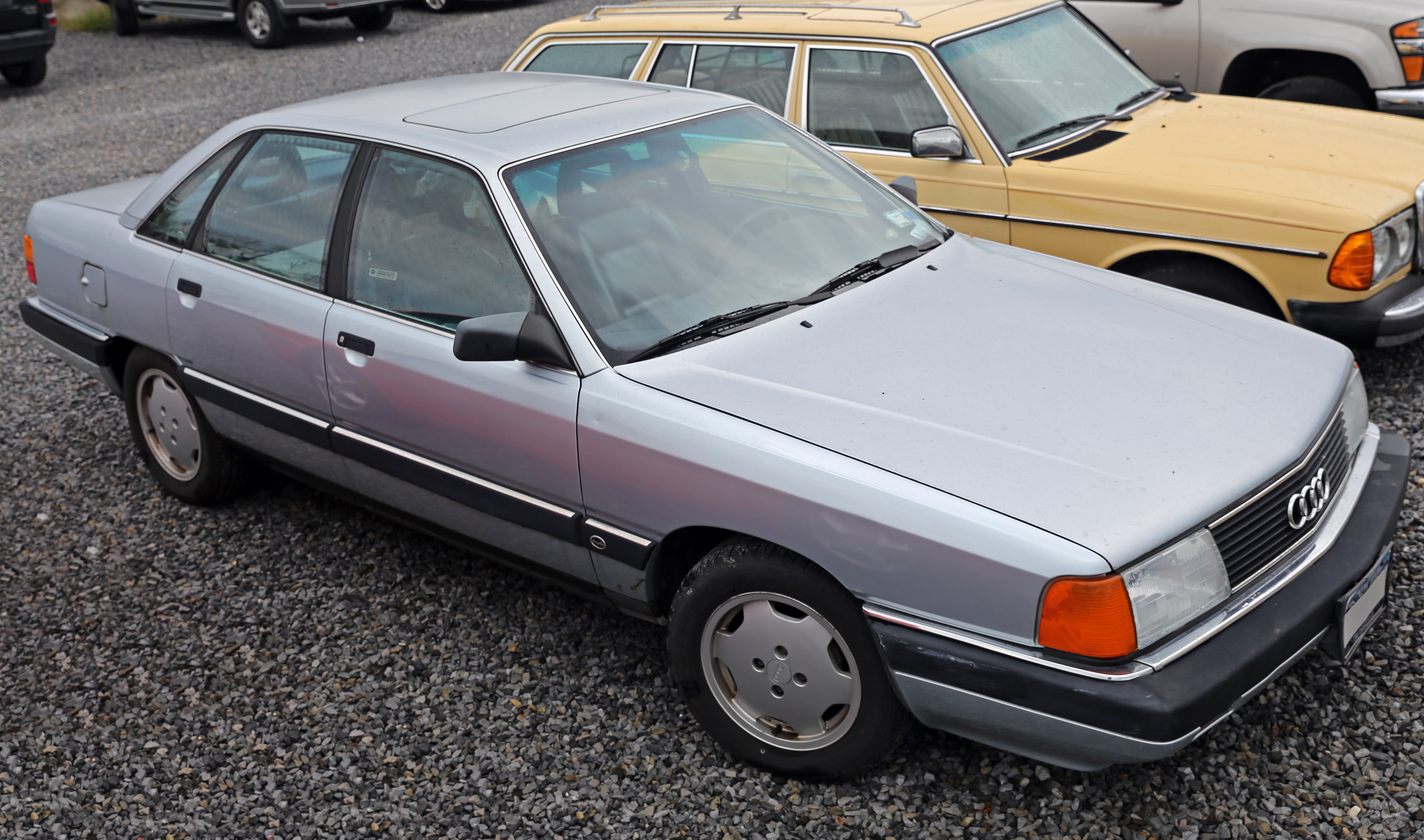
USA-Version des Audi 100
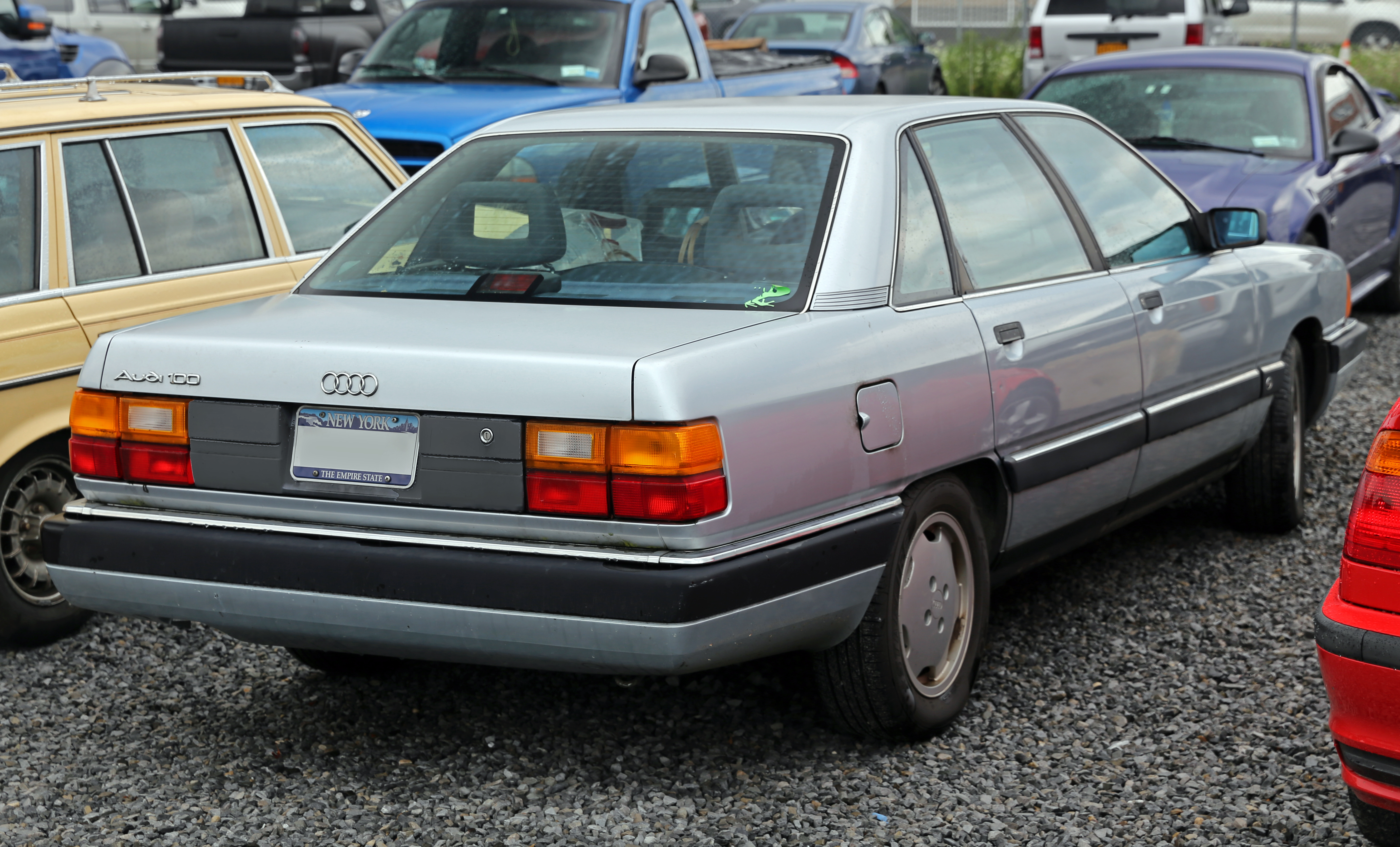
USA-Version des Audi 100: Heckansicht
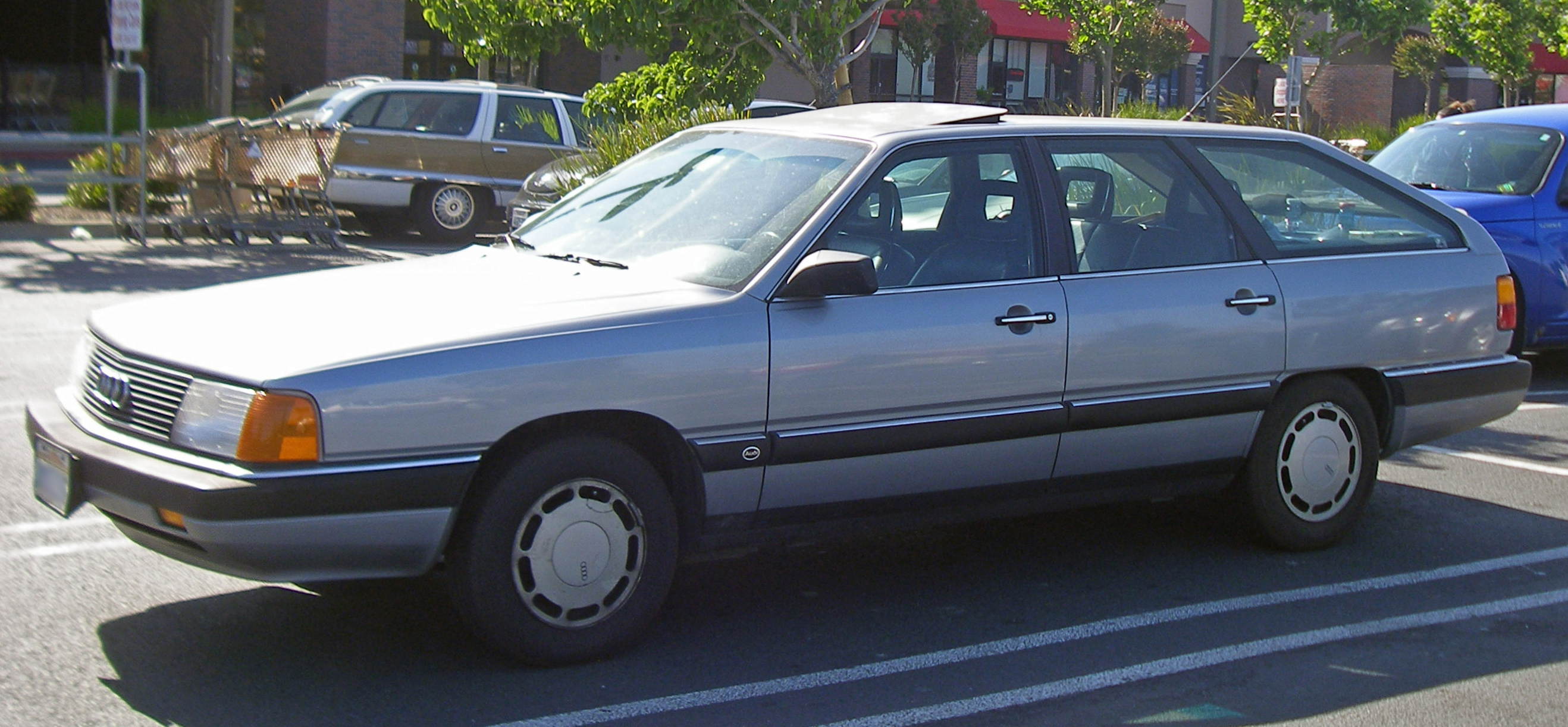
USA-Version des Audi 100: der Audi 5000
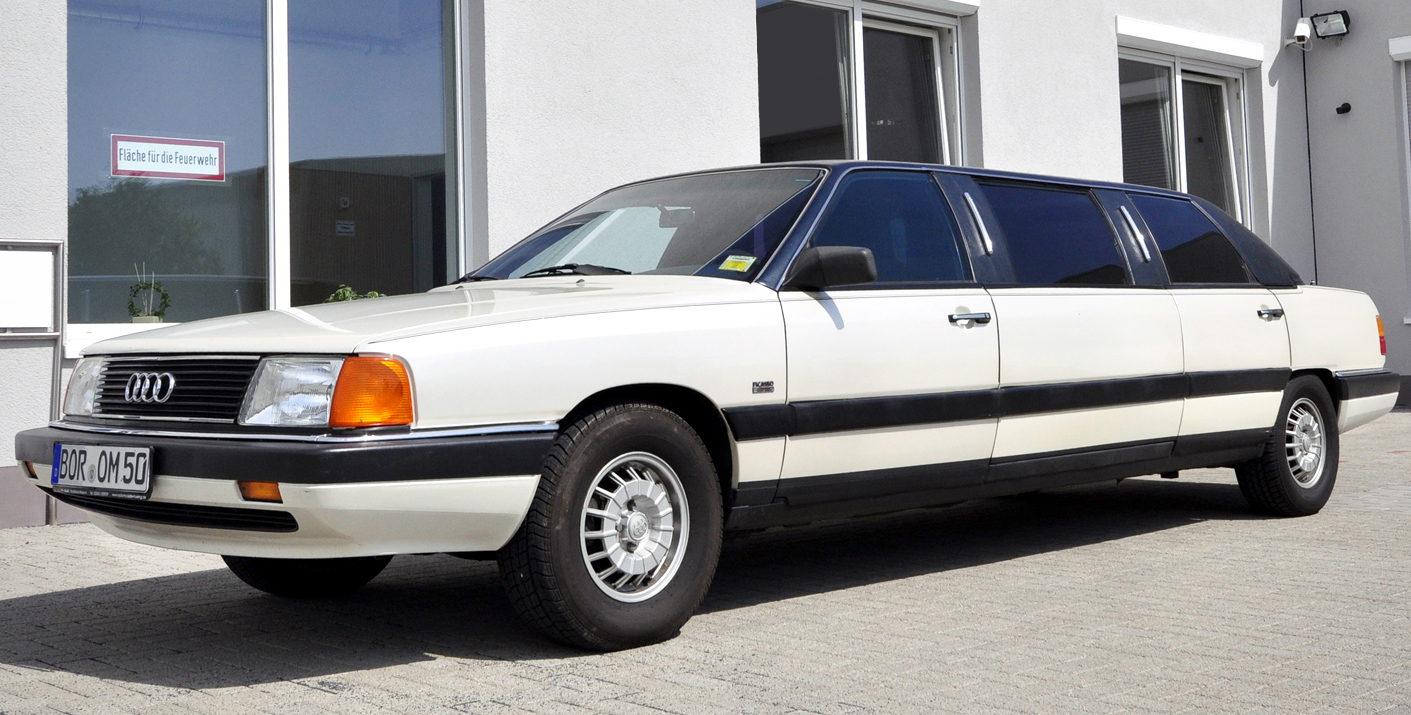
USA-Version als Stretchlimousine

### Fertigung in China
Unter der Bezeichnung Hongqi („Rote Fahne“) wurde der C3 von 1988 bis 2004 in China unter Lizenz bei der FAW in Changchun als Repräsentationslimousine produziert, mitunter in exotischen Karosserievarianten, sogar als viertüriges Cabriolet. Die Hongqi-Version wurde als Hongqi CA7220-Serie bezeichnet und wurde von 1988 bis 2005 gebaut.
In einem Joint-Venture namens FAW-Volkswagen rollte ab 1992 der Audi 100 mit dem Modellcode 443 vom Band. Zunächst verwendete man für die Montage CKD-Bausätze aus südafrikanischer Herstellung. Ab 1994, als die eigene Produktion von Komponenten begann, war der Modellcode 4A2. Es standen vier verschiedene Motoren zur Wahl. Das günstigste Modell hatte den 1,8 l-Motor mit einer Leistung von 66 kW (1781 cm³, 90 PS). Die zweite Stufe stellte der 2,0 mit einer Leistung von 79 kW (1984 cm³, 107 PS). Etwas höher war der 2.2i mit 96 kW (2226 cm³, 131 PS) angesiedelt. Die Top-Motorisierung war mit dem 2,6 l-Motor gegeben, der 102 kW (2598 cm³, 139 PS) leistete. Ab 1995 gab es dann die Topmodelle mit einem neuen Motor. So wurde ab dann der 2.6i mit einer Leistung von 110 kW (2596 cm³, 150 PS) eingebaut, der vorher nur in den Hongqi-Limousinen Verwendung gefunden hatte. Im Laufe des Jahres 1999 endete die Produktion dieses chinesischen Audi.

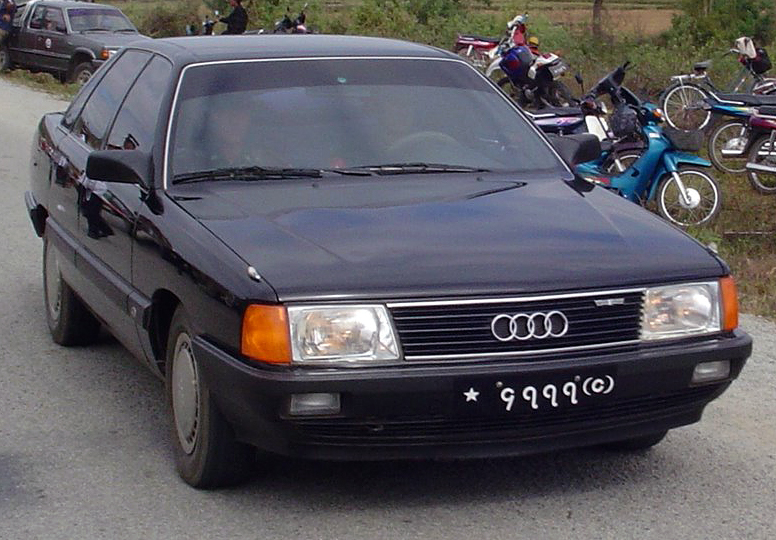
Ein Audi 100 aus FAW-Produktion.
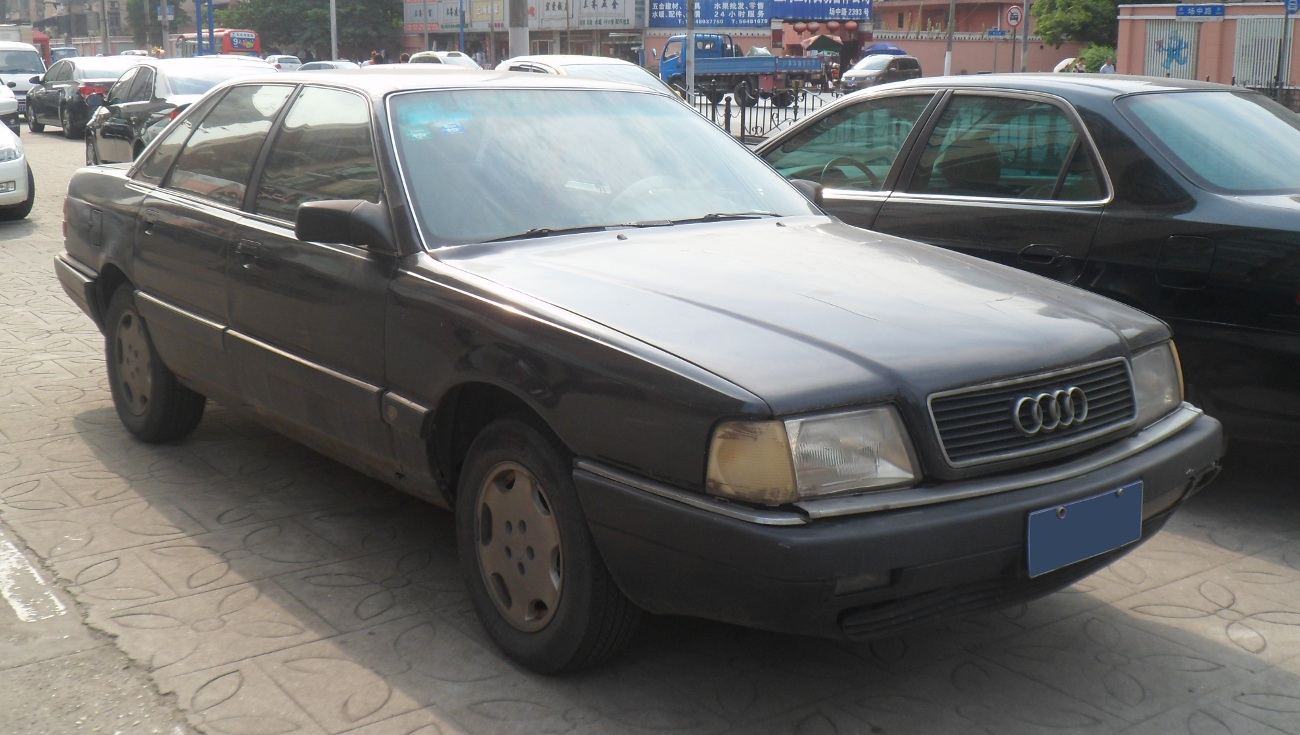
Ein Audi 200 aus FAW-Produktion.
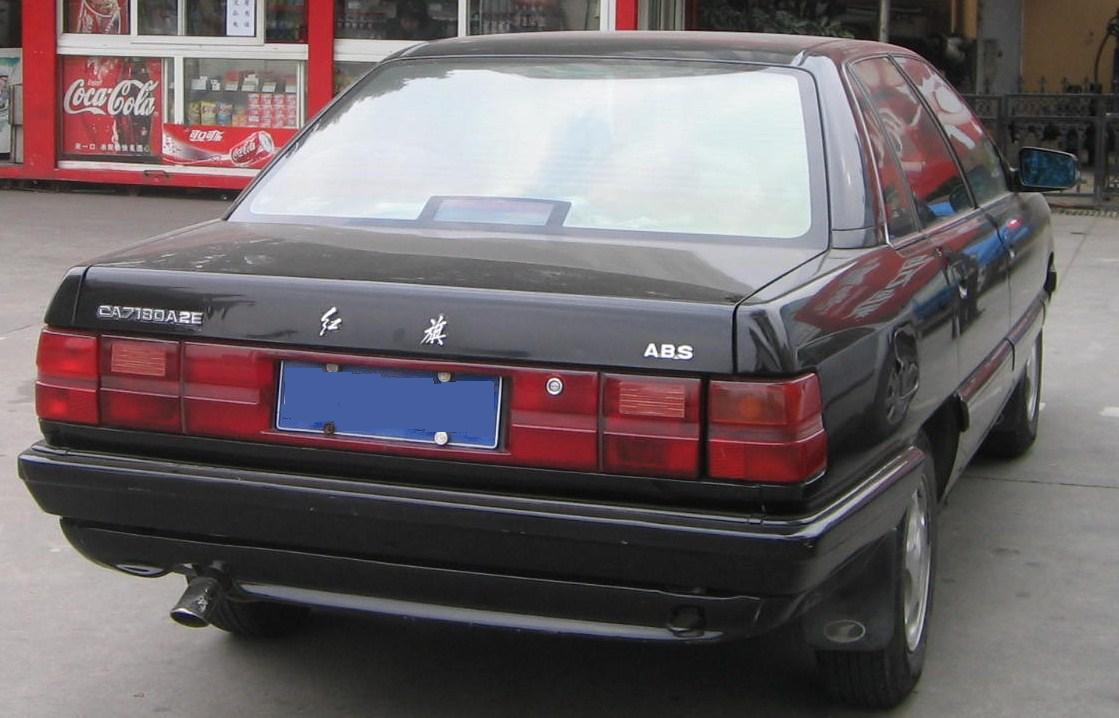
Hongqi-Lizenzbau von hinten (CA7180A2E)

## Modellvarianten

### Übersicht Modelle und Preise
| Modelle und Preise Audi 100/100 Avant, Audi 200/200 Avant | Modelle und Preise Audi 100/100 Avant, Audi 200/200 Avant | Modelle und Preise Audi 100/100 Avant, Audi 200/200 Avant | Modelle und Preise Audi 100/100 Avant, Audi 200/200 Avant | Modelle und Preise Audi 100/100 Avant, Audi 200/200 Avant                                                            | Modelle und Preise Audi 100/100 Avant, Audi 200/200 Avant | Modelle und Preise Audi 100/100 Avant, Audi 200/200 Avant | Modelle und Preise Audi 100/100 Avant, Audi 200/200 Avant |
| --------------------------------------------------------- | --------------------------------------------------------- | --------------------------------------------------------- | --------------------------------------------------------- | --- | --------------------------------------------------------- | --------------------------------------------------------- | --------------------------------------------------------- |
| Modellbezeichnung                                         | Motorisierung                                             | Getriebe                                                  | Bestell- schlüssel                                        | Modelljahr | Modelljahr                                                | Modelljahr                                                | Modelljahr                                                |
| Modellbezeichnung                                         | Motorisierung                                             | Getriebe                                                  | Bestell- schlüssel                                        | 1988 | 1989                                                      | 1990                                                      | 1991                                                      |
| Modellbezeichnung                                         | Motorisierung                                             | Getriebe                                                  | Bestell- schlüssel                                        | 01.01.1988 bis 31.07.1988 44-J-200100 bis 44-J-300000                                                                | 01.08.1988 bis 31.07.1989 44-K-000001 bis 44-K-150000     | 01.08.1989 bis 31.07.1990 44-L-000001 bis 44-L-150000     | 01.08.1990 bis 30.11.1990 44-M-000001 bis 44-M-050000     |
| Modellbezeichnung                                         | Motorisierung                                             | Getriebe                                                  | Bestell- schlüssel                                        | ab 29.01.1988 (100, 100 Avant, 200)                                                                                  | ab 04.07.1988 (100, 100 Avant, 200)                       | ab 12.09.1989 (100, 100 Avant) ab 03.07.1989 (200)        | ab 22.01.1990 (100 Avant) ab 29.10.1990 (200)             |
| Modellbezeichnung                                         | Motorisierung                                             | Getriebe                                                  | Bestell- schlüssel                                        | Unverbindliche Preisempfehlung der Volkswagen AG inkl. von 01.07.1983 bis 31.12.1992 geltender MwSt. in Höhe von 14% |                                                           |                                                           |                                                           |
| Ottomotoren                                               |                                                           |                                                           |                                                           | |                                                           |                                                           |                                                           |
| 100                                                       | 1,8 l/66 kW                                               | 5-Gang (E)                                                | 443 PP2                                                   | 30.975 DM | 31.615 DM                                                 | 32.470 DM                                                 |                                                           |
| 100                                                       | 1,8 l/66 kW                                               | Automatic                                                 | 443 PP3                                                   | 33.085 DM | 33.775 DM                                                 | 34.670 DM                                                 |                                                           |
| 100 quattro                                               | 1,8 l/66 kW                                               | 5-Gang                                                    | 443 PP5                                                   | 42.250 DM | 43.090 DM                                                 | 40.170 DM                                                 |                                                           |
| 100 Avant                                                 | 1,8 l/66 kW                                               | 5-Gang (E)                                                | 445 PP2                                                   | 33.780 DM | 34.465 DM                                                 | 35.375 DM                                                 | 36.370 DM                                                 |
| 100 Avant                                                 | 1,8 l/66 kW                                               | Automatic                                                 | 445 PP3                                                   | 35.890 DM | 36.625 DM                                                 | 37.575 DM                                                 |                                                           |
| 100 Avant quattro                                         | 1,8 l/66 kW                                               | 5-Gang                                                    | 445 PP5                                                   | 45.055 DM | 45.940 DM                                                 | 43.075 DM                                                 |                                                           |
| 100 2.0 E                                                 | 2,0 l/85 kW                                               | 5-Gang                                                    | 443 P44                                                   | 35.260 DM | 35.975 DM                                                 | 37.185 DM                                                 |                                                           |
| 100 2.0 E                                                 | 2,0 l/85 kW                                               | Automatic                                                 | 443 P43                                                   | 37.370 DM | 38.135 DM                                                 | 39.385 DM                                                 |                                                           |
| 100 Avant 2.0 E                                           | 2,0 l/85 kW                                               | 5-Gang                                                    | 445 P44                                                   | 38.065 DM | 38.825 DM                                                 | 40.090 DM                                                 | 41.215 DM                                                 |
| 100 Avant 2.0 E                                           | 2,0 l/85 kW                                               | Automatic                                                 | 445 P43                                                   | 40.175 DM | 40.985 DM                                                 | 42.290 DM                                                 | 43.475 DM                                                 |
| 100 2.3 E                                                 | 2,3 l/100 kW                                              | 5-Gang                                                    | 443 PH4                                                   | 35.980 DM | 36.705 DM                                                 | 39.955 DM                                                 |                                                           |
| 100 2.3 E                                                 | 2,3 l/100 kW                                              | Automatic                                                 | 443 PH3                                                   | 38.090 DM | 38.865 DM                                                 | 42.155 DM                                                 |                                                           |
| 100 quattro                                               | 2,3 l/100 kW                                              | 5-Gang                                                    | 443 PH5                                                   | 46.070 DM | 46.970 DM                                                 | 44.620 DM                                                 |                                                           |
| 100 Avant 2.3 E                                           | 2,3 l/100 kW                                              | 5-Gang                                                    | 445 PH4                                                   | 38.795 DM | 39.555 DM                                                 | 42.860 DM                                                 | 44.065 DM                                                 |
| 100 Avant 2.3 E                                           | 2,3 l/100 kW                                              | 3-Stufen-Automatic                                        | 445 PH3                                                   | 40.895 DM | 41.715 DM                                                 | 45.060 DM                                                 | 46.325 DM                                                 |
| 100 Avant 2.3 E                                           | 2,3 l/100 kW                                              | 4-Stufen-Automatic                                        |                                                           | |                                                           |                                                           | 46.840 DM                                                 |
| 100 Avant quattro                                         | 2,3 l/100 kW                                              | 5-Gang                                                    | 445 PH5                                                   | 48.875 DM | 49.820 DM                                                 | 47.525 DM                                                 | 48.860 DM                                                 |
| 100 turbo                                                 | 2,2 l/121 kW                                              | 5-Gang                                                    | 443 P9G                                                   | 47.395 DM | 48.320 DM                                                 | 50.320 DM                                                 |                                                           |
| 100 turbo                                                 | 2,2 l/121 kW                                              | Automatic                                                 | 443 P93                                                   | 49.505 DM | 50.480 DM                                                 | 52.520 DM                                                 |                                                           |
| 100 quattro                                               | 2,2 l/121 kW                                              | 5-Gang                                                    | 443 P9F                                                   | 55.135 DM | 56.195 DM                                                 | 55.350 DM                                                 |                                                           |
| 100 Avant turbo                                           | 2,2 l/121 kW                                              | 5-Gang                                                    | 445 P9G                                                   | 50.200 DM | 52.165 DM                                                 | 53.225 DM                                                 | 54.720 DM                                                 |
| 100 Avant turbo                                           | 2,2 l/121 kW                                              | 3-Stufen-Automatic                                        | 445 P93                                                   | 52.310 DM | 54.365 DM                                                 | 55.425 DM                                                 | 56.980 DM                                                 |
| 100 Avant quattro                                         | 2,2 l/121 kW                                              | 5-Gang                                                    | 445 P9F                                                   | 57.940 DM | 57.195 DM                                                 | 58.255 DM                                                 | 59.890 DM                                                 |
| 200 turbo                                                 | 2,2 l/121 kW                                              | 5-Gang                                                    | 447 PB4                                                   | 56.430 DM | 57.810 DM                                                 | 59.045 DM                                                 | 62.460 DM                                                 |
| 200 turbo                                                 | 2,2 l/121 kW                                              | Automatic                                                 | 447 PB3                                                   | 58.540 DM | 59.970 DM                                                 | 61.245 DM                                                 | 64.790 DM                                                 |
| 200 quattro                                               | 2,2 l/121 kW                                              | 5-Gang                                                    | 447 PB5                                                   | 65.800 DM | 67.340 DM                                                 | 65.760 DM                                                 |                                                           |
| 200 Avant quattro                                         | 2,2 l/121 kW                                              | 5-Gang                                                    | 447 DB5                                                   | 68.605 DM | 70.190 DM                                                 | 68.665 DM                                                 |                                                           |
| 200 quattro 20 V                                          | 2,2 l/162 kW                                              | 5-Gang                                                    | 447 P55                                                   | |                                                           | 74.610 DM                                                 | 78.950 DM                                                 |
| 200 Avant quattro 20 V                                    | 2,2 l/162 kW                                              | 5-Gang                                                    | 447 D55                                                   | |                                                           | 77.515 DM                                                 | 82.050 DM                                                 |
| Dieselmotoren                                             |                                                           |                                                           |                                                           | |                                                           |                                                           |                                                           |
| 100 diesel                                                | 2,0 l/51 kW                                               | 5-Gang                                                    |                                                           | | 33.545 DM                                                 |                                                           |                                                           |
| 100 diesel                                                | 2,0 l/51 kW                                               | Automatic                                                 |                                                           | | 35.545 DM                                                 |                                                           |                                                           |
| 100 Avant diesel                                          | 2,0 l/51 kW                                               | 5-Gang                                                    | 445 P6E                                                   | | 36.395 DM                                                 |                                                           |                                                           |
| 100 Avant diesel                                          | 2,0 l/51 kW                                               | Automatic                                                 | 445 P63                                                   | | 38.775 DM                                                 |                                                           |                                                           |
| 100 diesel                                                | 2,4 l/60 kW                                               | 5-Gang                                                    | 443 PKE                                                   | |                                                           | 35.710 DM                                                 |                                                           |
| 100 Avant diesel                                          | 2,4 l/60 kW                                               | 5-Gang                                                    | 445 PKE                                                   | |                                                           | 38.615 DM                                                 | 39.700 DM                                                 |
| 100 turbo diesel                                          | 2,0 l/74 kW                                               | 5-Gang                                                    | 443 P5E                                                   | | 37.735 DM                                                 | 38.735 DM                                                 |                                                           |
| 100 Avant turbo diesel                                    | 2,0 l/74 kW                                               | 5-Gang                                                    | 445 P5E                                                   | | 40.585 DM                                                 | 41.640 DM                                                 | 42.810 DM                                                 |
| 100 TDI                                                   | 2,5 l/88 kW                                               | 5-Gang                                                    |                                                           | |                                                           |                                                           |                                                           |
| 100 Avant TDI                                             | 2,5 l/88 kW                                               | 5-Gang                                                    |                                                           | |                                                           |                                                           | 46.350 DM                                                 |

### Ausstattungsvarianten
- Audi 100 (1982–1987)
- Audi 100 CC (1982–1987)
- Audi 100 CD (1982–1987), v. a. Velourssitze und Chromzierleisten
- Audi 100 CS (1982–1987), v. a. Sportfahrwerk mit 5-Loch-Felgen, Sportsitze
- Audi 100 Diesel (1982–1990), 51-kW-Saugdiesel-Fünfzylinder
- Audi 100 Turbo-Diesel (1982–1990), 64 bzw. mit Ladeluftkühler 74 kW; Fünfzylinder
- Audi 100 Turbo (1986–1990)
- Audi 100 2,0 (1988–1990)
- Audi 100 2,3 (1988–1990)
- Audi 100 2,3 (1990, Limousine/Avant auch als Sport II mit 4-Stufen-Automatik)
- Audi 100 2,4 D (1988–1991), 60-kW-Saugdiesel
- Audi 100 2,5 TDI (01/1990–11/1990)

Alle Modelle des Audi 100 C3 waren auch als Avant erhältlich und nach Wunsch auch mit dem permanenten Allradantrieb quattro, den es allerdings nur mit Schaltgetriebe gab. Die „quattro“-Technik konnte erst beim Audi V8 mit einer Vierstufen-Automatik kombiniert werden.

### Sondermodelle (Auswahl)
Um die Attraktivität des bereits im achten Modelljahr befindlichen Audi 100 C3 zu steigern und die fallenden Absatzzahlen zu stabilisieren, wurden ab Herbst 1989 vier Sondermodelle mit thematisiert zusammengestellten Sonderausstattungspaketen zu Vorteilspreisen angeboten. Die Sondermodelle hießen Audi 100/100 Avant Business, Komfort, Sport sowie Reise und Hobby. Das Sondermodell Reise und Hobby war nur auf Basis des Audi 100 Avant erhältlich.

#### Audi 100/100 Avant Business
| Modelle und Preise Sondermodell Audi 100/100 Avant Business | Modelle und Preise Sondermodell Audi 100/100 Avant Business | Modelle und Preise Sondermodell Audi 100/100 Avant Business | Modelle und Preise Sondermodell Audi 100/100 Avant Business | Modelle und Preise Sondermodell Audi 100/100 Avant Business                                                          | Modelle und Preise Sondermodell Audi 100/100 Avant Business | Modelle und Preise Sondermodell Audi 100/100 Avant Business | Modelle und Preise Sondermodell Audi 100/100 Avant Business |
| ----------------------------------------------------------- | ----------------------------------------------------------- | ----------------------------------------------------------- | ----------------------------------------------------------- | --- | ----------------------------------------------------------- | ----------------------------------------------------------- | ----------------------------------------------------------- |
| Modellbezeichnung                                           | Motorisierung                                               | Getriebe                                                    | Bestell- schlüssel                                          | Modelljahr | Modelljahr                                                  | Modelljahr                                                  | Modelljahr                                                  |
| Modellbezeichnung                                           | Motorisierung                                               | Getriebe                                                    | Bestell- schlüssel                                          | 1988 | 1989                                                        | 1990                                                        | 1991                                                        |
| Modellbezeichnung                                           | Motorisierung                                               | Getriebe                                                    | Bestell- schlüssel                                          | 01.01.1988 bis 31.07.1988 44-J-200100 bis 44-J-300000                                                                | 01.08.1988 bis 31.07.1989 44-K-000001 bis 44-K-150000       | 01.08.1989 bis 31.07.1990 44-L-000001 bis 44-L-150000       | 01.08.1990 bis 30.11.1990 44-M-000001 bis 44-M-050000       |
| Modellbezeichnung                                           | Motorisierung                                               | Getriebe                                                    | Bestell- schlüssel                                          | ab September 1989 (100 Business, 100 Avant Business)                                                                 |                                                             |                                                             |                                                             |
| Modellbezeichnung                                           | Motorisierung                                               | Getriebe                                                    | Bestell- schlüssel                                          | Unverbindliche Preisempfehlung der Volkswagen AG inkl. von 01.07.1983 bis 31.12.1992 geltender MwSt. in Höhe von 14% |                                                             |                                                             |                                                             |
| Ottomotoren                                                 |                                                             |                                                             |                                                             | |                                                             |                                                             |                                                             |
| 100                                                         | 1,8 l/66 kW                                                 | 5-Gang (E)                                                  | 443 PB2 W77                                                 | |                                                             | 35.085 DM                                                   |                                                             |
| 100                                                         | 1,8 l/66 kW                                                 | Automatic                                                   | 443 PB3 W77                                                 | |                                                             | 37.285 DM                                                   |                                                             |
| 100 quattro                                                 | 1,8 l/66 kW                                                 | 5-Gang                                                      | 443 PP5 W77                                                 | |                                                             | 42.170 DM                                                   |                                                             |
| 100 Avant                                                   | 1,8 l/66 kW                                                 | 5-Gang (E)                                                  | 445 PB2 W80                                                 | |                                                             | 38.550 DM                                                   |                                                             |
| 100 Avant                                                   | 1,8 l/66 kW                                                 | Automatic                                                   | 445 PB3 W80                                                 | |                                                             | 40.750 DM                                                   |                                                             |
| 100 Avant quattro                                           | 1,8 l/66 kW                                                 | 5-Gang                                                      | 445 PP5 W81                                                 | |                                                             | 45.635 DM                                                   |                                                             |
| 100 2.0 E                                                   | 2,0 l/85 kW                                                 | 5-Gang                                                      | 443 P44 W78                                                 | |                                                             | 39.185 DM                                                   |                                                             |
| 100 2.0 E                                                   | 2,0 l/85 kW                                                 | Automatic                                                   | 443 P43 W78                                                 | |                                                             | 41.385 DM                                                   |                                                             |
| 100 Avant 2.0 E                                             | 2,0 l/85 kW                                                 | 5-Gang                                                      | 445 P44 W81                                                 | |                                                             | 42.650 DM                                                   |                                                             |
| 100 Avant 2.0 E                                             | 2,0 l/85 kW                                                 | Automatic                                                   | 445 P43 W81                                                 | |                                                             | 44.850 DM                                                   |                                                             |
| 100 2.3 E                                                   | 2,3 l/100 kW                                                | 5-Gang                                                      | 443 PH4 W79                                                 | |                                                             | 41.655 DM                                                   |                                                             |
| 100 2.3 E                                                   | 2,3 l/100 kW                                                | Automatic                                                   | 443 PH3 W79                                                 | |                                                             | 43.855 DM                                                   |                                                             |
| 100 quattro                                                 | 2,3 l/100 kW                                                | 5-Gang                                                      | 443 PH5 W79                                                 | |                                                             | 46.320 DM                                                   |                                                             |
| 100 Avant 2.3 E                                             | 2,3 l/100 kW                                                | 5-Gang                                                      | 445 PH4 W82                                                 | |                                                             | 45.120 DM                                                   |                                                             |
| 100 Avant 2.3 E                                             | 2,3 l/100 kW                                                | 3-Stufen-Automatic                                          | 445 PH3 W82                                                 | |                                                             | 47.320 DM                                                   |                                                             |
| 100 Avant quattro                                           | 2,3 l/100 kW                                                | 5-Gang                                                      | 445 PH5 W82                                                 | |                                                             | 49.785 DM                                                   |                                                             |
| Dieselmotoren                                               |                                                             |                                                             |                                                             | |                                                             |                                                             |                                                             |
| 100 diesel                                                  | 2,4 l/60 kW                                                 | 5-Gang                                                      | 443 PKE W78                                                 | |                                                             | 37.710 DM                                                   |                                                             |
| 100 Avant diesel                                            | 2,4 l/60 kW                                                 | 5-Gang                                                      | 445 PKE W81                                                 | |                                                             | 41.175 DM                                                   |                                                             |
| 100 turbo diesel                                            | 2,0 l/74 kW                                                 | 5-Gang                                                      | 443 P5E W78                                                 | |                                                             | 40.735 DM                                                   |                                                             |
| 100 Avant turbo diesel                                      | 2,0 l/74 kW                                                 | 5-Gang                                                      | 445 P5E W81                                                 | |                                                             | 44.200 DM                                                   |                                                             |

Das Sondermodell Audi 100/Audi 100 Avant „Business“ hatte folgende Serienausstattung:
- Innenausstattung in Crayon
- 2 Rahmenkopfstützen hinten
- Zentralverriegelung
- Servolenkung
- Schiebe-/Ausstelldach mit selbstaufstellendem Windabweiser
- Elektrisch betätigte Fensterheber vorn
- Radio Beta mit Heckscheibenantenne (Limousine) oder elektronisch verstärkter Dachantenne (Avant)
- Skisack (nur Limousine)
- Dachreling (nur Avant)
- Gepäckraumabdeckung (nur Avant)
- Heckscheibenwischer mit Intervallschaltung (nur Avant)

#### Audi 100/100 Avant Komfort
| Modelle und Preise Sondermodell Audi 100/100 Avant Komfort | Modelle und Preise Sondermodell Audi 100/100 Avant Komfort | Modelle und Preise Sondermodell Audi 100/100 Avant Komfort | Modelle und Preise Sondermodell Audi 100/100 Avant Komfort | Modelle und Preise Sondermodell Audi 100/100 Avant Komfort                                                           | Modelle und Preise Sondermodell Audi 100/100 Avant Komfort | Modelle und Preise Sondermodell Audi 100/100 Avant Komfort | Modelle und Preise Sondermodell Audi 100/100 Avant Komfort |
| ---------------------------------------------------------- | ---------------------------------------------------------- | ---------------------------------------------------------- | ---------------------------------------------------------- | --- | ---------------------------------------------------------- | ---------------------------------------------------------- | ---------------------------------------------------------- |
| Modellbezeichnung                                          | Motorisierung                                              | Getriebe                                                   | Bestell- schlüssel                                         | Modelljahr | Modelljahr                                                 | Modelljahr                                                 | Modelljahr                                                 |
| Modellbezeichnung                                          | Motorisierung                                              | Getriebe                                                   | Bestell- schlüssel                                         | 1988 | 1989                                                       | 1990                                                       | 1991                                                       |
| Modellbezeichnung                                          | Motorisierung                                              | Getriebe                                                   | Bestell- schlüssel                                         | 01.01.1988 bis 31.07.1988 44-J-200100 bis 44-J-300000                                                                | 01.08.1988 bis 31.07.1989 44-K-000001 bis 44-K-150000      | 01.08.1989 bis 31.07.1990 44-L-000001 bis 44-L-150000      | 01.08.1990 bis 30.11.1990 44-M-000001 bis 44-M-050000      |
| Modellbezeichnung                                          | Motorisierung                                              | Getriebe                                                   | Bestell- schlüssel                                         | ab 22.01.1990 (100 Komfort/100 Avant Komfort)                                                                        |                                                            |                                                            |                                                            |
| Modellbezeichnung                                          | Motorisierung                                              | Getriebe                                                   | Bestell- schlüssel                                         | Unverbindliche Preisempfehlung der Volkswagen AG inkl. von 01.07.1983 bis 31.12.1992 geltender MwSt. in Höhe von 14% |                                                            |                                                            |                                                            |
| Ottomotoren                                                |                                                            |                                                            |                                                            | |                                                            |                                                            |                                                            |
| 100 2.0 E                                                  | 2,0 l/85 kW                                                | 5-Gang                                                     | 443 P44 W84                                                | |                                                            |                                                            | 43.274 DM                                                  |
| 100 2.0 E                                                  | 2,0 l/85 kW                                                | 3-Stufen-Automatic                                         | 443 P43 W84                                                | |                                                            |                                                            | 45.534 DM                                                  |
| 100 Avant 2.0 E                                            | 2,0 l/85 kW                                                | 5-Gang                                                     | 445 P44 W88                                                | |                                                            |                                                            | 46.825 DM                                                  |
| 100 Avant 2.0 E                                            | 2,0 l/85 kW                                                | 3-Stufen-Automatic                                         | 445 P43 W88                                                | |                                                            |                                                            | 49.085 DM                                                  |
| 100 2.3 E                                                  | 2,3 l/100 kW                                               | 5-Gang                                                     | 443 PH4 W85                                                | |                                                            |                                                            | 46.114 DM                                                  |
| 100 2.3 E                                                  | 2,3 l/100 kW                                               | 3-Stufen-Automatic                                         | 443 PH3 W85                                                | |                                                            |                                                            | 48.374 DM                                                  |
| 100 2.3 E                                                  | 2,3 l/100 kW                                               | 4-Stufen-Automatic                                         | 443 PH8 W85                                                | |                                                            |                                                            | 48.889 DM                                                  |
| 100 quattro                                                | 2,3 l/100 kW                                               | 5-Gang                                                     | 443 PH5 W85                                                | |                                                            |                                                            | 50.909 DM                                                  |
| 100 Avant 2.3 E                                            | 2,3 l/100 kW                                               | 5-Gang                                                     | 445 PH4 W89                                                | |                                                            |                                                            | 49.665 DM                                                  |
| 100 Avant 2.3 E                                            | 2,3 l/100 kW                                               | 3-Stufen-Automatic                                         | 445 PH3 W89                                                | |                                                            |                                                            | 51.925 DM                                                  |
| 100 Avant 2.3 E                                            | 2,3 l/100 kW                                               | 4-Stufen-Automatic                                         | 445 PH8 W89                                                | |                                                            |                                                            | 52.440 DM                                                  |
| 100 Avant quattro                                          | 2,3 l/100 kW                                               | 5-Gang                                                     | 445 PH5 W89                                                | |                                                            |                                                            | 54.460 DM                                                  |
| 100 turbo                                                  | 2,2 l/121 kW                                               | 5-Gang                                                     | 443 P9G W86                                                | |                                                            |                                                            | 54.464 DM                                                  |
| 100 turbo                                                  | 2,2 l/121 kW                                               | 3-Stufen-Automatic                                         | 443 P93 W86                                                | |                                                            |                                                            | 56.724 DM                                                  |
| 100 quattro                                                | 2,2 l/121 kW                                               | 5-Gang                                                     | 443 P9F W86                                                | |                                                            |                                                            | 59.634 DM                                                  |
| 100 Avant turbo                                            | 2,2 l/121 kW                                               | 5-Gang                                                     | 445 P9G W90                                                | |                                                            |                                                            | 58.015 DM                                                  |
| 100 Avant turbo                                            | 2,2 l/121 kW                                               | 3-Stufen-Automatic                                         | 445 P93 W90                                                | |                                                            |                                                            | 60.275 DM                                                  |
| 100 Avant quattro                                          | 2,2 l/121 kW                                               | 5-Gang                                                     | 445 P9F W90                                                | |                                                            |                                                            | 63.185 DM                                                  |
| Dieselmotoren                                              |                                                            |                                                            |                                                            | |                                                            |                                                            |                                                            |
| 100 turbo D                                                | 2,0 l/74 kW                                                | 5-Gang                                                     | 443 P5E W83                                                | |                                                            |                                                            | 44.711 DM                                                  |
| 100 Avant turbo D                                          | 2,0 l/74 kW                                                | 5-Gang                                                     | 445 P5E W87                                                | |                                                            |                                                            | 48.262 DM                                                  |
| 100 TDI                                                    | 2,5 l/88 kW                                                | 5-Gang                                                     | 443 PNE W83                                                | |                                                            |                                                            | 48.385 DM                                                  |
| 100 Avant TDI                                              | 2,5 l/88 kW                                                | 5-Gang                                                     | 445 PNE W87                                                | |                                                            |                                                            | 51.936 DM                                                  |

Das Sondermodell Audi 100/Audi 100 Avant „Komfort“ hatte folgende Serienausstattung (Angaben lt. Preisliste Stand 22. Januar 1990, Modelljahr 1991):
- 5 Leichtmetallräder 6J x 14 in Aero-Design (für 74- und 85 kW-Modelle) mit Reifen 185/70 R 14
- 5 Leichtmetallräder 6J x 15 in Aero-Design (für 88-, 98- und 121 kW-Modelle) mit Reifen 205/60 R 15 V
- Große Audi-Ringe auf der Gepäckraumklappe
- Türgriffe in Wagenfarbe
- Blanke Abdeckung auf den Stoßfängern
- Blanke seitliche Stoßprofilleisten mit Audi-Emblem vorn
- Schiebe-/Ausstelldach mit selbstaufstellendem Windabweiser
- Innenausstattung in Velours
- Gepäcknetz an der Rückseite der Vordersitzlehnen
- Holzblende an Schalttafel und Türverkleidungen
- Schalthebelknopf in Holz mit Schaltschema (nicht Automatic)
- Servolenkung
- Anti-Blockier-System (ABS) (nur in Modellen ab 98 kW enthalten)
- 2 Rahmenkopfstützen hinten
- Beckengurt hinten mit Retractor für mittleren Rücksitzplatz
- Zentralverriegelung
- 3 Leseleuchten
- Abschaltverzögerung der Innen- und Leseleuchten
- Fensterheber vorn und hinten, elektrisch
- Beifahrer-Sonnenblende mit Make-up-Spiegel beleuchtet
- 3 Zusatzinstrumente in der Schalttafel: Temperaturanzeige für Motoröl, Öldruckanzeige und Voltmeter (nicht für 74- und 88 kW)
- Radio „gamma“ mit Heckscheibenantenne (nur Limousine)
- Radio „gamma“ mit elektronisch verstärkter Dachantenne (nur Avant)
- Skisack (nur Limousine)
- Dachreling (nur Avant)
- Gepäckraumabdeckung (nur Avant)
- Heckscheibenwischer mit Intervallschaltung (nur Avant)
- Metallic-Lackierung

#### Audi 100/100 Avant Sport

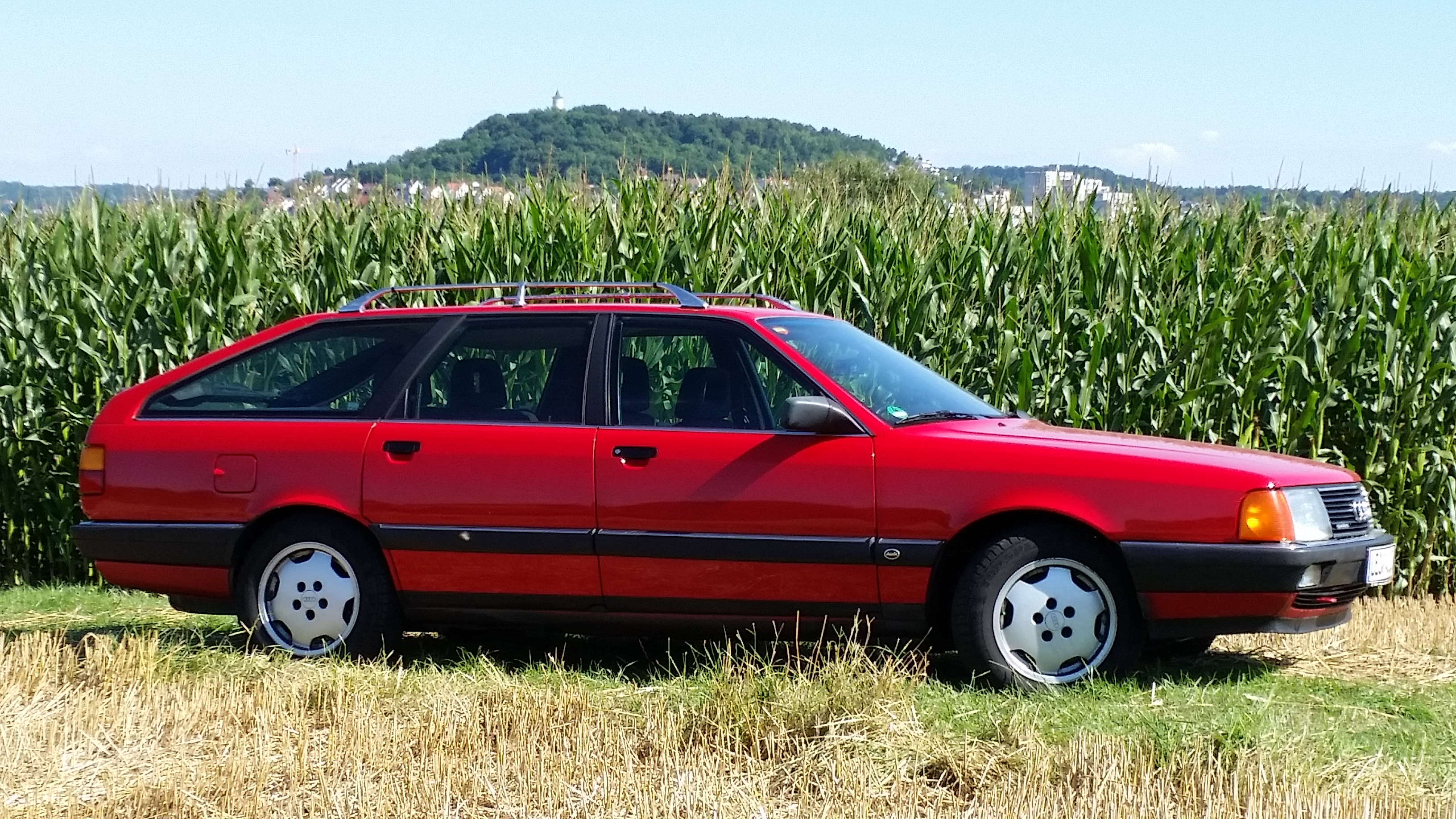
Sondermodell „Audi 100 Avant quattro Sport“, Modelljahr 1990

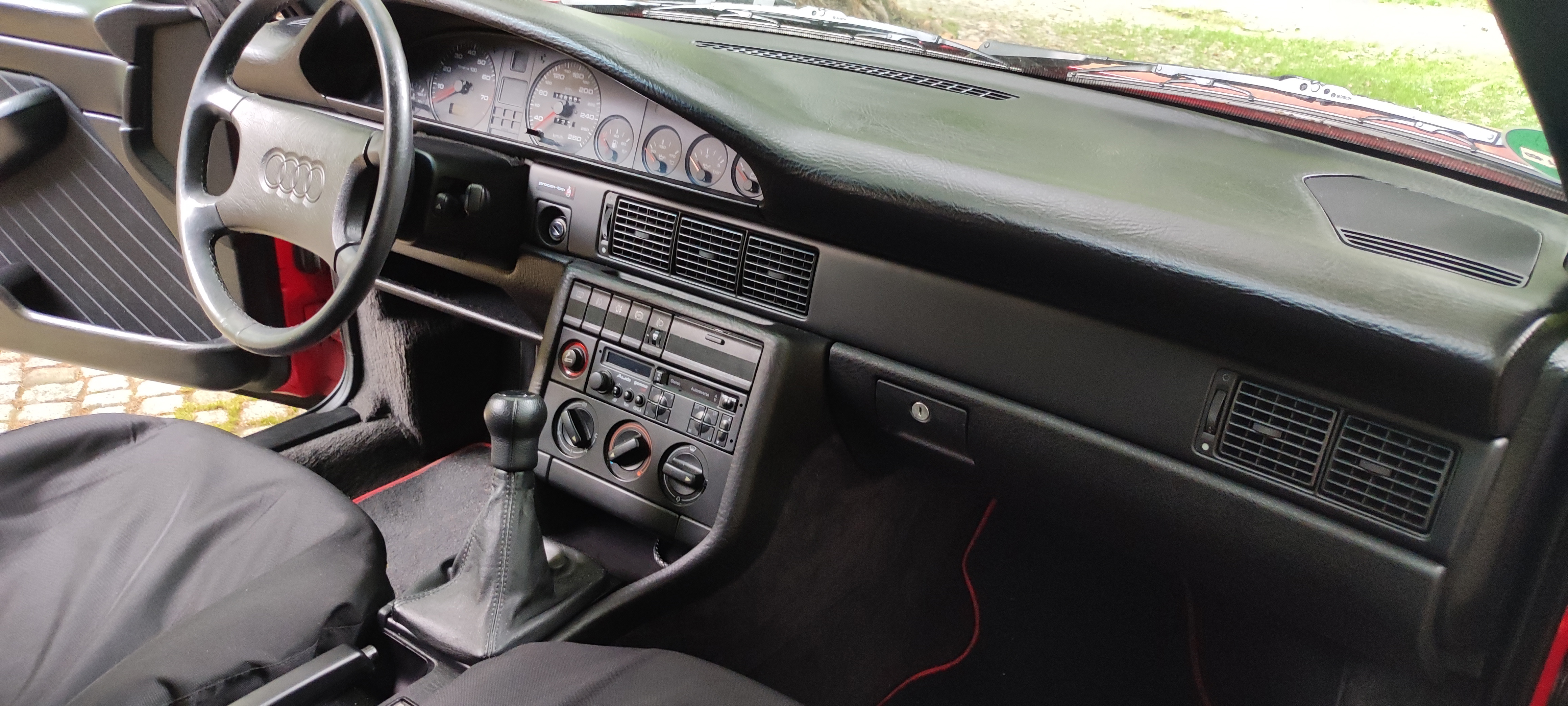
Interieur Sondermodell „Audi 100 Avant quattro Sport“, Modelljahr 1990

Das Sondermodell Audi 100/100 Avant „Sport“ wurde im Rahmen der Sonder- bzw. Verkaufsaktion „S711“, intern auch als „Sport II“ bezeichnet, ab September 1989 für das Modelljahr 1990 angeboten und ist heute in Liebhaberkreisen eine begehrte Sondermodell-Variante des Audi 100 C3. Das Sondermodell „Sport“ unterschied sich durch die breiteren Kotflügel mit ausgestellten Radläufen, die bei der Verwendung des 15"-Hochleistungsfahrwerkes mit Reifen 215/60 R15 einerseits technisch notwendig, andererseits auch ein zeitgenössisches Erkennungsmerkmal des Audi 200 quattro „Exclusiv“ waren. Zu dieser Zeit war er eine der schnellsten Serienlimousinen der Welt und durch Produktplatzierung in Kinofilmen der James-Bond-Reihe oder der Serie Die Schwarzwaldklinik bekannt geworden.

Dabei ist das Sondermodell „Sport“ von den ebenfalls zum Modelljahr 1990 angebotenen Ausstattungs- und Sportpaketen „Sportpaket I“ und „Sportpaket II“ zu unterscheiden. Das „Sportpaket II“ hatte, bei gleichem Ausstattungsumfang wie das „Sportpaket I“, zwar zusätzlich das 15"-Hochleistungsfahrwerk mit Reifen 205/60 R15, jedoch ohne die für das Sondermodell „Sport“ charakteristischen, ausgestellten Radläufe.
| Modelle und Preise Sondermodell Audi 100/100 Avant Sport | Modelle und Preise Sondermodell Audi 100/100 Avant Sport | Modelle und Preise Sondermodell Audi 100/100 Avant Sport | Modelle und Preise Sondermodell Audi 100/100 Avant Sport | Modelle und Preise Sondermodell Audi 100/100 Avant Sport                                                             | Modelle und Preise Sondermodell Audi 100/100 Avant Sport | Modelle und Preise Sondermodell Audi 100/100 Avant Sport | Modelle und Preise Sondermodell Audi 100/100 Avant Sport |
| -------------------------------------------------------- | -------------------------------------------------------- | -------------------------------------------------------- | -------------------------------------------------------- | --- | -------------------------------------------------------- | -------------------------------------------------------- | -------------------------------------------------------- |
| Modellbezeichnung                                        | Motorisierung                                            | Getriebe                                                 | Bestell- schlüssel                                       | Modelljahr | Modelljahr                                               | Modelljahr                                               | Modelljahr                                               |
| Modellbezeichnung                                        | Motorisierung                                            | Getriebe                                                 | Bestell- schlüssel                                       | 1988 | 1989                                                     | 1990                                                     | 1991                                                     |
| Modellbezeichnung                                        | Motorisierung                                            | Getriebe                                                 | Bestell- schlüssel                                       | 01.01.1988 bis 31.07.1988 44-J-200100 bis 44-J-300000                                                                | 01.08.1988 bis 31.07.1989 44-K-000001 bis 44-K-150000    | 01.08.1989 bis 31.07.1990 44-L-000001 bis 44-L-150000    | 01.08.1990 bis 30.11.1990 44-M-000001 bis 44-M-050000    |
| Modellbezeichnung                                        | Motorisierung                                            | Getriebe                                                 | Bestell- schlüssel                                       | ab 22.01.1990 (100 Sport/100 Avant Sport)                                                                            |                                                          |                                                          |                                                          |
| Modellbezeichnung                                        | Motorisierung                                            | Getriebe                                                 | Bestell- schlüssel                                       | Unverbindliche Preisempfehlung der Volkswagen AG inkl. von 01.07.1983 bis 31.12.1992 geltender MwSt. in Höhe von 14% |                                                          |                                                          |                                                          |
| Ottomotoren                                              |                                                          |                                                          |                                                          | |                                                          |                                                          |                                                          |
| 100 2.3 E                                                | 2,3 l / 100 kW                                           | 5-Gang                                                   | 443 PH4 WA1                                              | |                                                          |                                                          | 46.925 DM                                                |
| 100 2.3 E                                                | 2,3 l / 100 kW                                           | 3-Stufen-Automatic                                       | 443 PH3 WA2                                              | |                                                          |                                                          | 49.185 DM                                                |
| 100 2.3 E                                                | 2,3 l / 100 kW                                           | 4-Stufen-Automatic                                       | 443 PH8 WA2                                              | |                                                          |                                                          | 49.700 DM                                                |
| 100 quattro                                              | 2,3 l / 100 kW                                           | 5-Gang                                                   | 443 PH5 WA1                                              | |                                                          |                                                          | 51.720 DM                                                |
| 100 Avant 2.3 E                                          | 2,3 l / 100 kW                                           | 5-Gang                                                   | 445 PH4 WA5                                              | |                                                          |                                                          | 50.476 DM                                                |
| 100 Avant 2.3 E                                          | 2,3 l / 100 kW                                           | 3-Stufen-Automatic                                       | 445 PH3 WA6                                              | |                                                          |                                                          | 52.736 DM                                                |
| 100 Avant 2.3 E                                          | 2,3 l / 100 kW                                           | 4-Stufen-Automatic                                       | 445 PH8 WA6                                              | |                                                          |                                                          | 53.251 DM                                                |
| 100 Avant quattro                                        | 2,3 l / 100 kW                                           | 5-Gang                                                   | 445 PH5 WA5                                              | |                                                          |                                                          | 55.271 DM                                                |
| 100 turbo                                                | 2,2 l/121 kW                                             | 5-Gang                                                   | 443 P9G WA3                                              | |                                                          |                                                          | 56.157 DM                                                |
| 100 turbo                                                | 2,2 l/121 kW                                             | Automatic                                                | 443 P93 WA4                                              | |                                                          |                                                          | 57.519 DM                                                |
| 100 quattro                                              | 2,2 l/121 kW                                             | 5-Gang                                                   | 443 P9F WA4                                              | |                                                          |                                                          | 60.429 DM                                                |
| 100 Avant turbo                                          | 2,2 l/121 kW                                             | 5-Gang                                                   | 445 P9G WA7                                              | |                                                          |                                                          | 59.708 DM                                                |
| 100 Avant turbo                                          | 2,2 l/121 kW                                             | 3-Stufen-Automatic                                       | 445 P93 WA8                                              | |                                                          |                                                          | 61.070 DM                                                |
| 100 Avant quattro                                        | 2,2 l/121 kW                                             | 5-Gang                                                   | 445 P9F WA8                                              | |                                                          |                                                          | 63.980 DM                                                |

Das Sondermodell Audi 100/Audi 100 Avant „Sport“ hatte folgende Serienausstattung (Angaben lt. Preisliste Stand 22. Januar 1990, Modelljahr 1991):
- Hochleistungsfahrwerk
- Karosserie 15 mm tiefer gelegt
- Sportsitze vorn
- Kotflügelverbreiterungen vorn und hinten
- Große Audi-Ringe auf der Heckklappe
- 3 Zusatzinstrumente in der Schalttafel: Öldruckanzeige, Voltmeter, Temperaturanzeige für Motoröl
- 5 Leichtmetallräder 7 1/2 J x 15 in Aero-Design
- Reifen 215/60 ZR 15
- Antriebsschlupfregelung (ASR) (nur für 5-Gang-Frontantriebsmodell mit 121 kW)
- Schalthebelknopf in Leder (nicht Automatic)
- Schalthebelmanschette in Leder (nicht Automatic)
- Servolenkung
- Anti-Blockier-System (ABS)
- Fensterheber vorn und hinten, elektrisch
- 4-Speichen-Lenkrad mit Lederlenkradkranz
- Halogenscheinwerfer
- Schiebe-/Ausstelldach mit selbstaufstellendem Windabweiser
- 2 Rahmenkopfstützen hinten
- Beckengurt hinten mit Retractor für mittleren Rücksitzplatz
- Jacquard-Satin Sitzbezüge
- Radio „gamma“ mit elektronisch verstärkter Dachantenne
- Skisack (nur Limousine)
- Gepäckraumabdeckung (nur Avant)
- Dachreling (nur Avant)
- Heckscheibenwischer (nur Avant)
- Metallic-Lackierung

##### Technische Daten und Messwerte Audi 100/100 Avant quattro „Sport“ (Modelljahr 1990)
| Motor                                                                              | |
| Bauart                                                                             | Wassergekühlter Fünfzylinder-Reihen-Ottomotor mit einer, über einen Zahnriemen angetriebenen, oben liegenden Nockenwelle, zwei Ventilen pro Zylinder (OHC) und Hydrostößeln mit hydraulischem Ventilspielausgleich |
| Motorkennbuchstabe                                                                 | NF |
| Hubraum cm³                                                                        | 2309 |
| Leistung kW (PS)                                                                   | 98 (133) bei 5600 1/min nach EG 80/1269, 100 (136) bei 5600 1/min nach DIN 70020 |
| Drehmoment Nm                                                                      | 186 bei 4000 1/min nach EG 80/1269, 190 bei 4000 1/min nach DIN 70020 |
| Bohrung/Hub mm                                                                     | 82,5/86,4 |
| Verdichtung                                                                        | 10,0 : 1 |
| Gemischaufbereitung                                                                | Mechanisch-elektronische Einspritzanlage BOSCH KE-III-Jetronic mit Stauscheiben-Luftmengenmesser, Kraftstoffmengenteiler, Leerlaufstabilisierungsventil, luftumfaßten Einspritzventilen und Kraftstoffdampf-Rückhaltesystem |
| Abgasreinigung                                                                     | Geregelter Dreiwege-Katalysator nach US-Standard mit Lambdasonde |
| Kraftstoff                                                                         | Super schwefelfrei ROZ 95 nach DIN EN 228 (E5) oder Super E10 schwefelfrei ROZ 95 nach DIN EN 228 |
| Kraftübertragung                                                                   | |
| Antriebsart                                                                        | Permanenter Allradantrieb „quattro“ der zweiten Generation mit automatisch sperrendem Torsen-Zwischen- und manuell sperrbarem Hinterachsdifferential, Verteilung der Antriebskraft auf Vorder- und Hinterachse im Verhältnis 50:50 im Normalzustand mit einer maximal möglichen, automatischen Umverteilung im Verhältnis 75:25 bis zu 25:75 der Antriebskraft auf Vorder- und Hinterachse durch das ins Getriebegehäuse integrierte Torsen-Zwischendifferential, Übertragung der Antriebskräfte auf die Vorderachse durch eine hohl gebohrte Abtriebswelle des Schaltgetriebes, Übertragung der Antriebskräfte auf die Hinterachse über eine mehrteilige Kardanwelle mit Radiallager auf das manuell vom Fahrer zu 100 % sperrbare Hinterachs-Verteilergetriebe. |
| Kupplung                                                                           | Einscheiben-Trockenkupplung mit hydraulischer Betätigung |
| Getriebe                                                                           | Vollsynchronisiertes, Zweiwellen-Schaltgetriebe mit fünf Vorwärts- und einem Rückwärtsgang vom Typ „01A-Allrad“ mit Hohlwelle, Torsen-Verteiler-Differenzial und elektromechanischem Tachometerantrieb. Das Getriebe Typ „01A-Allrad“ wurde vom 4-/5-Gang-Schaltgetriebe Typ „012“ unter Anwendung des Gleichteileprinzipes abgeleitet. Die wesentlichen Änderungen waren ein dreiteiliges Getriebegehäuse mit einem, zum Mitten-Differential weiterentwickelten Torsen-Verteilergetriebe („quattro“ 2. Generation für längs eingebaute Antriebe) im hinteren, verlängerten Getriebe-Abschlussdeckel, dem dort herausgeführten Flansch der Hinterachs-Kardanwelle und einer von Audi entwickelten Hohlwelle (Abtriebswelle) mit darin geführten Triebling. Das prinzipbedingt automatisch (teil-)sperrende Mittendifferential der Bauart „Torsen“ leitet bei normaler Lastverteilung die von der als Hohlwelle ausgebildeten Getriebe-Abtriebswelle kommende Antriebskraft zu 50 % über den durch die Hohlwelle geführten Triebling an die Vorderachse und zu 50 % über den Kardanwellen-Flansch an die Hinterachse ab. Die Lebensdauer-Füllung beträgt 2,65 bis 2,85 Liter Synthetiköl der Viskositätsklasse SAE 75/W90 (G50). |
| Getriebe-Übersetzungen (GKB: AAT/AML)                                              | 1. Gang: 3,545 |
| Getriebe-Übersetzungen (GKB: AAT/AML)                                              | 2. Gang: 2,105 |
| Getriebe-Übersetzungen (GKB: AAT/AML)                                              | 3. Gang: 1,429 |
| Getriebe-Übersetzungen (GKB: AAT/AML)                                              | 4. Gang: 1,029 |
| Getriebe-Übersetzungen (GKB: AAT/AML)                                              | 5. Gang: 0,838 |
| Getriebe-Übersetzungen (GKB: AAT/AML)                                              | Rückwärtsgang: 3,500 |
| Getriebe-Übersetzungen (GKB: AAT/AML)                                              | Achsantrieb: 4,111 |
| Bremsanlage                                                                        | |
| Art                                                                                | Hydraulisches Zweikreis-Bremssystem mit achsweiser Aufteilung, abschaltbares Antiblockiersystem mit Dreikanal-Hydraulikeinheit, hydraulischer Bremskraftverstärker mit stickstoffgefülltem Druckspeicher, Last- sowie querbeschleunigungsabhängige Bremskraftregler an der Hinterachse |
| Ausführung vorne                                                                   | Scheibenbremsen mit innenbelüfteten Bremsscheiben 276x25 mm, Faustsattel System Ate 57 mit Bremsbelag-Verschleißanzeige |
| Ausführung hinten                                                                  | Scheibenbremsen 245x10 mm, Faustsattel System Girling 38 mit integrierter, mechanisch auf den Bremskolben wirkender Seilzug-Feststellbremse, automatische Nachstellung |
| Fahrwerk                                                                           | |
| Vorderachse                                                                        | MacPherson-Federbeine mit an gummigelagertem Aggregateträger montiertem Dreieckslenker, gebildet aus Querlenker und Schenkel des Stabilisators, spurstabilisierender negativer Lenkrollradius, der Stoßdämpfereinsatz im Federbein über den Motorraum ohne Ausbau der Federbeine wechselbar |
| Hinterachse                                                                        | Viergelenk-Trapezlenker-Hinterachse mit vorderem und hinterem Querträger, oberem Querlenker sowie Feder-Dämpfer-Einheiten und Stabilisator |
| Lenkung                                                                            | Hydraulisch unterstützte Zahnstangenlenkung, Sicherheitslenksäule mit Seilzug-System |
| Räder                                                                              | Felge 7,5J x 15, ET35 mit Lochkreis LK 5/112 mit Reifen 215/60 R15 93V |
| Karosserie                                                                         | |
| cw-Wert                                                                            | 0,30 (Limousine mit 1,8-Liter-Motor) 0,33 (Avant mit 1,8-Liter-Motor) |
| Ausführung                                                                         | Selbsttragende Sicherheitsfahrgastzelle in konventioneller Schalenbauweise aus beidseitig verzinktem Stahlblech mit Vorderachs-Hilfsrahmen, verklebter Front- und Heckscheibe aus Verbundglas, abschraubbaren vorderen Kotflügeln und Frontteil (sog. Schlossträger), vier Türen aus Stahlblech (Unterteil) mit einstellbarem Aggregate-Träger aus Aluminium (Innen-/Oberteil) für Fensterheber, Schlossbetätigung und die karosseriebündigen Seitenscheiben |
| Insassenschutz                                                                     | Wartungsfreies, rein mechanisch, über die Aggregateverschiebung bei einem Fahrzeug-Frontalaufprall ab ca. 20 km/h wirkendes Seil- und Bowdenzug-System „procon-ten“ (programmed contraction und tension) zum Zurückziehen der Wellrohr-Sicherheitslenksäule (contraction) und Strammen der Gurte beider Vordersitze (tension) |
| Tankinhalt L                                                                       | 80 |
| Elektrik                                                                           | |
| Art                                                                                | Spritzwassergeschützte Zentralelektrik im Wasserkasten mit Zusatzrelais-Station hinter Schalttafel |
| Zündung                                                                            | Elektronische, diagnosefähige Kennfeld-Zündung mit selektiver Klopf- sowie Lambda-Regelung und Hallgeber-Zündverteiler |
| Bordspannung V                                                                     | 12 |
| Batterie Ah/A                                                                      | 63/300 |
| Drehstromgenerator A                                                               | 90 (110, bei Fahrzeugen mit Klimaanlage) |
| Abmessungen (Limousine, Avant)                                                     | |
| Länge mm                                                                           | 4792 |
| Breite mm                                                                          | 1814 |
| Höhe mm                                                                            | 1414 |
| Überhänge mm                                                                       | 1016 (vorne), 1088 (hinten) |
| Bodenfreiheit mm                                                                   | 117 |
| Radstand mm                                                                        | 2688 |
| Spurweiten mm                                                                      | 1497 (vorne), 1511 (hinten) |
| Wendekreisdurchmesser m                                                            | 11,5 |
| Gepäckraumabmessungen (Avant)                                                      | |
| Volumen L                                                                          | 2025 (nach Kugelmessung), 1837 (nach VDA-Quadermessung) |
| Länge mm                                                                           | 1059 (am Boden, Sitzbank aufgestellt), 1994 (am Boden, Sitzbank umgeklappt) |
| Breite mm                                                                          | 1209 (maximal), 1112 (zwischen den Radkästen) |
| Höhe mm                                                                            | 746 (bis Dachhimmel) |
| Breite Heckklappenausschnitt mm                                                    | 956 (oben), 956 (unten) |
| Höhe Heckklappenausschnitt mm                                                      | 802 (Mitte) |
| Gewichte                                                                           | |
| Zulässiges Gesamtgewicht kg                                                        | 1910 (Limousine), 1950 (Avant) |
| Leergewicht betriebsfertig kg                                                      | 1360 (Limousine), 1400 (Avant) |
| Zuladung kg                                                                        | 550 (Limousine), 550 (Avant) |
| Fahrleistungen (quattro/Schaltgetriebe)                                            | |
| Höchstgeschwindigkeit km/h                                                         | 201 (Limousine), 199 (Avant) |
| Beschleunigung 0 bis 80 km/h sek                                                   | 6,7 (Limousine), 6,8 (Avant) |
| Beschleunigung 0 bis 100 km/h sek                                                  | 10,0 (Limousine), 10,2 (Avant) |
| Verbrauch l/100 km (nach ECE A 70)                                                 | |
| bei konstant 90 km/h                                                               | 6,9 (Limousine), 7,2 (Avant) |
| bei konstant 120 km/h                                                              | 8,8 (Limousine), 9,3 (Avant) |
| im Stadtzyklus                                                                     | 11,9 (Limousine), 11,9 (Avant) |
| Unverbindliche Preisempfehlung des Herstellers (inkl. 14 % MwSt., Modelljahr 1991) | |
| Limousine DM                                                                       | 51.720 |
| Avant DM                                                                           | 55.271 |
| Quelle:                                                                            | |

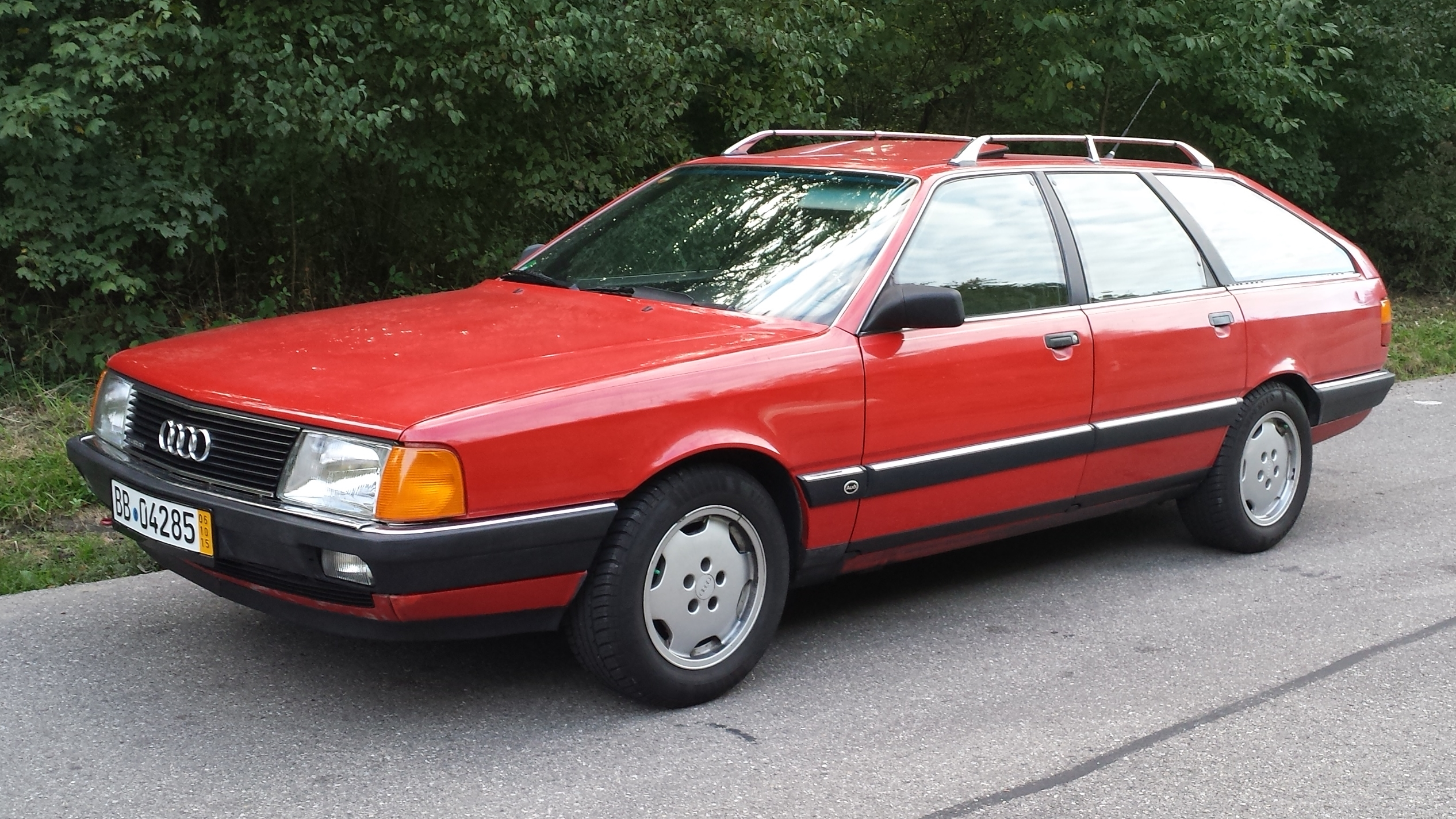
Frontansicht Avant
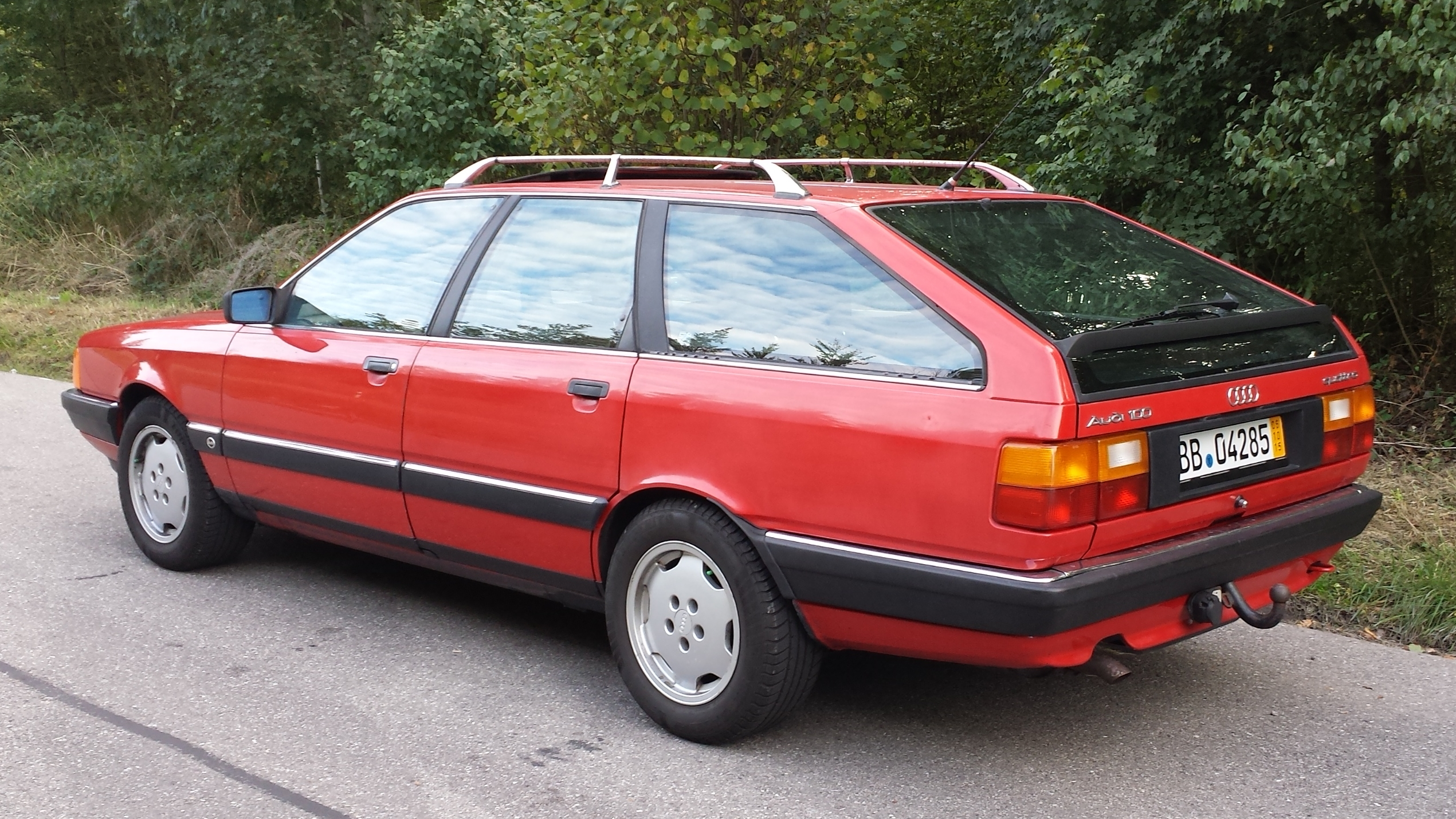
Heckansicht Avant
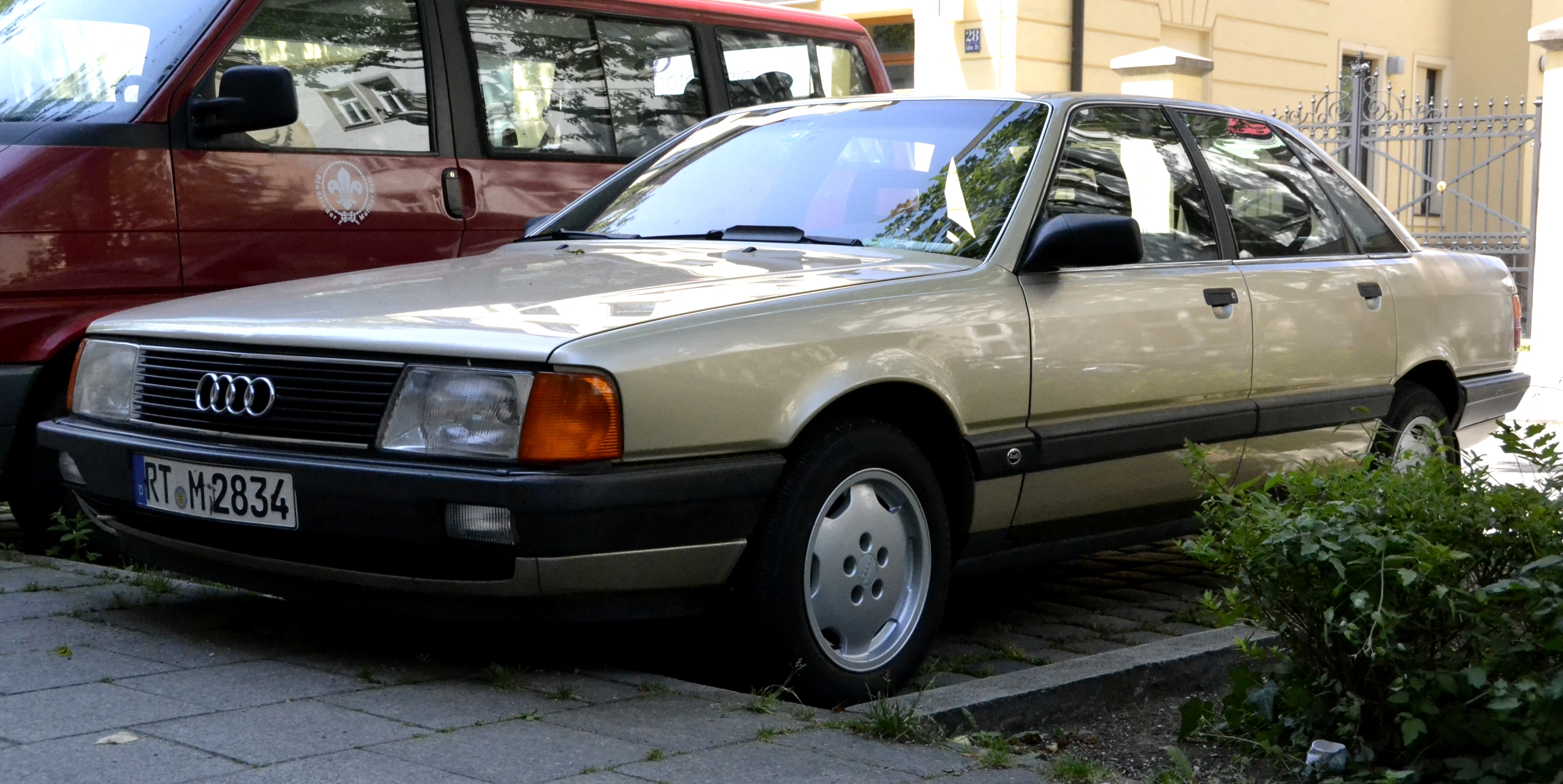
Frontansicht Limousine

## Technische Daten

### Benzinmotoren
| Modell                 | Motor       | Hubraum | Kraftstoffsystem                                                        | Leistung PS/min | Drehmoment Nm/min | Antrieb          | Getriebe/Anzahl Gänge                  | Leergewicht/kg (Avant) | Höchstgeschwindigkeit (km/h) | Beschleunigung 0–100 km/h | Verbrauch (L/100 km) | Baujahre          | Preis damals in DM |
| ---------------------- | ----------- | ------- | ----------------------------------------------------------------------- | --------------- | ----------------- | ---------------- | -------------------------------------- | ---------------------- | ---------------------------- | ------------------------- | -------------------- | ----------------- | ------------------ |
| 100 1.8                | EA827 (DR)  | 1781    | Vergaser                                                                | 75/4600         | 135/2500          | Vorderradantrieb | Manuell 4 Gänge                        | 1.080                  | 165                          | 14,9                      | 7,5                  | 08/1982 – 12/1987 | 21.600             |
| 100 1.8                | EA827 (DR)  | 1781    | Vergaser                                                                | 75/4600         | 135/2500          | Vorderradantrieb | Manuell 4 Gänge                        | 1.130                  | 163                          | 15,7                      | 7,8                  | 08/1983 – 12/1987 | 24.590             |
| 100 1.8 Kat            | EA827 (SH)  | 1781    | Vergaser                                                                | 88/5200         | 146/3300          | Vorderradantrieb | Manuell 4 Gänge                        | 1.090                  | 175                          | 12,2                      | 7,7                  | 08/1986 – 07/1988 | 28.465             |
| 100 1.8 Kat            | EA827 (SH)  | 1781    | Vergaser                                                                | 88/5200         | 146/3300          | Vorderradantrieb | Manuell 4 Gänge                        | 1.130                  | 173                          | 13,0                      | 8,0                  | 08/1986 – 07/1988 | 30.750             |
| 100 1.8 quattro Kat    | EA827 (SH)  | 1781    | Vergaser                                                                | 88/5200         | 146/3300          | Allradantrieb    | Manuell 5 Gänge                        | 1.200                  | 175                          | 13,1                      | 8,7                  | 08/1986 – 03/1988 | 34.450             |
| 100 1.8 quattro Kat    | EA827 (SH)  | 1781    | Vergaser                                                                | 88/5200         | 146/3300          | Allradantrieb    | Manuell 5 Gänge                        | 1.240                  | 173                          | 13,6                      | 9,0                  | 08/1986 – 03/1988 | 37.080             |
| 100 1.8 (90 PS)        | EA827 (DS)  | 1781    | Vergaser                                                                | 90/5200         | 145/3300          | Vorderradantrieb | Manuell 4 Gänge                        | 1.090                  | 176                          | 12,0                      | 7,2                  | 08/1983 – 06/1986 | 24.650             |
| 100 1.8 (90 PS)        | EA827 (DS)  | 1781    | Vergaser                                                                | 90/5200         | 145/3300          | Vorderradantrieb | Manuell 4 Gänge                        | 1.140                  | 174                          | 12,8                      | 7,5                  | 08/1983 – 06/1986 | 27.375             |
| 100 1.8 quattro        | EA827 (NP)  | 1781    | Vergaser                                                                | 90/5200         | 145/3300          | Allradantrieb    | Manuell 5 Gänge                        | 1.200                  | 176                          | 12,9                      | 8,9                  | 10/1984 – 03/1988 | 33.600             |
| 100 1.8 quattro        | EA827 (NP)  | 1781    | Vergaser                                                                | 90/5200         | 145/3300          | Allradantrieb    | Manuell 5 Gänge                        | 1.240                  | 174                          | 13,4                      | 9,1                  | 10/1984 – 03/1988 | 36.230             |
| 100 1.8 E Kat          | EA827 (PH)  | 1781    | Mechanische Einspritzung Bosch K-Jetronic                               | 90/5500         | 137/3250          | Vorderradantrieb | Manuell 4 Gänge                        | 1.110                  | 176                          | 12,0                      | 8,4                  | 04/1985 – 03/1988 | 29.390             |
| 100 1.8 E Kat          | EA827 (PH)  | 1781    | Mechanische Einspritzung Bosch K-Jetronic                               | 90/5500         | 137/3250          | Vorderradantrieb | Manuell 4 Gänge                        | 1.150                  | 174                          | 12,8                      | 8,7                  | 04/1985 – 03/1988 | 32.020             |
| 100 1.8 E Kat          | EA827 (4B)  | 1781    | Elektronische Einspritzung Mono-Motronic                                | 90/5500         | 142/3250          | Vorderradantrieb | Manuell 5 Gänge                        | 1.110                  | 176                          | 12,0                      | 8,1                  | 03/1988 – 05/1990 | 30.975             |
| 100 1.8 E Kat          | EA827 (4B)  | 1781    | Elektronische Einspritzung Mono-Motronic                                | 90/5500         | 142/3250          | Vorderradantrieb | Manuell 5 Gänge                        | 1.150                  | 174                          | 12,8                      | 8,4                  | 03/1988 – 11/1990 | 33.780             |
| 100 1.8 E quattro Kat  | EA827 (PH)  | 1781    | Mechanische Einspritzung Bosch K-Jetronic                               | 90/5500         | 137/3250          | Allradantrieb    | Manuell 5 Gänge                        | 1.240                  | 176                          | 12,9                      | 9,0                  | 04/1985 – 03/1988 | 35.615             |
| 100 1.8 E quattro Kat  | EA827 (PH)  | 1781    | Mechanische Einspritzung Bosch K-Jetronic                               | 90/5500         | 137/3250          | Allradantrieb    | Manuell 5 Gänge                        | 1.280                  | 174                          | 13,4                      | 9,3                  | 04/1985 – 03/1988 | 38.245             |
| 100 1.8 E quattro Kat  | EA827 (4B)  | 1781    | Elektronische Einspritzung Mono-Motronic                                | 90/5500         | 145/3250          | Allradantrieb    | Manuell 5 Gänge                        | 1.240                  | 176                          | 12,9                      | 8,8                  | 03/1988 – 05/1990 | 42.250             |
| 100 1.8 E quattro Kat  | EA827 (4B)  | 1781    | Elektronische Einspritzung Mono-Motronic                                | 90/5500         | 145/3250          | Allradantrieb    | Manuell 5 Gänge                        | 1.280                  | 174                          | 13,4                      | 9,0                  | 03/1988 – 11/1990 | 45.055             |
| 100 1.9                | EA828 (WH)  | 1921    | Vergaser Pierburg 2B2                                                   | 100/5600        | 150/3200          | Vorderradantrieb | Manuell 4 Gänge + 5. Gang als Spargang | 1.145                  | 176                          | 12,2                      | 7,7                  | 08/1982 – 07/1984 | 25.845             |
| 100 2.0                | EA828 (KP)  | 1994    | Mechanische Einspritzung Bosch K-Jetronic                               | 115/5200        | 170/3000          | Vorderradantrieb | Manuell 5 Gänge                        | 1.250                  | 190                          | 10,7                      | 8,9                  | 08/1984 – 03/1988 | 31.055             |
| 100 2.0                | EA828 (KP)  | 1994    | Mechanische Einspritzung Bosch K-Jetronic                               | 115/5200        | 170/3000          | Vorderradantrieb | Manuell 5 Gänge                        | 1.290                  | 188                          | 11,2                      | 9,2                  | 08/1984 – 03/1988 | 33.685             |
| 100 2.0 Kat            | EA828 (SL)  | 1994    | Mechanische Einspritzung Bosch K-Jetronic                               | 113/5200        | 165/3000          | Vorderradantrieb | Manuell 5 Gänge                        | 1.250                  | 188                          | 10,9                      | 9,3                  | 06/1986 – 03/1988 | 32.330             |
| 100 2.0 Kat            | EA828 (SL)  | 1994    | Mechanische Einspritzung Bosch K-Jetronic                               | 113/5200        | 165/3000          | Vorderradantrieb | Manuell 5 Gänge                        | 1.290                  | 186                          | 11,4                      | 9,6                  | 06/1986 – 03/1988 | 34.960             |
| 100 2.0 E              | EA828 (RT)  | 1994    | Mechanische Einspritzung mit elektronischer Steuerung Bosch KE-Jetronic | 115/5400        | 172/4000          | Vorderradantrieb | Manuell 5 Gänge                        | 1.250                  | 190                          | 10,7                      | 8,9                  | 03/1988 – 05/1990 | 35.260             |
| 100 2.0 E              | EA828 (RT)  | 1994    | Mechanische Einspritzung mit elektronischer Steuerung Bosch KE-Jetronic | 115/5400        | 172/4000          | Vorderradantrieb | Manuell 5 Gänge                        | 1.290                  | 188                          | 10,9                      | 9,1                  | 03/1988 – 11/1990 | 38.065             |
| 100 2.1                | EA828 (WC)  | 2144    | Mechanische Einspritzung Bosch K-Jetronic                               | 136/5700        | 176/4800          | Vorderradantrieb | Manuell 4 Gänge + 5. Gang als Spargang | 1.210                  | 200                          | 10,3                      | 8,5                  | 08/1982 – 07/1984 | 28.600             |
| 100 2.1                | EA828 (WC)  | 2144    | Mechanische Einspritzung Bosch K-Jetronic                               | 136/5700        | 176/4800          | Vorderradantrieb | Manuell 4 Gänge + 5. Gang als Spargang | 1.260                  | 196                          | 10,8                      | 8,7                  | 08/1983 – 07/1984 | 30.995             |
| 100 2.2 Kat            | EA828 (KZ)  | 2226    | Mechanische Einspritzung Bosch K-Jetronic                               | 115/5500        | 162/2500          | Vorderradantrieb | Manuell 5 Gänge                        | 1.250                  | 190                          | 11,0                      | 9,8                  | 10/1984 – 03/1988 | 33.515             |
| 100 2.2 Kat            | EA828 (KZ)  | 2226    | Mechanische Einspritzung Bosch K-Jetronic                               | 115/5500        | 162/2500          | Vorderradantrieb | Manuell 5 Gänge                        | 1.290                  | 187                          | 11,5                      | 10,3                 | 10/1984 – 03/1988 | 36.145             |
| 100 2.2 Kat            | EA828 (HX)  | 2226    | Mechanische Einspritzung Bosch K-Jetronic                               | 138/5700        | 184/3500          | Vorderradantrieb | Manuell 5 Gänge                        | 1.250                  | 202                          | 9,7                       | 9,0                  | 08/1984 – 03/1988 | 32.050             |
| 100 2.2 Kat            | EA828 (HX)  | 2226    | Mechanische Einspritzung Bosch K-Jetronic                               | 138/5700        | 184/3500          | Vorderradantrieb | Manuell 5 Gänge                        | 1.290                  | 199                          | 10,2                      | 9,3                  | 08/1984 – 03/1988 | 34.680             |
| 100 2.2 CS quattro Kat | EA828 (PX)  | 2226    | Mechanische Einspritzung Bosch K-Jetronic                               | 120/5600        | 172/3400          | Allradantrieb    | Manuell 5 Gänge                        | 1.330                  | 191                          | 10,9                      | 10,6                 | 09/1985 – 08/1986 | 44.105             |
| 100 2.2 CS quattro Kat | EA828 (PX)  | 2226    | Mechanische Einspritzung Bosch K-Jetronic                               | 120/5600        | 172/3400          | Allradantrieb    | Manuell 5 Gänge                        | 1.370                  | 188                          | 11,4                      | 10,9                 | 09/1985 – 08/1986 | 46.735             |
| 100 2.2 quattro Kat    | EA828 (HX)  | 2226    | Mechanische Einspritzung Bosch K-Jetronic                               | 138/5700        | 184/3500          | Allradantrieb    | Manuell 5 Gänge                        | 1.330                  | 202                          | 9,9                       | 9,4                  | 08/1984 – 03/1988 | 42.440             |
| 100 2.2 quattro Kat    | EA828 (HX)  | 2226    | Mechanische Einspritzung Bosch K-Jetronic                               | 138/5700        | 184/3500          | Allradantrieb    | Manuell 5 Gänge                        | 1.370                  | 199                          | 10,2                      | 9,7                  | 08/1984 – 03/1988 | 45.070             |
| 100 2.2 Turbo          | EA828 (MC)  | 2226    | Mechanische Einspritzung, Turbolader, Ladeluftkühler                    | 165/5500        | 240/3000          | Vorderradantrieb | Manuell 5 Gänge                        | 1.300                  | 216                          | 8,0                       | 10,0                 | 03/1986 – 05/1990 | 41.160             |
| 100 2.2 Turbo          | EA828 (MC)  | 2226    | Mechanische Einspritzung, Turbolader, Ladeluftkühler                    | 165/5500        | 240/3000          | Vorderradantrieb | Manuell 5 Gänge                        | 1.340                  | 213                          | 8,2                       | 10,2                 | 03/1986 – 11/1990 | 43.790             |
| 100 2.2 Turbo quattro  | EA828 (MC)  | 2226    | Mechanische Einspritzung, Turbolader, Ladeluftkühler                    | 165/5500        | 240/3000          | Allradantrieb    | Manuell 5 Gänge                        | 1.410                  | 216                          | 8,0                       | 10,8                 | 03/1986 – 05/1990 | 48.365             |
| 100 2.2 Turbo quattro  | EA828 (MC)  | 2226    | Mechanische Einspritzung, Turbolader, Ladeluftkühler                    | 165/5500        | 240/3000          | Allradantrieb    | Manuell 5 Gänge                        | 1.450                  | 213                          | 8,2                       | 11,1                 | 03/1986 – 11/1990 | 50.995             |
| 100 2.3 E              | EA828 (NF)  | 2309    | Mechanische Einspritzung mit elektronischer Steuerung Bosch KE-Jetronic | 136/5600        | 190/4000          | Vorderradantrieb | Manuell 5 Gänge                        | 1.250                  | 201                          | 9,8                       | 8,9                  | 03/1988 – 03/1990 | 35.980             |
| 100 2.3 E              | EA828 (NF)  | 2309    | Mechanische Einspritzung mit elektronischer Steuerung Bosch KE-Jetronic | 136/5600        | 190/4000          | Vorderradantrieb | Manuell 5 Gänge                        | 1.290                  | 199                          | 10,4                      | 9,1                  | 03/1988 – 03/1990 | 38.785             |
| 100 2.3 E              | EA828 (AAR) | 2309    | Mechanische Einspritzung mit elektronischer Steuerung Bosch KE-Jetronic | 133/5600        | 186/4000          | Vorderradantrieb | Manuell 5 Gänge                        | 1.250                  | 201                          | 9,8                       | 8,9                  | 03/1990 – 05/1990 | 41.075             |
| 100 2.3 E              | EA828 (AAR) | 2309    | Mechanische Einspritzung mit elektronischer Steuerung Bosch KE-Jetronic | 133/5600        | 186/4000          | Vorderradantrieb | Manuell 5 Gänge                        | 1.290                  | 199                          | 10,4                      | 9,1                  | 03/1990 – 11/1990 | 44.065             |
| 100 2.3 E quattro      | EA828 (NF)  | 2309    | Mechanische Einspritzung mit elektronischer Steuerung Bosch KE-Jetronic | 136/5600        | 190/4000          | Allradantrieb    | Manuell 5 Gänge                        | 1.330                  | 201                          | 9,8                       | 9,2                  | 03/1988 – 03/1990 | 46.070             |
| 100 2.3 E quattro      | EA828 (NF)  | 2309    | Mechanische Einspritzung mit elektronischer Steuerung Bosch KE-Jetronic | 136/5600        | 190/4000          | Allradantrieb    | Manuell 5 Gänge                        | 1.370                  | 199                          | 10,4                      | 9,4                  | 03/1988 – 03/1990 | 48.875             |
| 100 2.3 E quattro      | EA828 (AAR) | 2309    | Mechanische Einspritzung mit elektronischer Steuerung Bosch KE-Jetronic | 133/5600        | 186/4000          | Allradantrieb    | Manuell 5 Gänge                        | 1.330                  | 201                          | 9,8                       | 9,2                  | 03/1990 – 05/1990 | 45.870             |
| 100 2.3 E quattro      | EA828 (AAR) | 2309    | Mechanische Einspritzung mit elektronischer Steuerung Bosch KE-Jetronic | 133/5600        | 186/4000          | Allradantrieb    | Manuell 5 Gänge                        | 1.370                  | 199                          | 10,4                      | 9,4                  | 03/1990 – 11/1990 | 48.860             |

Bei der Version mit MC-Motor wird intern zwischen MC1 und MC2 unterschieden. MC1 und MC2 unterscheiden sich durch ein anderes Motorsteuergerät, andere Generatorhalter, MC1 mit einem Klopfsensor, MC2 mit zwei Klopfsensoren, Kühlerlüfter von MC2 hat mehr Blätter, MC2 hat andere Nockenwelle und Verdichtung, MC1 hat K26 Turbo, MC2 hat K24 Turbo.
Bei der Version mit NF-Motor wird auch gerne zwischen NF1 und NF2 unterschieden. Grob gesehen ist der Unterschied eine andere Ansaugbrücke. Während die vom NF1 den Ventildeckel nicht überlagert, wird dieser beim NF2 vom Oberteil des Ansaugkrümmers überlagert. Auf Grund dieses Unterschiedes sind auch die Einspritzleitungen anders geführt und können nicht untereinander getauscht werden. Es gab auch noch weitere Veränderungen. Grob kann man sagen, dass der NF1 bis Modelljahr 1988 eingesetzt wurde. Ab Modelljahr 1989 wurde dann der NF2 verwendet.
Der Motor AAR ist fast baugleich mit dem Motor NF, besitzt jedoch einige Modernisierungen. Er wurde laut Audi-Ersatzteilkatalog nur im Nachfolger ab 12.1990 verbaut.
Beim RT-Motor gab es zwei Versionen. Eine Version hatte die K-Jetronic mit Transistorzündung und mechanischer Zündzeitpunktverstellung ohne Katalysator, die andere Version hatte einen Katalysator, die KE-Jetronic (Generation 2,5) und eine vollelektronische Zündung mit Kennfeldsteuerung und Klopfsensor.

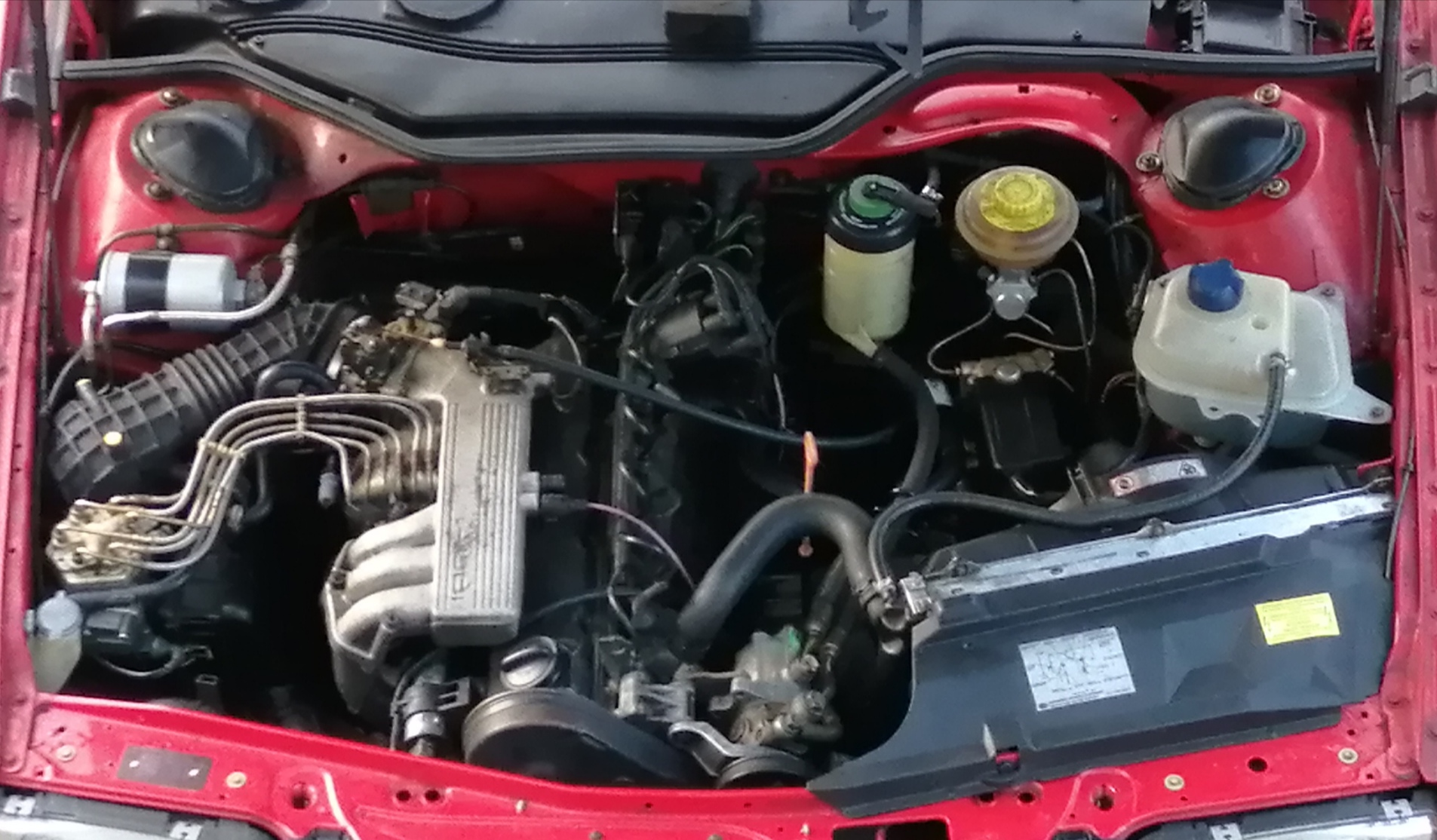
2,3-Liter-Fünfzylinder-Reihen-Ottomotor, Motorkennbuchstabe (MKB) „NF“ mit 98 kW/133 PS bei 5600 1/min und 186 Nm bei 4000 1/min nach EG 80/1269 (100 kW/136 PS bei 5600 1/min und 190 Nm bei 4000 1/min nach DIN 70020)
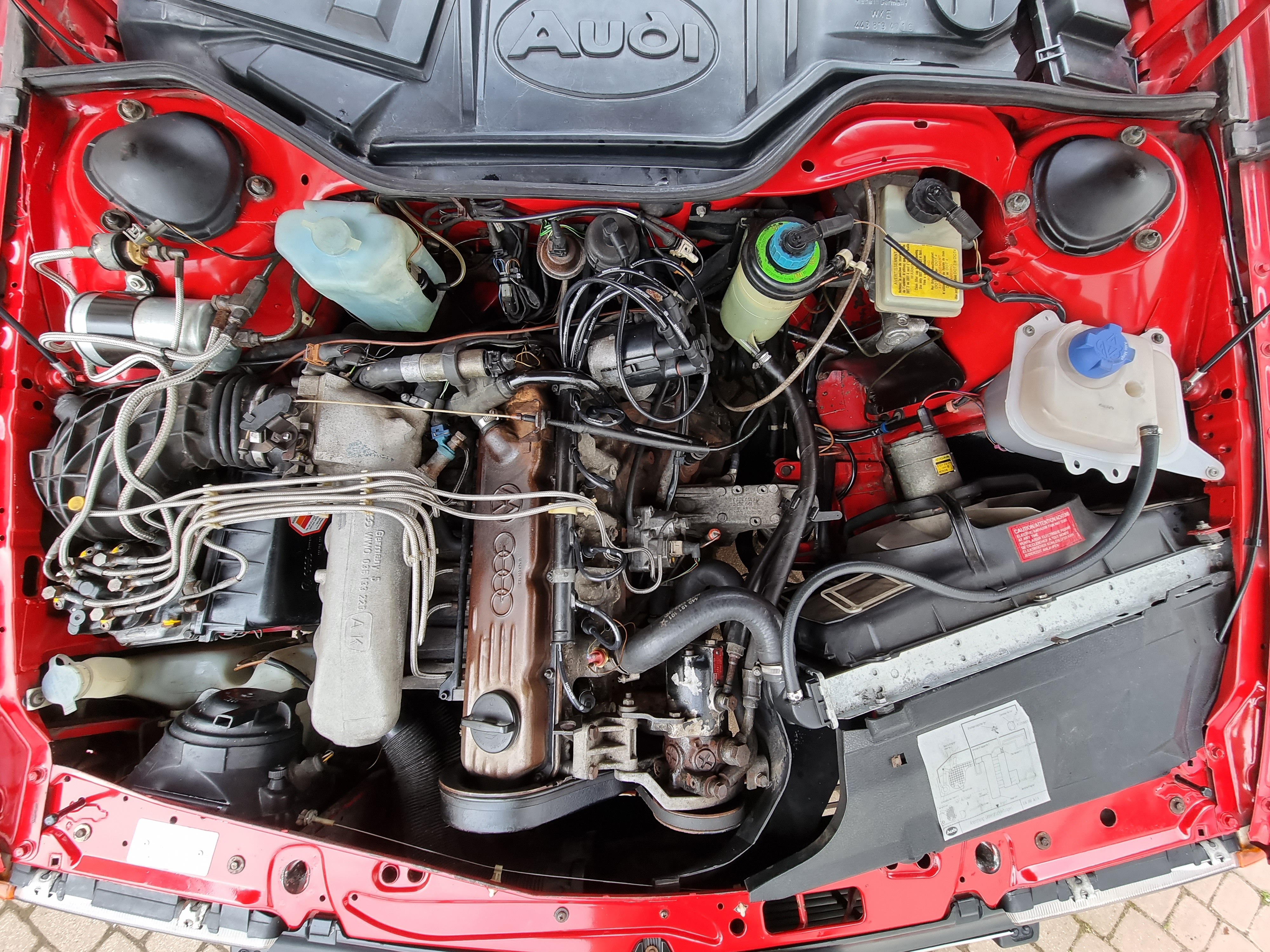
2,2-Liter-Fünfzylinder-Reihen-Ottomotor, Motorkennbuchstabe (MKB) „KU“ mit 101 kW/138 PS bei 5500 1/min und 188 Nm bei 3500 1/min nach DIN 70020

### Dieselmotoren
| Modell               | Motor | Hubraum | Kraftstoffsystem                                                                     | Leistung PS/min | Drehmoment Nm/min | Antrieb          | Getriebe/Anzahl Gänge                  | Leergewicht/kg (Avant) | Höchstgeschwindigkeit (km/h) | Beschleunigung 0–100 km/h | Verbrauch (L/100 km) | Baujahre          | Preis damals in DM |
| -------------------- | ----- | ------- | ------------------------------------------------------------------------------------ | --------------- | ----------------- | ---------------- | -------------------------------------- | ---------------------- | ---------------------------- | ------------------------- | -------------------- | ----------------- | ------------------ |
| 100 2.0 Diesel       | CN    | 1986    | Indirekte Einspritzung mit Wirbelkammer, Einspritzpumpe Bosch                        | 70/4800         | 123/2800          | Vorderradantrieb | Manuell 4 Gänge + 5. Gang als Spargang | 1.210                  | 155                          | 17,9                      | 6,6                  | 08/1982 – 08/1989 | 28.465             |
| 100 2.0 Diesel       | CN    | 1986    | Indirekte Einspritzung mit Wirbelkammer, Einspritzpumpe Bosch                        | 70/4800         | 123/2800          | Vorderradantrieb | Manuell 4 Gänge + 5. Gang als Spargang | 1.260                  | 154                          | 18,7                      | 6,8                  | 08/1983 – 08/1989 | 30.860             |
| 100 2.4 Diesel       | 3D    | 2370    | Indirekte Einspritzung mit Wirbelkammer, Einspritzpumpe Bosch                        | 82/4400         | 164/2400          | Vorderradantrieb | Manuell 5 Gänge                        | 1.300                  | 166                          | 16,5                      | 7,1                  | 08/1989 – 05/1990 | 36.710             |
| 100 2.4 Diesel       | 3D    | 2370    | Indirekte Einspritzung mit Wirbelkammer, Einspritzpumpe Bosch                        | 82/4400         | 164/2400          | Vorderradantrieb | Manuell 5 Gänge                        | 1.340                  | 164                          | 17,0                      | 7,3                  | 08/1989 – 11/1990 | 39.700             |
| 100 2.0 Turbo Diesel | DE    | 1986    | Indirekte Einspritzung mit Wirbelkammer, Einspritzpumpe Bosch, Turbolader KKK Typ 24 | 87/4500         | 172/2750          | Vorderradantrieb | Manuell 4 Gänge + 5. Gang als Spargang | 1.250                  | 172                          | 13,1                      | 6,9                  | 08/1983 – 07/1988 | 31.615             |
| 100 2.0 Turbo Diesel | DE    | 1986    | Indirekte Einspritzung mit Wirbelkammer, Einspritzpumpe Bosch, Turbolader KKK Typ 24 | 87/4500         | 172/2750          | Vorderradantrieb | Manuell 4 Gänge + 5. Gang als Spargang | 1.300                  | 164                          | 16,5                      | 7,3                  | 08/1983 – 07/1988 | 34.010             |
| 100 2.0 Turbo Diesel | NC    | 1986    | Indirekte Einspritzung mit Wirbelkammer, Einspritzpumpe Bosch, Turbolader KKK Typ 24 | 100/4500        | 192/2200-3200     | Vorderradantrieb | Manuell 5 Gänge                        | 1.300                  | 185                          | 12,3                      | 6,7                  | 07/1988 – 08/1989 | 37.000             |
| 100 2.0 Turbo Diesel | NC    | 1986    | Indirekte Einspritzung mit Wirbelkammer, Einspritzpumpe Bosch, Turbolader KKK Typ 24 | 100/4500        | 192/2200-3200     | Vorderradantrieb | Manuell 5 Gänge                        | 1.340                  | 183                          | 12,8                      | 6,9                  | 07/1988 – 08/1989 | 39.805             |
| 100 TDI              | 1T    | 2460    | Direkteinspritzung, Turbolader KKK, Ladeluftkühler                                   | 120/4250        | 265/2250          | Vorderradantrieb | Manuell 5 Gänge                        | 1.320                  | 200                          | 9,9                       | 5,7                  | 09/1989 – 05/1990 | 43.360             |
| 100 TDI              | 1T    | 2460    | Direkteinspritzung, Turbolader KKK, Ladeluftkühler                                   | 120/4250        | 265/2250          | Vorderradantrieb | Manuell 5 Gänge                        | 1.360                  | 198                          | 10,1                      | 6,0                  | 09/1989 – 11/1990 | 46.350             |